# Musée du Quai Branly - Jacques-Chirac
Pour les articles homonymes, voir Branly et Jacques Chirac.
Le musée du Quai Branly - Jacques-Chirac, plus communément appelé musée du Quai Branly, anciennement musée des Arts et Civilisations d'Afrique, d'Asie, d'Océanie et des Amériques avant 2016, est un musée ethnographique situé dans le 7e arrondissement de Paris, le long du quai de la Seine qui lui donne son nom et au pied de la tour Eiffel, sur le quai Jacques-Chirac. Le projet, porté par Jacques Chirac et réalisé par Jean Nouvel, est inauguré le 20 juin 2006. La fréquentation se situe à près de 1 500 000 visiteurs en 2009 et franchit en 2022 le cap des 20 millions depuis son ouverture, ce qui le place parmi les plus fréquentés au monde dans sa catégorie.
Le 21 juin 2016, dix ans après son inauguration, le musée prend le nom de l'ancien président Jacques Chirac, à l'initiative du projet. Son emblème est une statuette Chupicuaro.

## Histoire
Le site accueille en 1852 le Garde meuble national, puis le Centre des métiers durant l'Exposition universelle de 1937. Alors qu'un parc devait ensuite y être créé, le ministère de l'Équipement installe après la Seconde Guerre mondiale des bâtiments provisoires sur son vaste terrain, qui demeure cependant grevé d'une servitude d'espace vert, reprise pour 7 500 m2 au POS de Paris. Les riverains et la mairie de Paris s'opposent ainsi au Centre de conférences internationales destiné à remplacer celui de l'avenue Kléber, le dernier des grands projets de François Mitterrand, dont le concours est remporté en 1990 par Francis Soler, au point que le gouvernement envisagera d'utiliser la procédure exceptionnelle du projet d'intérêt général pour en imposer la réalisation à la municipalité. La crise immobilière de 1993 et la cohabitation ont cependant raison du projet, qui est abandonné par le gouvernement d'Édouard Balladur en février 1994.
Jacques Kerchache, marchand d'art et spécialiste en art africain, essaie dès le début des années 1990 de faire entrer les « arts premiers » au musée du Louvre. En 1990, il signe dans le journal Libération un article sur ce sujet et rencontre ensuite Jacques Chirac, alors maire de Paris. Ce dernier, réputé pour être passionné par les « arts premiers », qui visitait fréquemment le musée Guimet, est élu président de la République en 1995. Dès son arrivée à la tête de l'État, il demande l'ouverture d'un département des arts premiers au musée du Louvre. Un an plus tard, il annonce le projet de création d'un nouveau musée, qui rencontre rapidement une opposition interne, suivie en 1999 d'une grève des agents du musée de l'Homme, qui contestent le démantèlement de ses collections et critiquent la primauté du choix esthétique au détriment des considérations scientifiques. En effet, les collections du musée national des Arts d'Afrique et d'Océanie (MAAO), fermé en 2003, sont également destinées à y être transférées depuis le palais de la Porte-Dorée.
Un nouveau concours international d'architecture est lancé en 1999, désignant Jean Nouvel comme lauréat, lequel choisit notamment de plus que doubler la surface d'espace vert initialement prévue, en la portant à 17 500 m2, par le biais d'un bâtiment-pont édifié sur pilotis. Le permis de construire initial est délivré le 25 janvier 2001, sur la base du POS de Paris révisé en novembre 1994 et son second modificatif en novembre 2003, alors que la construction est confiée à la société Joseph Paris. L'établissement est ensuite doté de ses statuts par le décret no 2004-1350 du 9 décembre 2004, relatif au statut de l'Établissement public du musée du Quai Branly.
Le musée est inauguré le 20 juin 2006 par Jacques Chirac, en présence notamment de Kofi Annan, Rigoberta Menchú, Paul Okalik, Lionel Jospin, Jean-Pierre Raffarin, Dominique de Villepin et Claude Lévi-Strauss. Il a le statut d'établissement public administratif, placé sous la double tutelle du ministère chargé de la Culture et du ministère chargé de l'Enseignement supérieur et de la Recherche.
Il ouvre au public le 23 juin 2006 avec une première exposition consacrée aux Mnong Gar, une ethnie des montagnes du Viêt Nam méridional étudiée par Georges Condominas, intitulée « Nous avons mangé la forêt : Georges Condominas au Viêt Nam », qui est présentée du 23 juin au 17 décembre 2006, puis reprise en 2007 à Hanoï avec un catalogue spécifique bilingue.
En mai 2009, le musée s'est associé avec trois autres musées proches pour former la Colline des musées.
En 2016, le musée est labellisé Architecture contemporaine remarquable.
Depuis 2019, les conservateurs mènent une enquête sur la provenance des 46 000 objets africains, acquis durant la période coloniale, afin de savoir s'ils l'ont été par la force ou la coercition, avec la possibilité d'éventuelles restitutions.
À ce jour, une dizaine de pays ont adressé des demandes à la France, selon le ministère de la Culture, qui distingue les requêtes "ciblées" sur des biens particuliers (Sénégal, Mali, Algérie...) et celles trop générales pour être instruites (Tchad ou Éthiopie).
Fin 2020, le Parlement a ainsi adopté un texte autorisant le retour définitif au Bénin de 26 œuvres du trésor royal d'Abomey, prises de guerre françaises en 1892, intervenu en 2021.

## Fréquentation

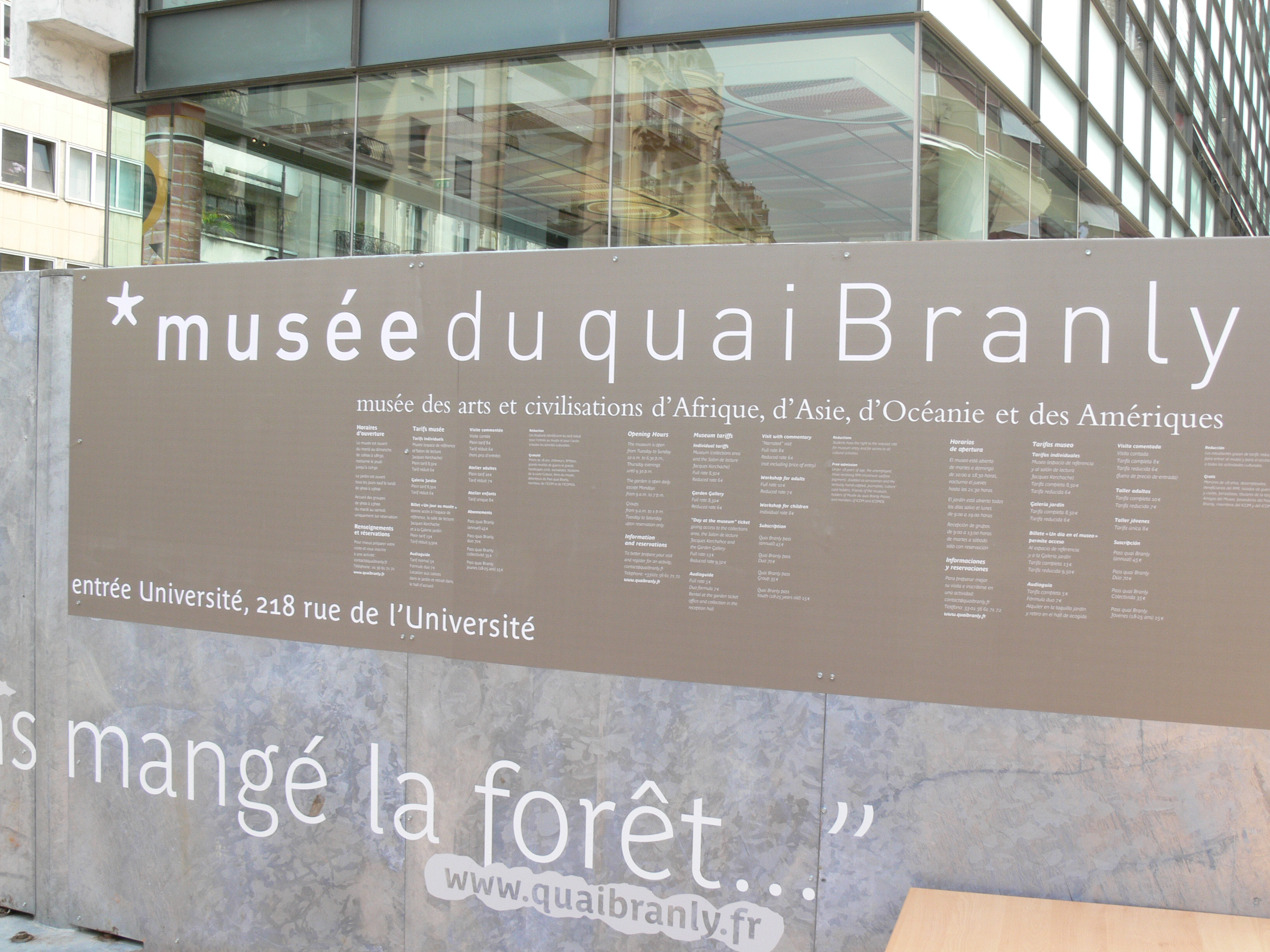
Panneau d'entrée du musée devant la libraire, lors de l'ouverture.

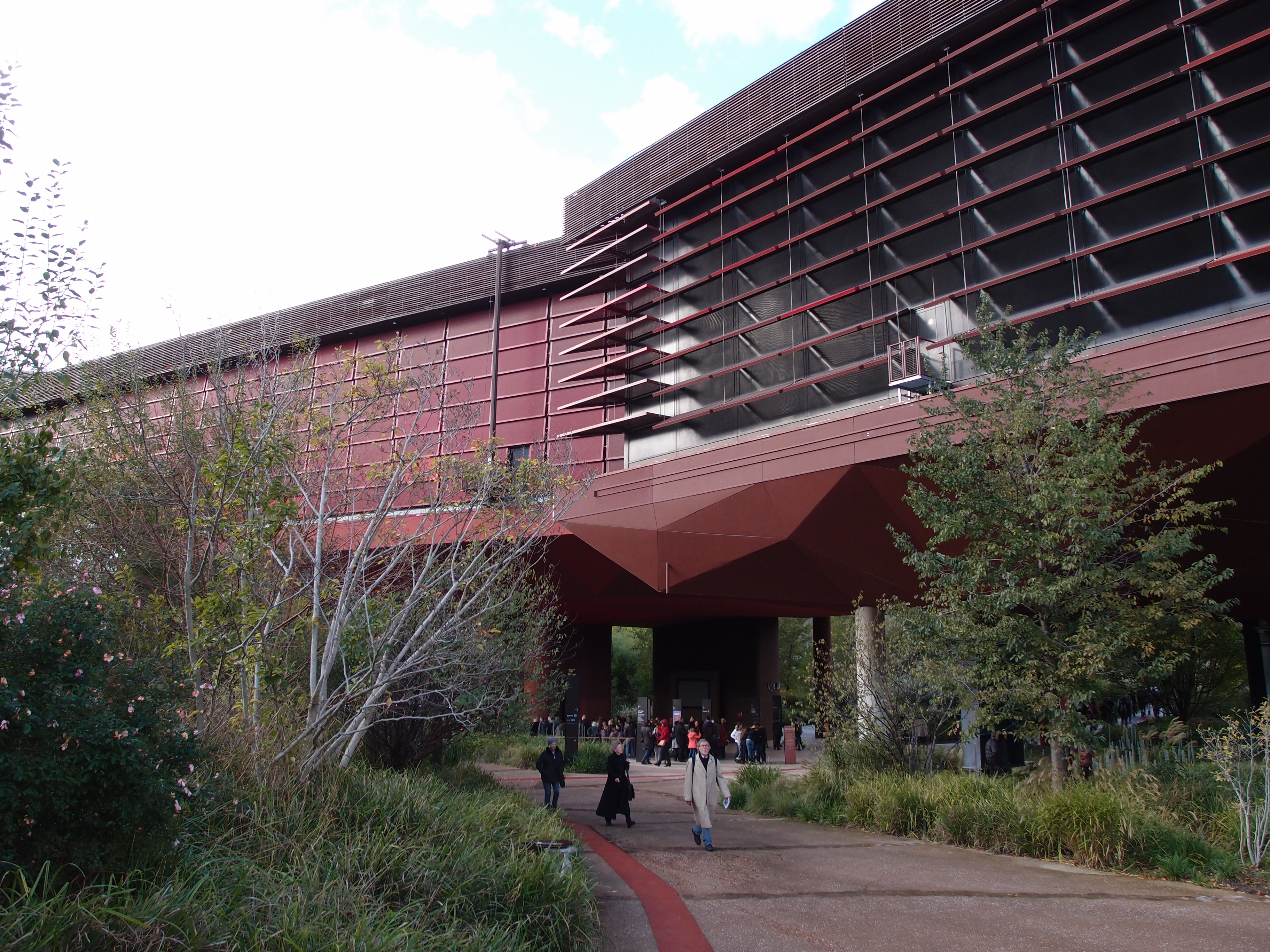
Façade sud du bâtiment-pont.

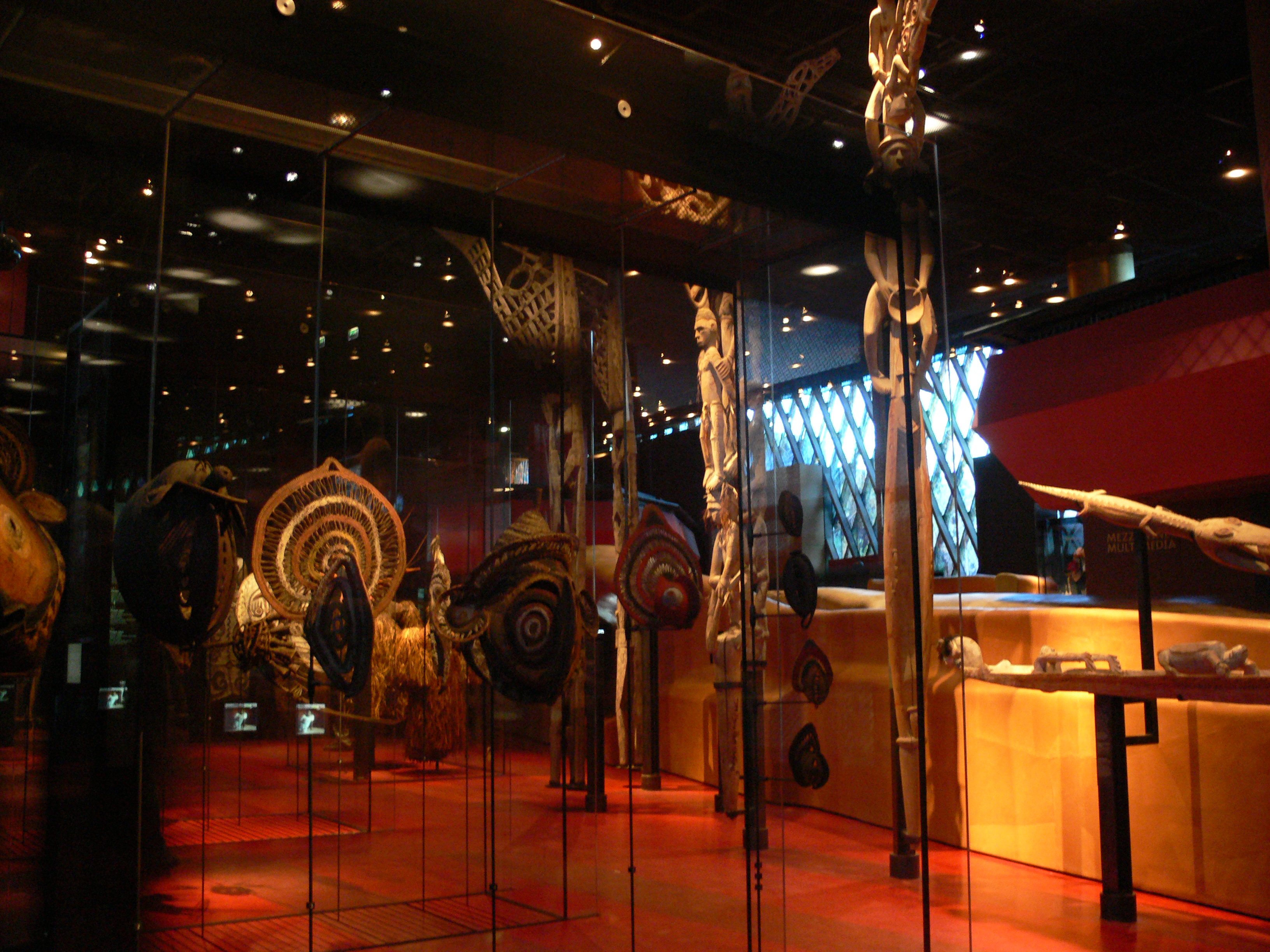
Vue de l'espace Océanie.

Un point sur la fréquentation du musée est établi régulièrement et permet de mesurer l'évolution du nombre de visiteurs. Après le premier mois d'ouverture, qui a compté 151 000 visiteurs, la moyenne de fréquentation depuis son ouverture s'est établie autour de 125 000 visiteurs par mois et 1 350 000 par an. En 2013, année du 10 millionième visiteur, la fréquentation annuelle s'est située autour de 1 307 325 visiteurs et à près de 1 500 000 en 2009 et 2014.
L'exposition Tatoueurs, tatoués, qui a eu lieu entre 2014 et 2015, a attiré 702 138 visiteurs en 18 mois d'ouverture.
Pour les festivités marquant son dixième anniversaire, le musée enregistre une fréquentation record de 34 586 visiteurs à l'été 2016.
Fréquentation cumulée du musée depuis son ouverture :
| Date              | Entrées gratuites | Entrées payantes                | Total annuel | Fréquentation cumulée |
| ----------------- | ----------------- | ------------------------------- | ------------ | --------------------- |
| 20 juin 2006      |                   |                                 |              | Inauguration          |
| 23 juin 2006      |                   |                                 |              | 8 757                 |
| 20 juillet 2006   |                   |                                 |              | 151 000               |
| 20 septembre 2006 |                   |                                 |              | 350 000               |
| 19 décembre 2006  |                   |                                 |              | 800 000               |
| 31 décembre 2006  | 366 759           | 585 311                         | 952 070      | 952 070               |
| 7 janvier 2007    |                   |                                 |              | 1 000 000 franchi     |
| Septembre 2007    |                   |                                 |              | 2 000 000 franchi     |
| 31 octobre 2007   |                   |                                 |              | 2 175 000             |
| 31 décembre 2007  | 531 554           | 920 886                         | 1 452 440    | 2 404 510             |
| 31 décembre 2008  | 622 360           | 767 130                         | 1 389 490    | 3 794 000             |
| Février 2009      |                   |                                 |              | 4 000 000 franchi     |
| 31 juillet 2009   |                   |                                 |              | 4 654 642             |
| 31 décembre 2009  | 698 946           | 797 493                         | 1 496 439    | 5 290 439             |
| 31 mars 2010      |                   |                                 |              | 5 693 002             |
| 31 décembre 2010  | 690 504           | 635 650                         | 1 326 154    | 6 616 593             |
| 31 décembre 2011  | 676 142           | 780 886                         | 1 457 028    | 8 073 621             |
| 31 décembre 2012  | 702 835           | 607 313                         | 1 310 148    | 9 383 769             |
| 31 décembre 2013  | 735 042           | 572 283                         | 1 307 325    | 10 691 094            |
| 31 décembre 2014  | 765 194           | 730 623                         | 1 495 817    | 12 186 911            |
| 31 décembre 2015  | 716 938           | 584 339                         | 1 301 277    | 13 488 188            |
| 31 décembre 2016  | 626 119           | 525 803                         | 1 151 922    | 14 640 110            |
| 31 décembre 2017  | 627 296           | 546 416                         | 1 173 712    | 15 813 822            |
| 31 décembre 2018  | NC                | NC                              | 1 261 817    | 17 075 639            |
| 31 décembre 2019  | NC                | NC                              | 1 112 423    | 18 188 062            |
| 31 décembre 2020  | NC                | NC : 01/01-14/03 et 09/06-29/10 | 438 813      | 18 626 875            |
| 31 décembre 2021  | NC                | NC : 19/05-31/12                | 615 795      | 19 242 670            |
| 31 décembre 2022  | NC                | NC                              | 1 005 357    | 20 248 027            |
| 31 décembre 2023  | NC                | NC                              | 1 410 641    | 21 658 668            |

## Bâtiments

Plan du musée

Le musée du Quai Branly, conçu par Jean Nouvel pour près de 233 millions d'euros, comporte quatre bâtiments d'une surface totale de 40 600 m2.

### Le pont-musée

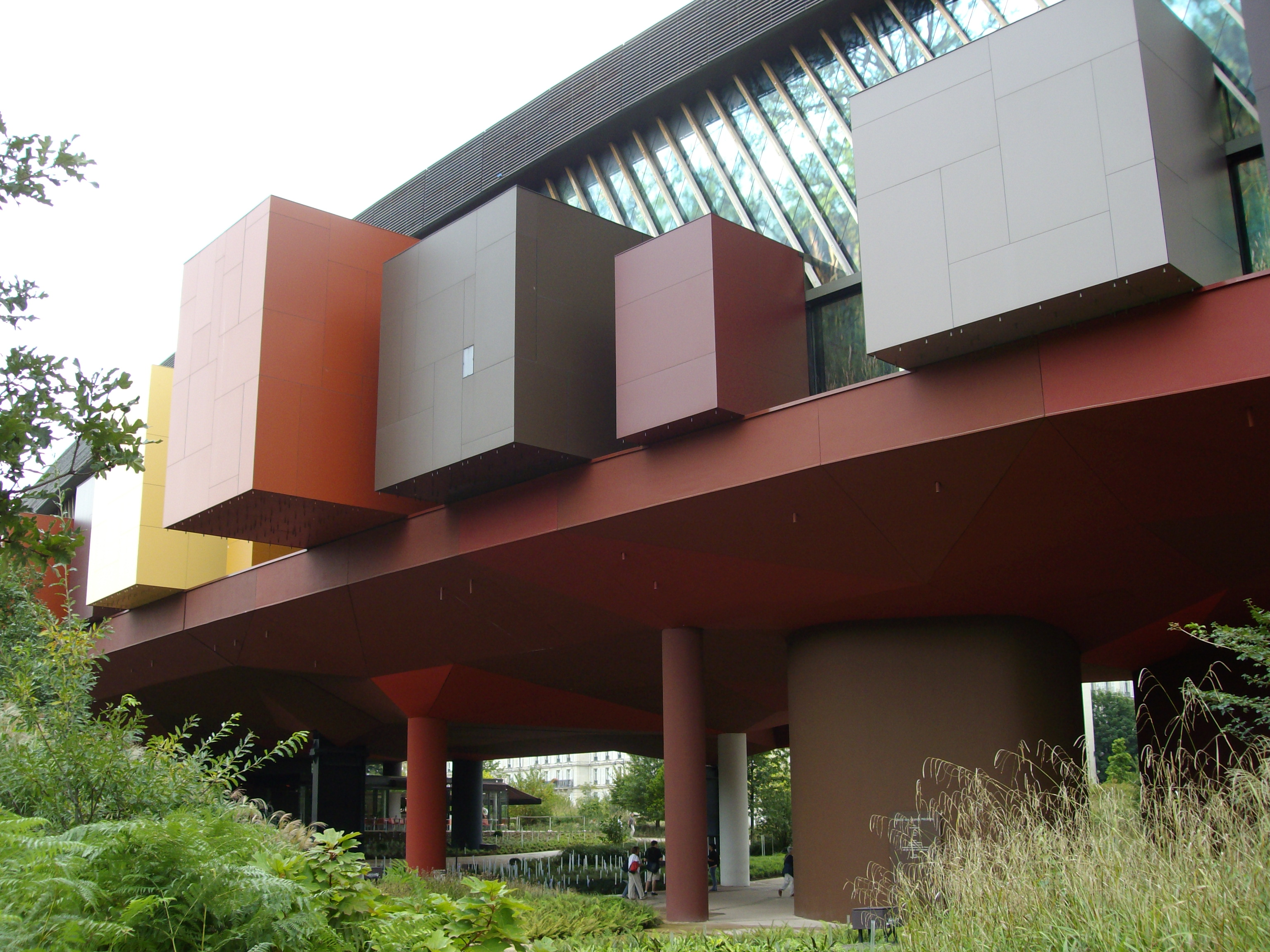
Boîtes multicolores côté nord.

Le plus grand bâtiment du musée, recouvert de façades vitrées sérigraphiées et partiellement habillé de bois, abrite principalement les expositions permanente et temporaires. L'architecte ayant voulu faire en partie référence à la tour Eiffel toute proche, sa structure est un pont métallique de 3 200 tonnes fixé par 500 000 boulons, qui est soutenu à 10 m de hauteur par les deux piliers Est et Ouest et 26 pilotis intermédiaires en acier, afin de respecter la servitude d'espace vert du POS de Paris. Sur ce pont sont arrimées trente et une cellules multimédias ou techniques exprimées en façade nord par une succession de « boîtes » colorées en porte-à-faux.
À l'intérieur, une longue rampe sinueuse de faible pente parcourue par une installation d'art vidéo de Charles Sandison (fi), The River composée de mots en mouvements, conduit les visiteurs du hall d'entrée du rez-de-chaussée jusqu'au plateau des collections permanentes, situé au premier étage du bâtiment-pont, en offrant des points de vue sur les salles en contrebas. La galerie d'exposition permanente longue de 200 mètres, est plongée dans la pénombre par des façades vitrées sérigraphiées, afin de protéger de la lumière du soleil les pigments des objets exposés les plus fragiles, constitués de matières organiques végétales ou animales (fibres, peaux, plumes, etc.). Ceux-ci sont alors éclairés par des spots dans une scénographie à l'esthétique affirmée voulue par l'architecte, tirant sur les tons d'ocre, de rouge et de noir, qui vise à évoquer pour certains d'entre eux leur charge spirituelle originelle. La galerie est un immense espace non cloisonné de 5 300 m2, traversé par un couloir longitudinal gainé de cuir où de petites cellules multimédias permettent de consulter certains des 150 programmes vidéos du parcours muséographique, et s'ouvre au nord sur près de trente salles thématiques correspondant aux « boîtes » colorées visibles à l'extérieur.

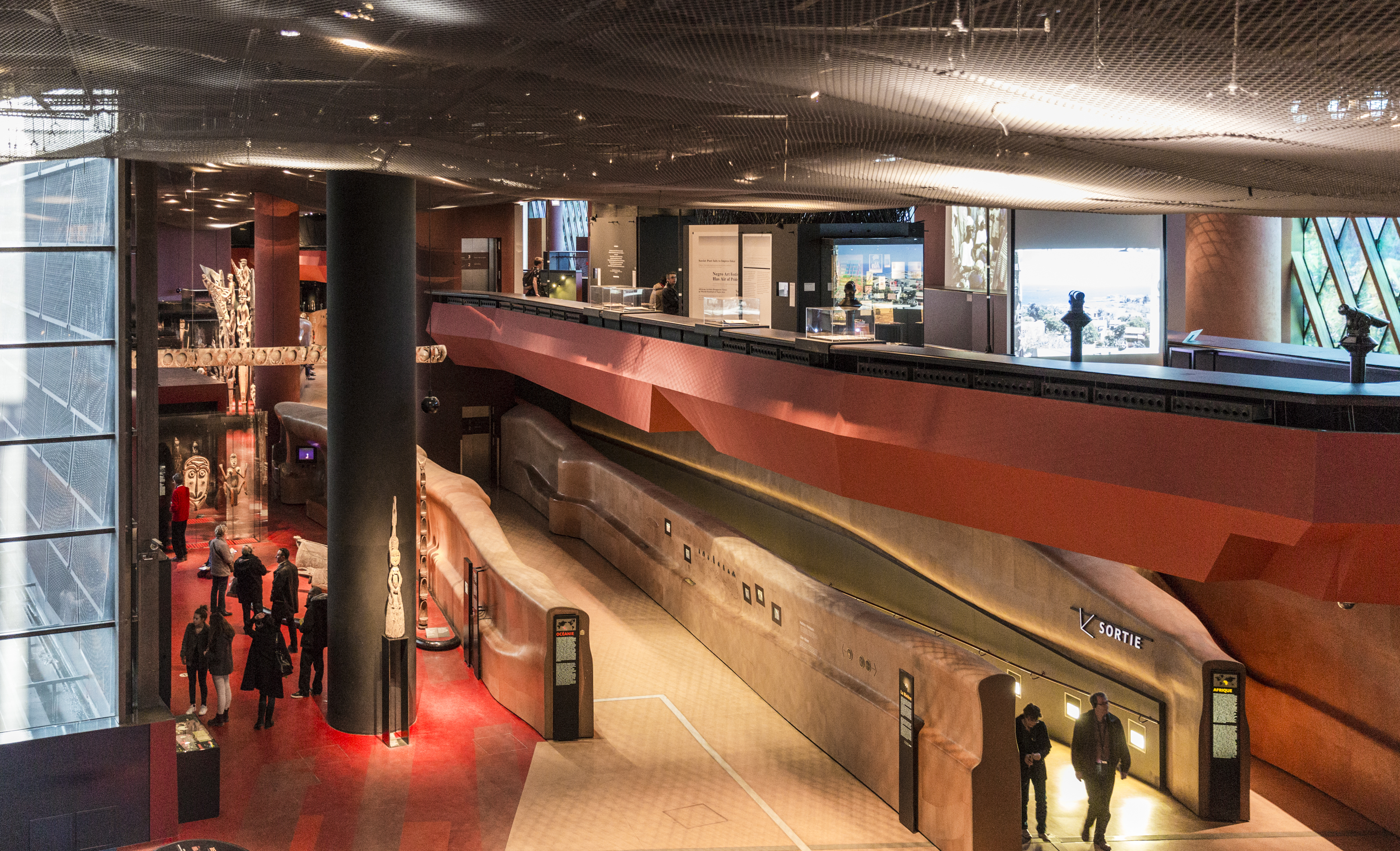
Vue depuis la mezzanine est.

La galerie est surplombée de trois mezzanines. La mezzanine centrale de l'atelier Martine Aublet accueille depuis juin 2012, sur 170 m2, des installations pour comprendre la recherche en anthropologie avec le soutien de la fondation Martine Aublet fondée en 2011. Les deux autres mezzanines sont dédiées aux expositions temporaires du plateau des collections. Celle de l'Ouest, de 750 m2, accueille une grande exposition thématique pour 18 mois et la collection Ladreit de Lacharrière, celle de l'Est, de 700 m2, plusieurs expositions par an.
Au rez-de-chaussée, une galerie modulable de 2 000 m2 est destinée aux grandes expositions temporaires et contraste par ses murs et plafonds blancs avec la galerie supérieure. Dans l'entrée, qui présente quelques œuvres monumentales, la collection de près de 10 000 instruments de musique, classés par familles, est visible à travers les parois vitrées d'une tour de réserves circulaire de 700 m2 et 16 mètres de diamètre traversant tous les niveaux. Un escalier hélicoïdal qui s'enroule autour de celle-ci mène au niveau inférieur du rez-de-jardin, qui comporte un auditorium de 490 places ouvrant sur un amphithéâtre extérieur végétalisé, une salle de cinéma de 100 places, 6 salles de cours et de recherche et un snack-bar.
Un restaurant, « Les Ombres », accessible par le pilier Est du bâtiment-pont, est également aménagé sur le toit-terrasse, le plus grand de Paris ouvert au public, qui offre une vue dégagée sur la Seine, le Trocadero et la tour Eiffel. Le rez-de-chaussée de ce pilier est occupé par le « Café Branly ». Fin 2021, les chefs Alain Ducasse et Albert Adria créent aux Ombres le projet gastronomique éphémère ADMO : durant 100 jours y est proposé un menu en cinq ou sept temps créés à partir de légumes de saison, de céréales, de poissons et de fruits de mer.

### Les bâtiments secondaires

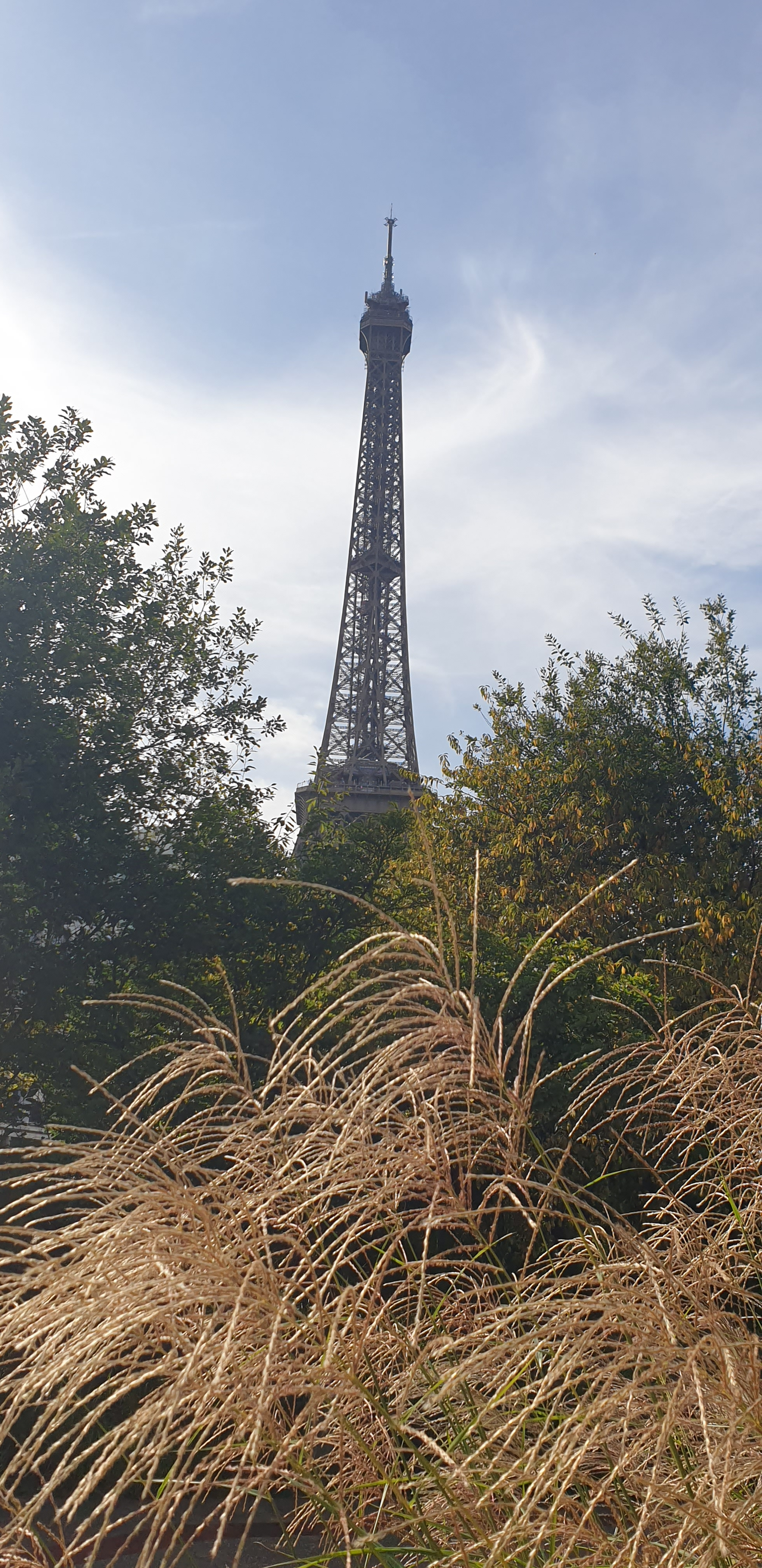
Tour Eiffel vue du jardin du Musée Branly

Le bâtiment-pont est encadré de trois autres immeubles :

#### Bâtiment Université
Il doit son nom à la rue de l'Université qui longe le musée sur le côté sud. Ce bâtiment y a son entrée principale et abrite une librairie décorée de peintures aborigènes réalisées dans le cadre du 1 % artistique, des bureaux et des ateliers.

#### Bâtiment Branly
Le bâtiment de cinq étages, qui abrite l'administration du musée, donne sur le quai Branly et la Seine. Sa façade principale est recouverte d'un mur végétalisé de 800 m2, le plus grand du monde à l'époque de sa réalisation. Ce dernier, conçu par Patrick Blanc, et qui le fera connaître du grand public, supporte 15 000 plantes cultivées de 150 espèces différentes et assure une continuité verticale au jardin de Gilles Clément en se répandant sur les façades de la ville. Le projet permit ainsi de réunir en un seul lieu l'œuvre complémentaire de deux importants paysagistes français, tout en offrant un écrin végétalisé au bâtiment de Jean Nouvel.

#### L'auvent
Adossé, comme les trois autres, aux héberges des immeubles haussmanniens contigus, ce bâtiment, qui est situé entre les bâtiments du pont-musée et Branly, comprend la médiathèque et les réserves de 6 000 m2 sur 11 km de linéaires.

### Le jardin
Le jardin qui occupe 17 500 m2 sur les 27 700 m2 du terrain, a été conçu par l'architecte-paysagiste Gilles Clément, rendu célèbre en 1992 par sa réalisation du parc André-Citroën et son usage innovant et original des graminées et des fougères. Protégé de la rumeur des quais par une palissade de verre et planté de 169 arbres, 900 arbustes et 70 200 fougères et graminées, il est composé de sentiers, terrasses, petites collines, chemins dallés de pierres de torrent, de bassins propices à la méditation et à la rêverie et de hautes graminées ou poacées, refuges d'une petite faune urbaine et de passage. Une œuvre du plasticien lumière Yann Kersalé, « L'Ô », parsème le jardin de tubes LED, de couleur variable selon la météo, qui projettent des auréoles lumineuses sur la sous-face du musée.
|  |  |  |  |

## Collections

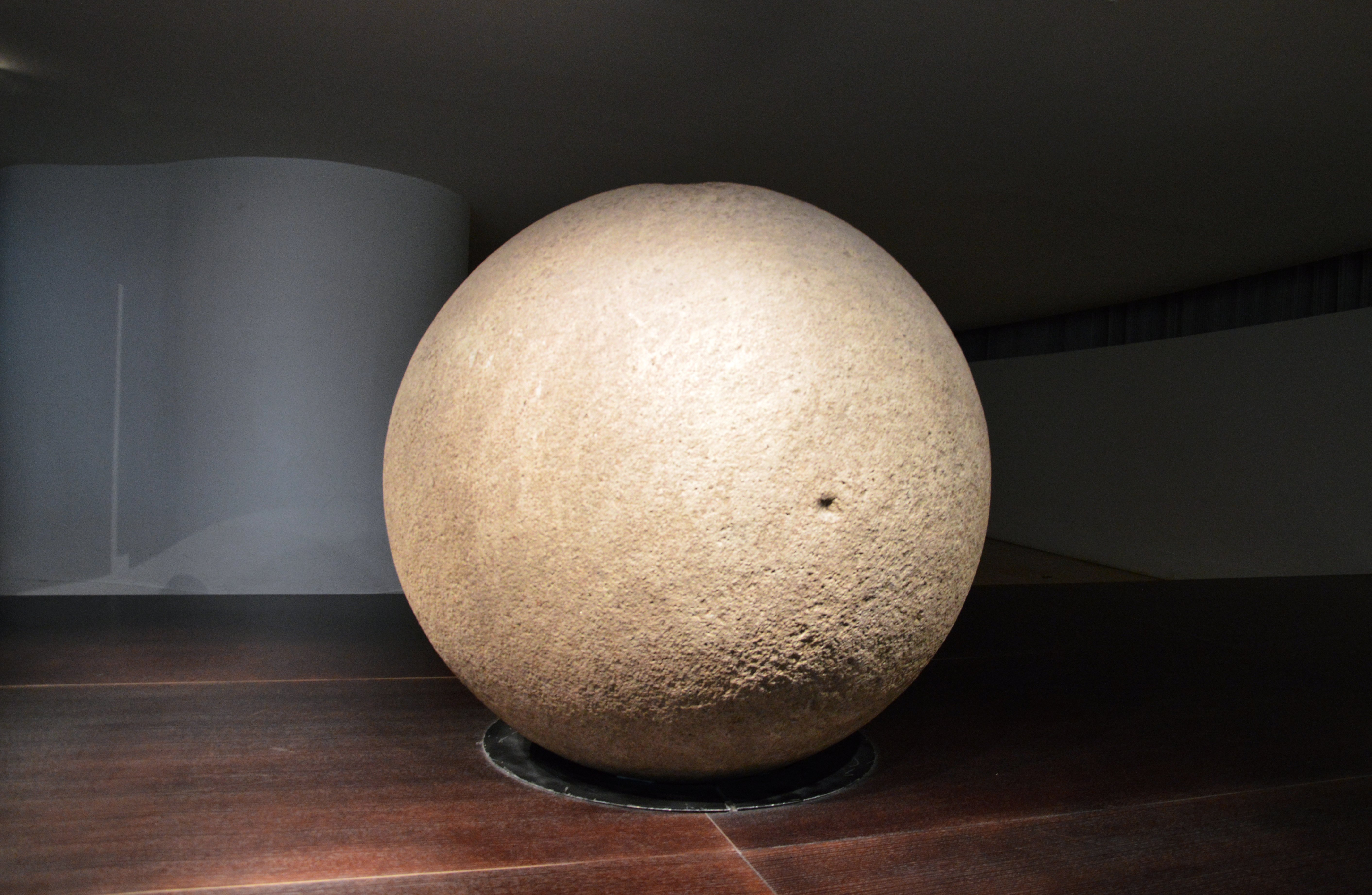
Grande sphère de pierre, 800-1500, région du Diquís, Costa Rica, située dans le hall d'entrée du musée.

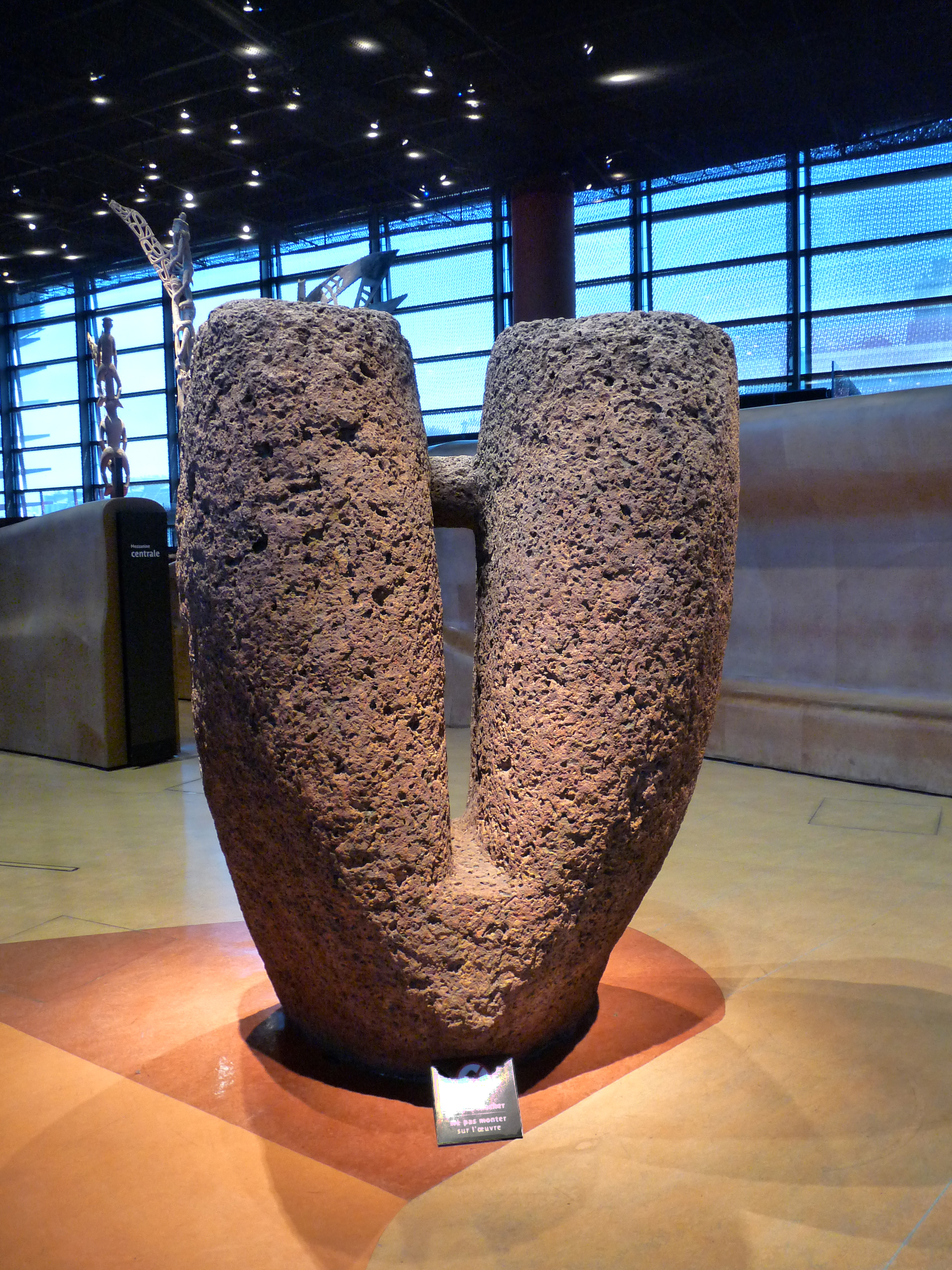
Mégalithe pierre-lyre, Conglomérat latéritique, premier millénaire après JC., village de Soto, Kaffrine, dépôt du gouvernement du Sénégal par protocole d'échange du 31 mai 1967.

La collection comportait 1 412 363 pièces, dont 1 203 437 numérisées dans son catalogue en ligne mi-2023, :
- 304 334 objets, dont environ 3 500 sont exposées sur 5 300 m2, incluant 27 987 textiles, 7 142 sculptures, 1 942 peintures et 853 moulages, de même que 19 372 œuvres graphiques, dont 10 595 sont numérisées, comprenant au moins 2 136 gravures et 1 074 dessins et albums, certaines de ces pièces appartenant aux 8 000 œuvres de la « collection histoire », mais aussi 9 116 instruments de musique regroupés dans une tour réserves visible du public.

En outre, le musée possède une médiathèque qui réunit 321 900 documents, dont 20 000 en accès libre, et qui inclut :
- 294 897 livres et revues, dont :
  - 7 078 titres de périodiques (148 848 exemplaires) avec 700 abonnements en cours ;
  - un fonds précieux d’environ 11 000 ouvrages du XVIIe – XIXe siècle : récits de voyages, historia, géographie, mission scientifique ;
- 500 microfiches de thèses en ethnologie et anthropologie soutenues en France depuis 1985 dont celles soutenues à l’École des hautes études en sciences sociales ;
- 19 473 titres audiovisuels, dont 6 946 films et vidéos et 12 527 documents sonores ;
- documents électroniques :
  - plus de 7 000 revues scientifiques électroniques ;
  - plus de 30 bases de données, banques d'images, encyclopédies.

Mais aussi :
- une iconothèque d'environ 700 000 photographies, dont 530 707 sont numérisées, 1 467 affiches et plus de 13 851 cartes postales ;
- plus de 88 000 notices d'archives et de documentation des collections, dont 40 047 sont numérisées, qui se rattachent à 583 730 documents.

Un renouvellement régulier et progressif d'environ 500 objets par an présentés sur le plateau des collections permet de valoriser les dernières acquisitions et les dons récents, tout en donnant à voir la richesse des collections, et vise également à préserver les œuvres, pour certaines très fragiles, des dommages causés notamment par la lumière.
Le 14 février 2018, Marc Ladreit de Lacharrière a annoncé le don de 36 œuvres africaines et océaniennes,. Évaluée à 52 millions d'euros, cette collection est la plus importante donation d’œuvres d’art africaines et océaniennes depuis 1945 en France. La collection est exposée à partir de 2021 dans un nouvel espace du musée imaginé par Jean Nouvel,.

### Pavillon des Sessions

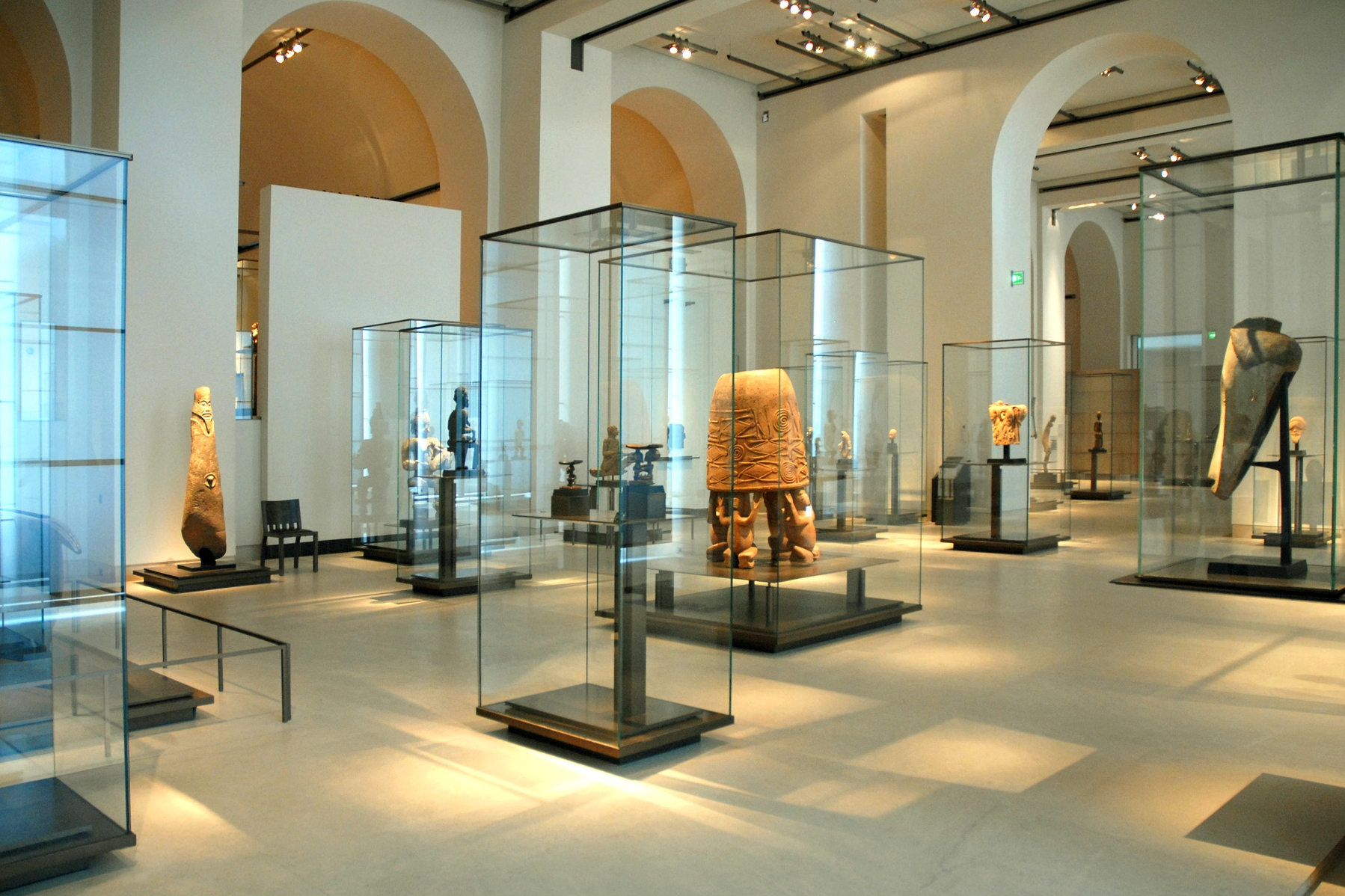
Pavillon des Sessions au musée du Louvre.

Depuis le 13 avril 2000, un choix de 105 œuvres des collections du musée du Quai Branly est exposé au Pavillon des Sessions, au sein du musée du Louvre. Sélectionnées par Jacques Kerchache, ces œuvres avaient vocation à être une ambassade. D'abord temporaire, elle s'est vue devenir permanente après l'ouverture du musée du Quai Branly. L’architecture intérieure de 1 200 mètres carrés, conçue par Jean-Michel Wilmotte, offre un espace conséquent. L'ambition de Jacques Kerchache était de montrer au visiteur, qu'au même titre que le grand art classique européen, le spectateur pouvait s'émouvoir de la beauté formelle des arts extra-européens, hors de toute explication ethnologique. Pour Jacques Kerchache, « l’essentiel est la qualité plastique d’une œuvre quelle que soit son origine ou sa provenance. Ce qui me touche le plus c’est de percevoir par-delà une forme, le geste créatif d’un artiste ».

### Musée du Quai Branly
À partir de 2006, le musée réunit les anciennes collections d'ethnologie du musée de l'Homme (abrité par le palais de Chaillot) et celles du musée national des Arts d’Afrique et d'Océanie (installé à la Porte-Dorée). Environ 300 000 objets ont ainsi été transférés du musée de l'Homme ; 3 500 sont exposés sur le plateau des collections permanentes, vaste espace sans cloisons. Les œuvres sont réparties en grandes « zones » continentales : l’Afrique, l’Asie, l’Océanie et les Amériques.
En complément du plateau des collections permanentes, environ dix expositions temporaires sont organisées par an, réparties entre les mezzanines du plateau des collections et la Grande galerie du rez-de-chaussée, qui accueille les grandes expositions de niveau international, ce qui permet de présenter des thématiques de fond, comme des expositions-dossiers, tout en donnant à voir la richesse des collections.

### Médiathèque

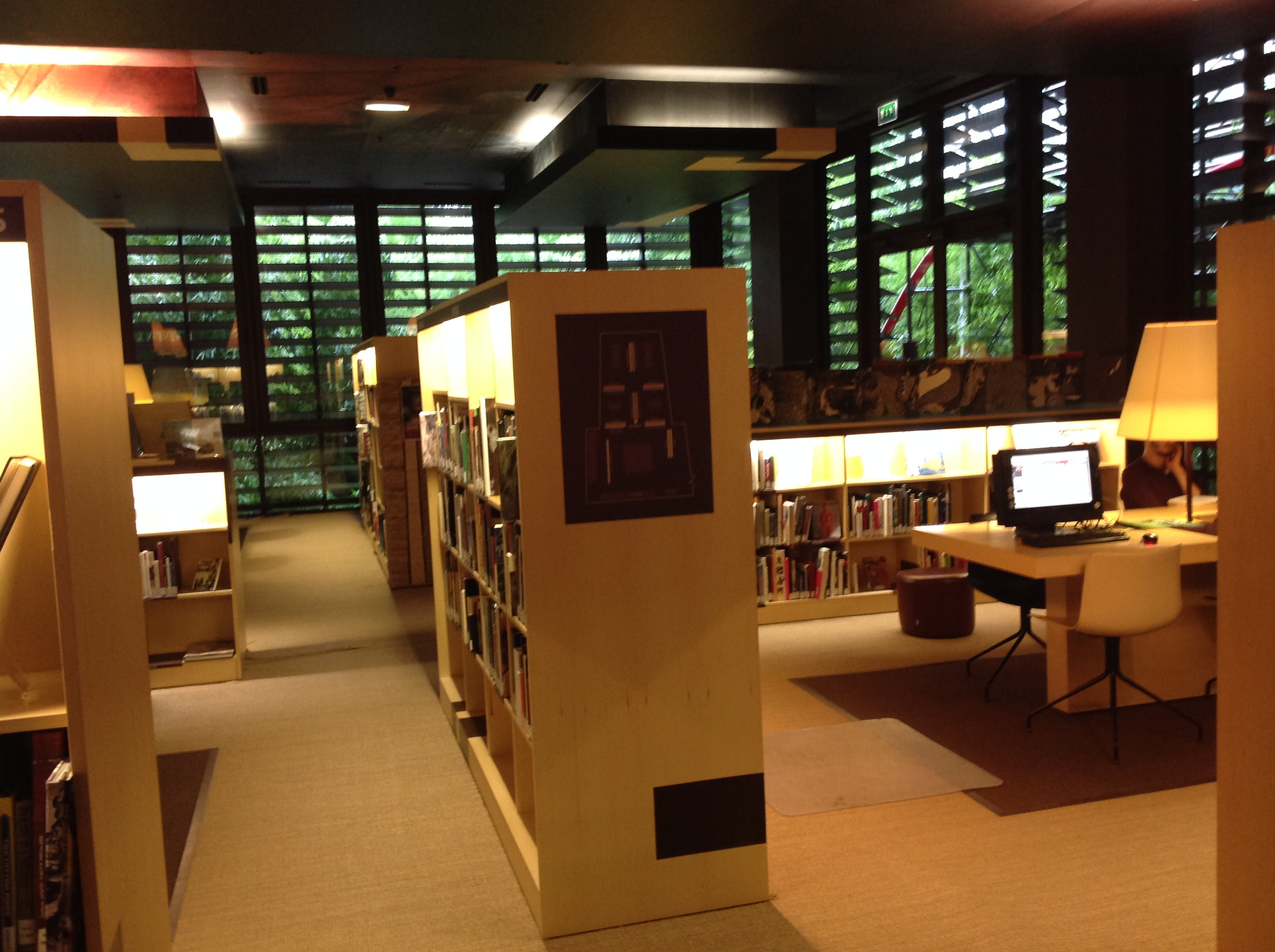
Le salon de lecture Jacques Kerchache

La bibliothèque du musée de l'Homme s'est transformée en médiathèque, regroupant dans une même structure trois pôles documentaires offrant 250 places au total sur 1 350 m2 et déclinant l'ensemble de la documentation scientifique mise à disposition des étudiants, des chercheurs et des conservateurs du musée :
- le premier pôle documentaire est celui de la bibliothèque. Ses ressources (monographies, périodiques, fonds sonores et audiovisuels) sont disponibles en accès libre soit dans le salon Jacques Kerchache du rez-de-chaussée ouvert au grand public, soit à la bibliothèque de recherche du cinquième étage ouverte sur inscription. Elles sont aussi disponibles sur Internet ou communiquées sur place depuis les réserves. La bibliothèque possède des fonds ethnographiques importants comme ceux de Claude Lévi-Strauss, Georges Condominas, Jacques Kerchache (don fragmentaire des deux tiers d'une de ses bibliothèques), Marcel Mauss, Thérèse Rivière, Henry Reichlen, Gilbert Rouget, Jacques Soustelle ou Françoise Girard ;
- le second pôle documentaire est celui de l'iconothèque qui recouvre les documents photographiques et sérigraphiques ;
- le troisième pôle documentaire est celui de la documentation muséale et des archives.

Ils sont consultables dans quatre espaces spécialisés : la bibliothèque de recherche, le cabinet des fonds précieux, les archives et documentation et le salon de lecture Jacques Kerchache, outre une médiathèque en ligne.
Ces trois pôles sont non seulement réunis administrativement dans le département de la médiathèque du musée, mais intellectuellement par la possibilité d'effectuer une recherche fédérée sur les différents catalogues. L'accompagnement des collections d'objets par les archives les documentant et les collections de la bibliothèque est indispensable à la cohérence du musée.
« L'inscription de la fonction documentaire […] affirme le lien indéfectible entre l'œuvre et son histoire, faisant du futur établissement une « ruche culturelle » ».

### Théâtre Claude Lévi-Strauss et cinéma

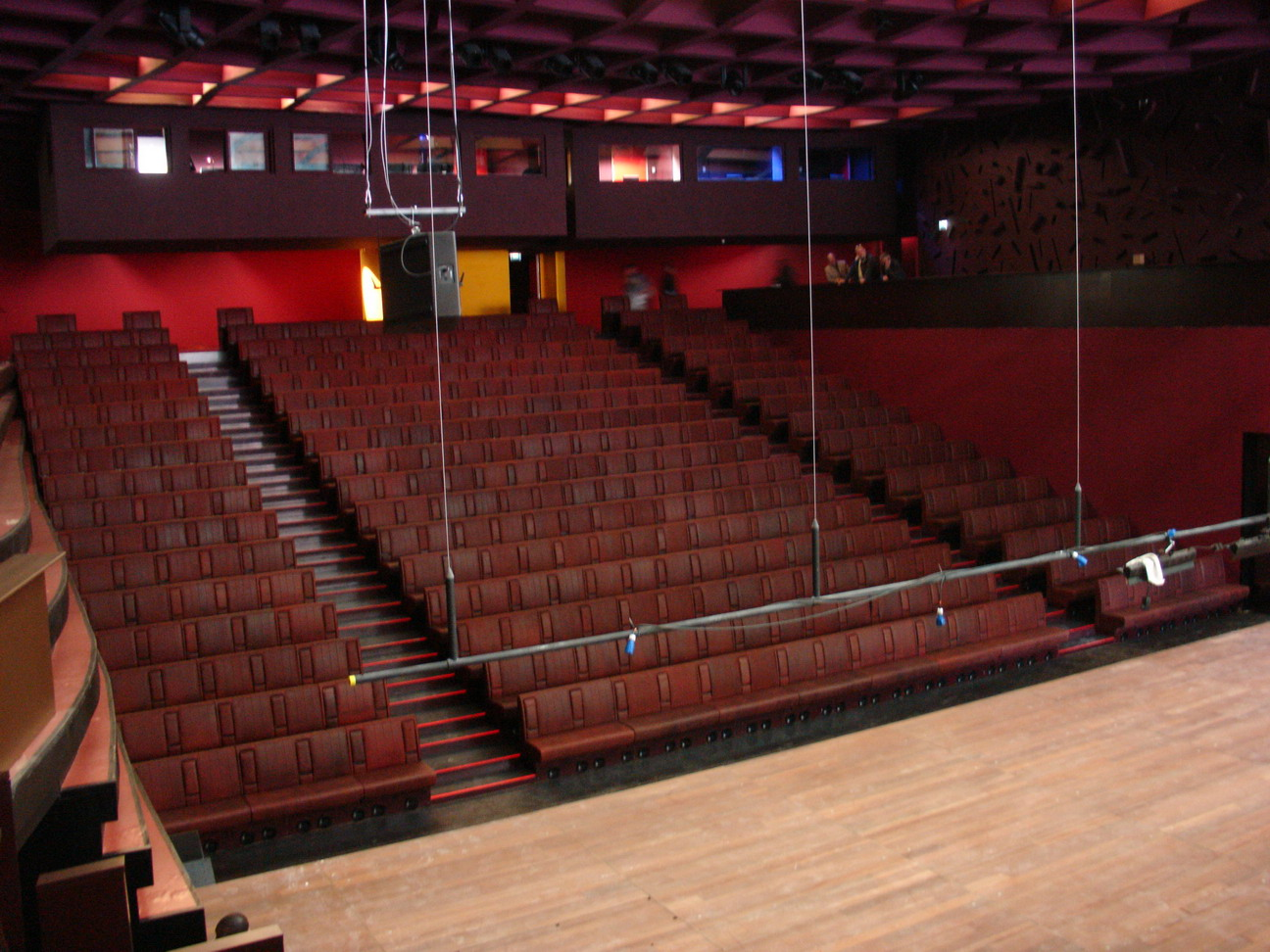
Le théâtre Claude Levi-Strauss.

Le théâtre Claude Lévi-Strauss, situé au niveau inférieur sous le hall d'accueil et accessible également depuis le jardin, a été conçu par Jean Nouvel avec la collaboration de dUCKS scéno pour la scénographie et Jean-Paul Lamoureux pour l'acoustique. L'espace permet plusieurs configurations grâce à des rideaux acoustiques conçus par Issey Miyake. Le théâtre se compose d'une partie avec des gradins droits d'une capacité de 390 places, d'une scène de 15 m de large par 10 m de profondeur et d'un gradin courbe situé à l'arrière de la scène reproduisant des courbes de niveau. Le théâtre peut accueillir 483 spectateurs dans sa configuration bi-frontale. Le jardin vient prolonger l'auditorium apportant de la lumière naturelle au sein de l'équipement scénique. Le bar et le foyer public du théâtre peuvent être ouverts ou fermés grâce aux rideaux acoustiques.
Le niveau bas comporte également une salle de cinéma de 100 places en accès libre qui propose une programmation saisonnière de films et peut aussi servir aux colloques.

### Demandes de restitutions
Depuis 2019, les conservateurs mène une enquête sur la provenance des 46 000 objets africains. Ils ont été acquis le plus souvent par la force ou la coercition durant la période coloniale. Une dizaine de pays demandent des restitutions (Sénégal, Mali, Algérie, Tchad, Éthiopie...).
Fin 2020, le Parlement adopte un texte autorisant le retour définitif au Bénin de 26 œuvres du trésor royal d'Abomey, prises de guerre françaises en 1892. L'année suivante, elles sont officiellement rapatriées à Cotonou, en attendant leur installation définitive dans un musée à Abomey.

## Galerie

### Collections d'Afrique

#### Afrique du Nord

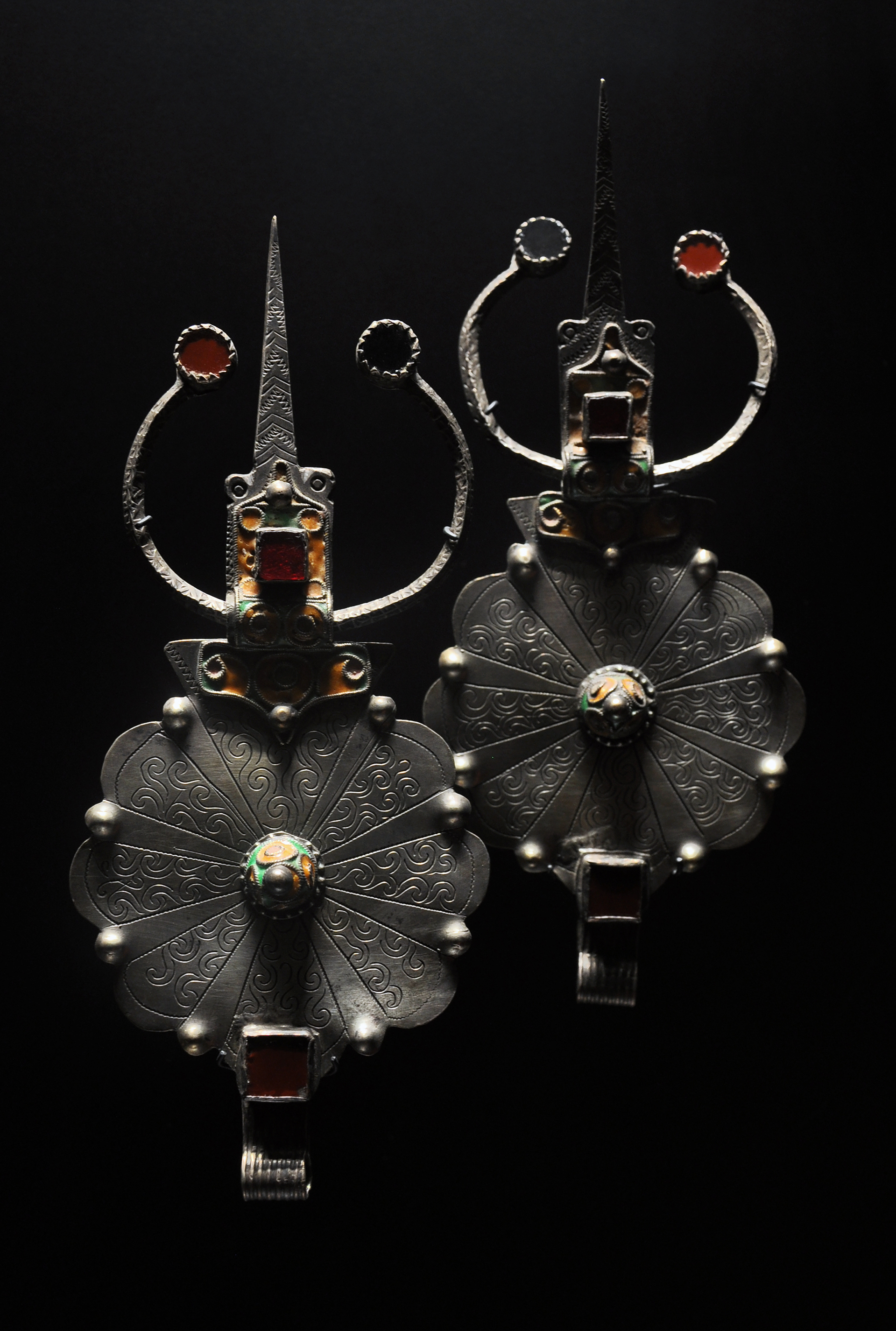
Paire de fibules berbères en argent (Maroc).
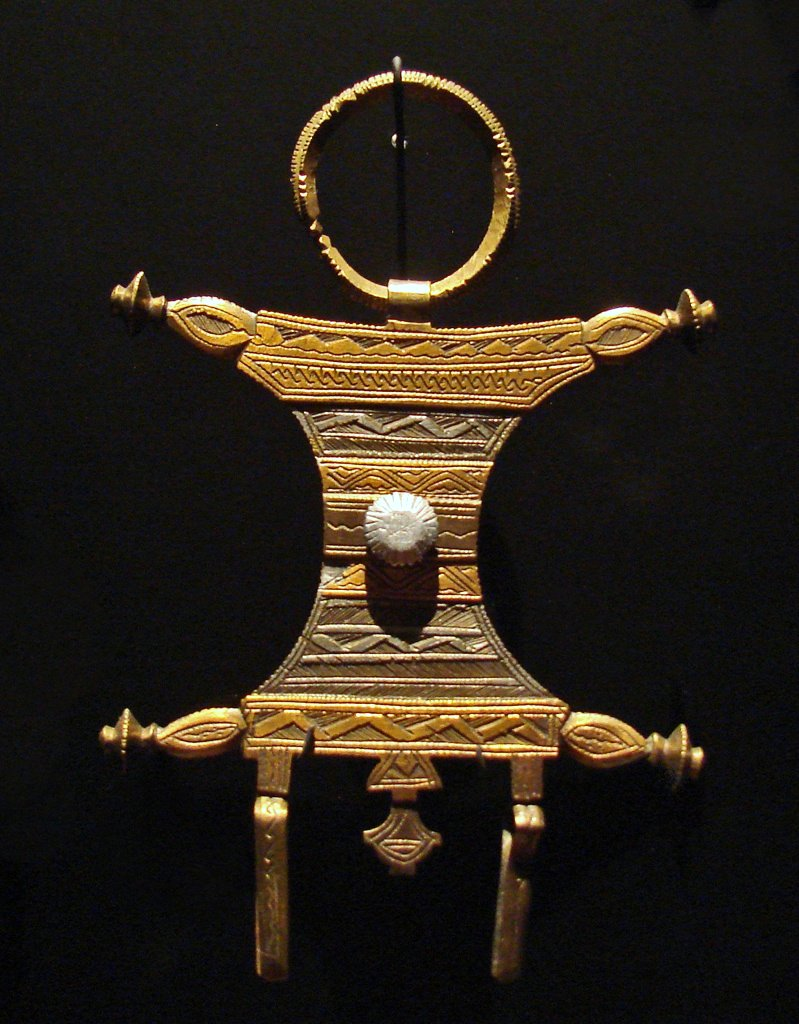
Pince à échardes touarègue (Algérie).
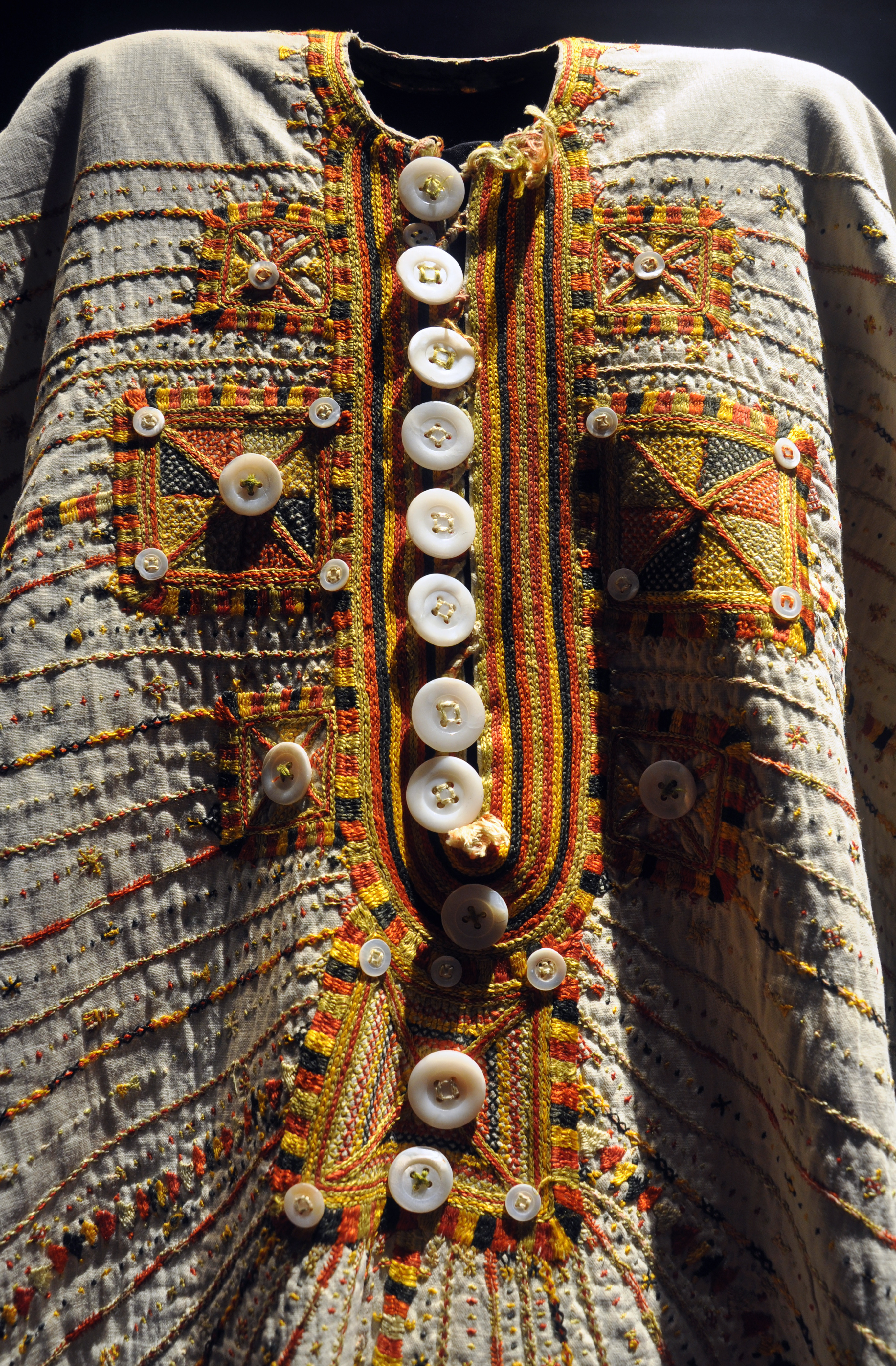
Tunique féminine de mariage berbère, détail (Égypte).
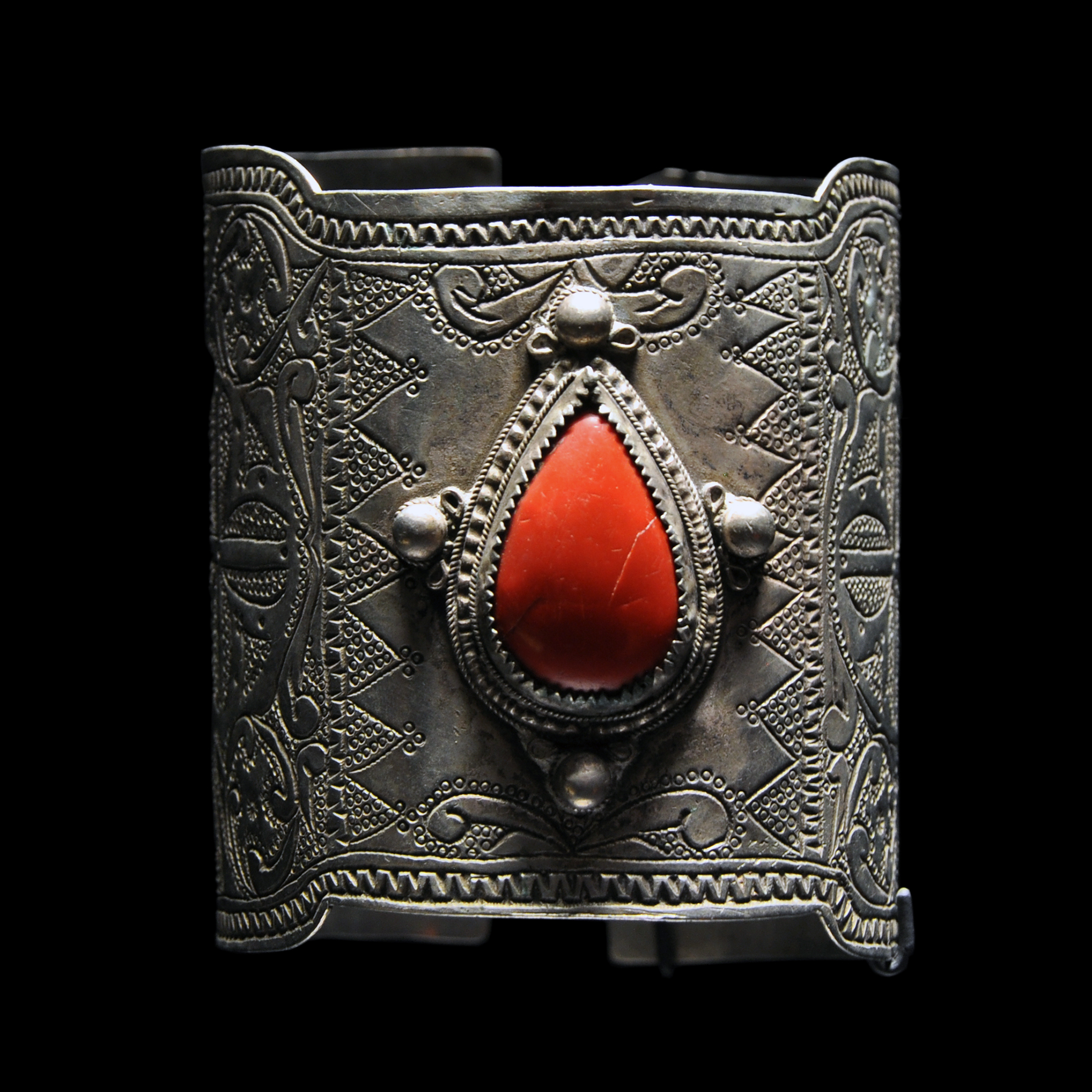
Bracelet berbère en argent orné d'un cabochon de corail (Égypte).
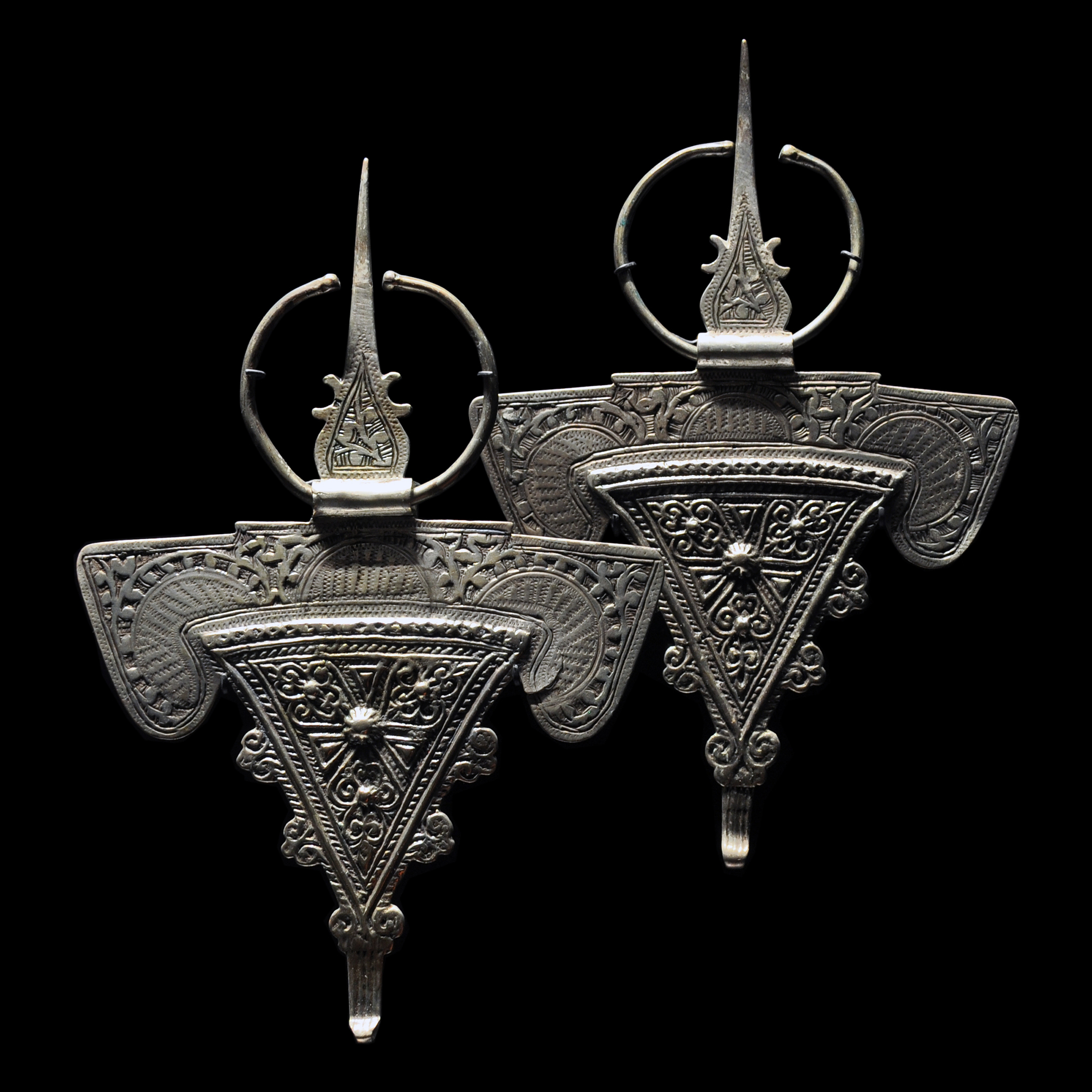
Paire de fibules berbères en argent (Maroc).

#### Afrique de l'Ouest

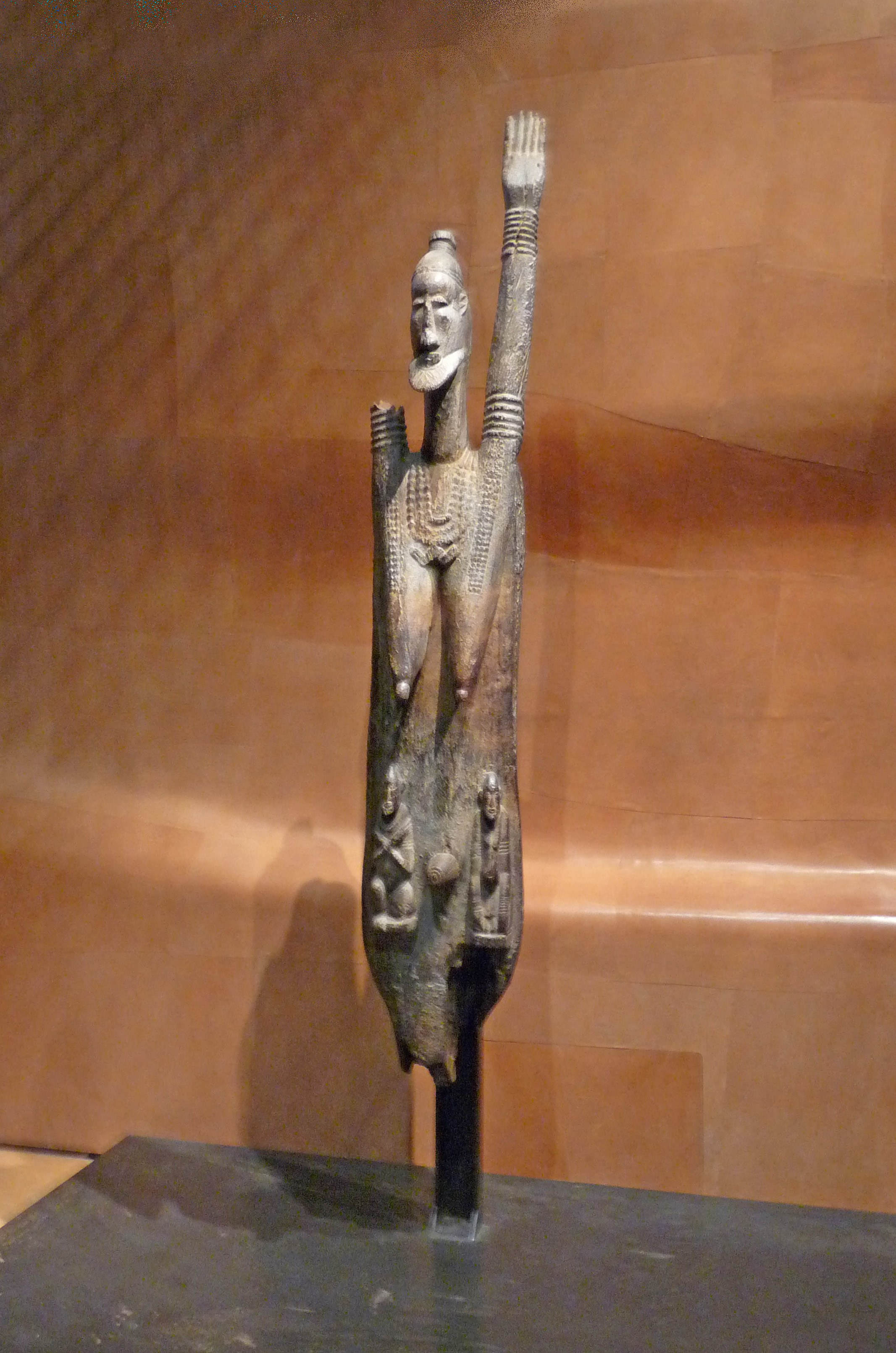
Statue androgyne « roi-femme », pré-dogon, style Soninké/Djenenké, 1050-1095, Bandiagara (Mali).
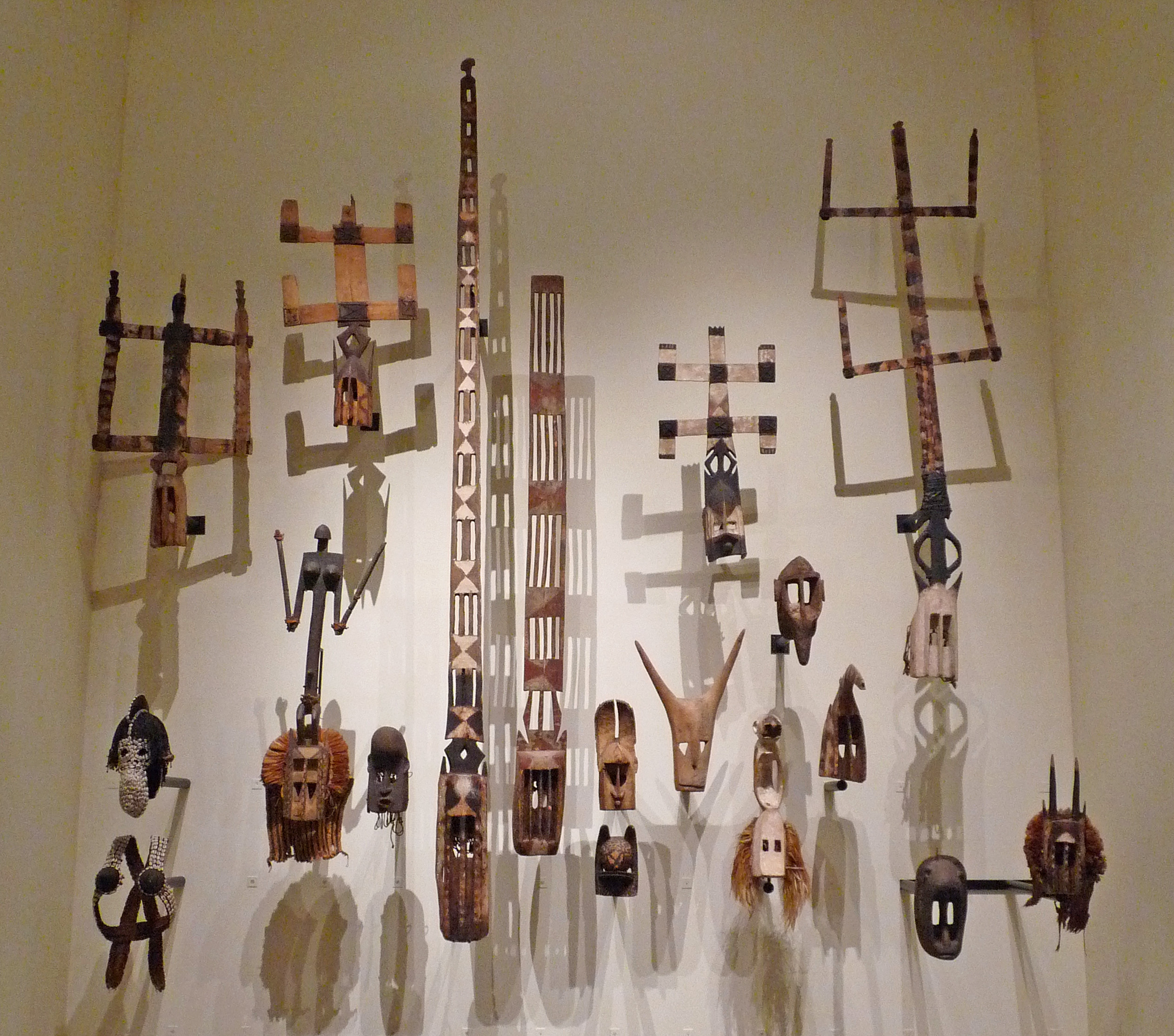
Masques dogons (Mali).
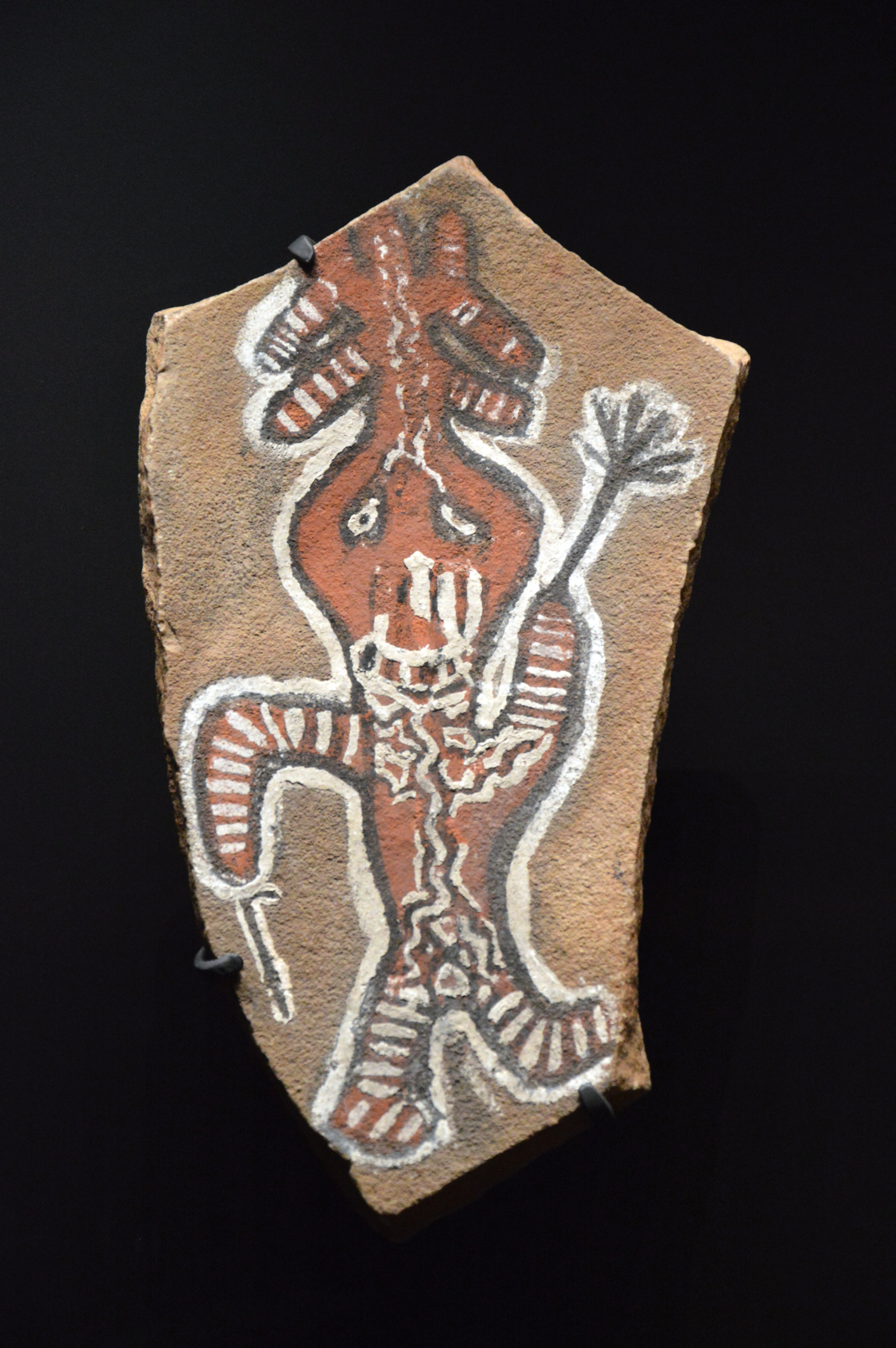
Pierre peinte dogon (Mali).
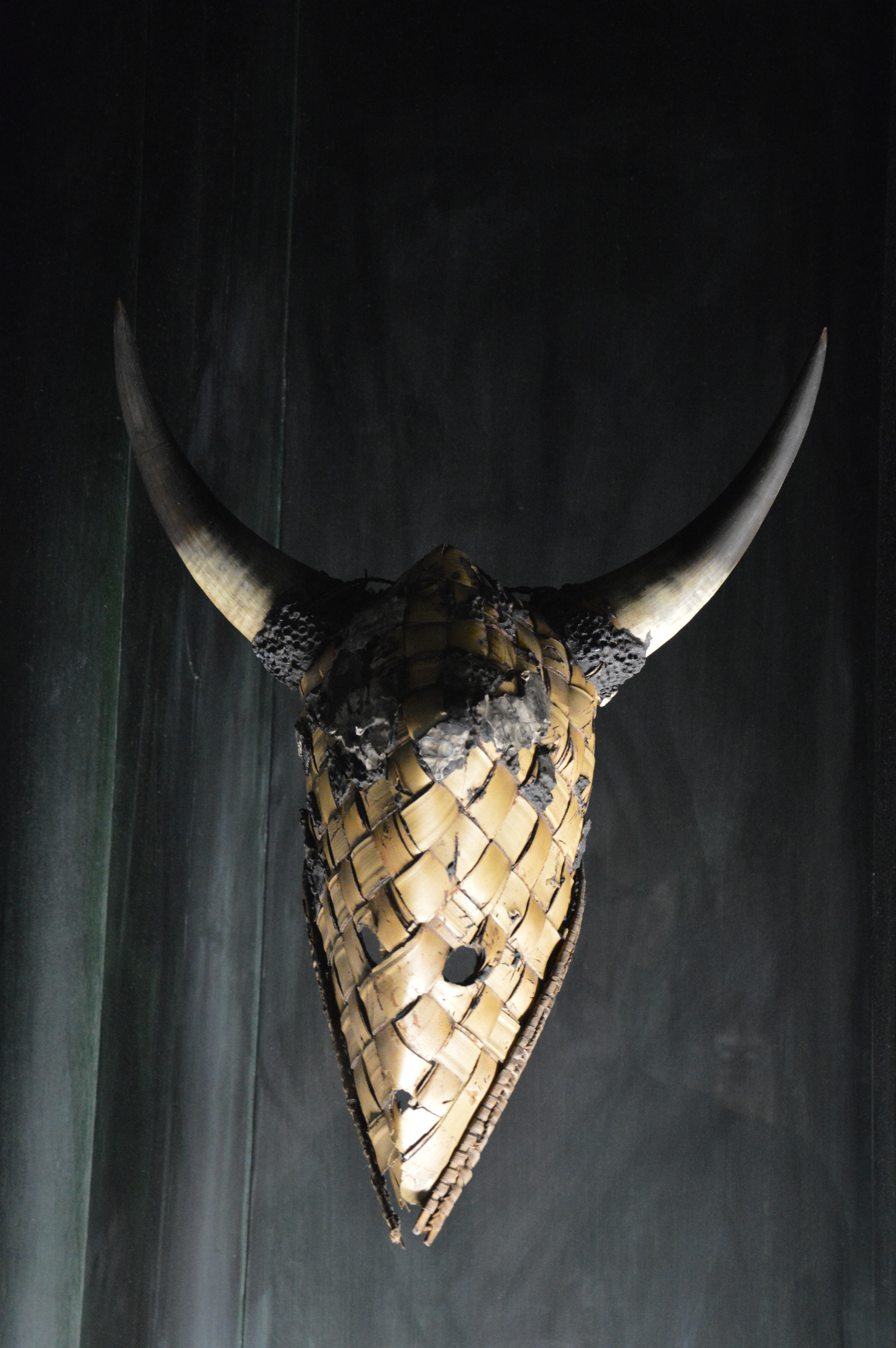
Masque d'initiation kebul (Sénégal).
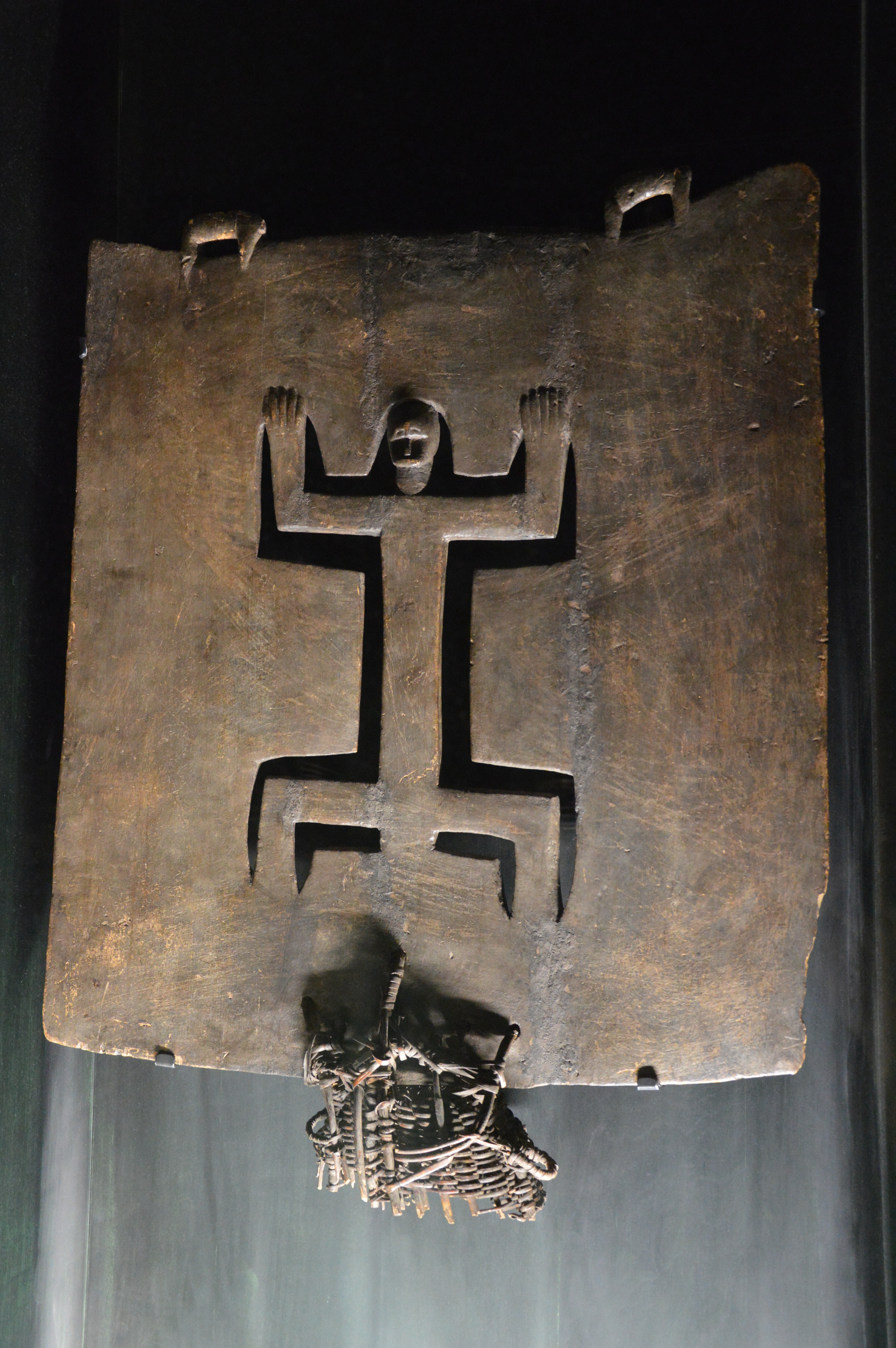
Cimier senoufous de société d'initiation (Côte d'Ivoire).

#### Afrique centrale

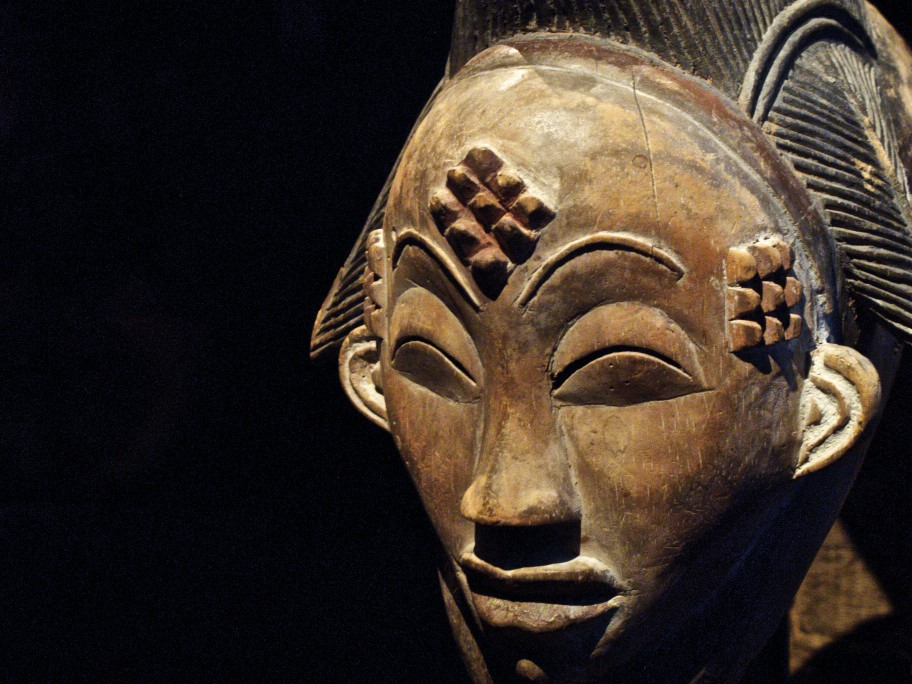
Masque anthropomorphe Okuyi, détail, Punu (Gabon).
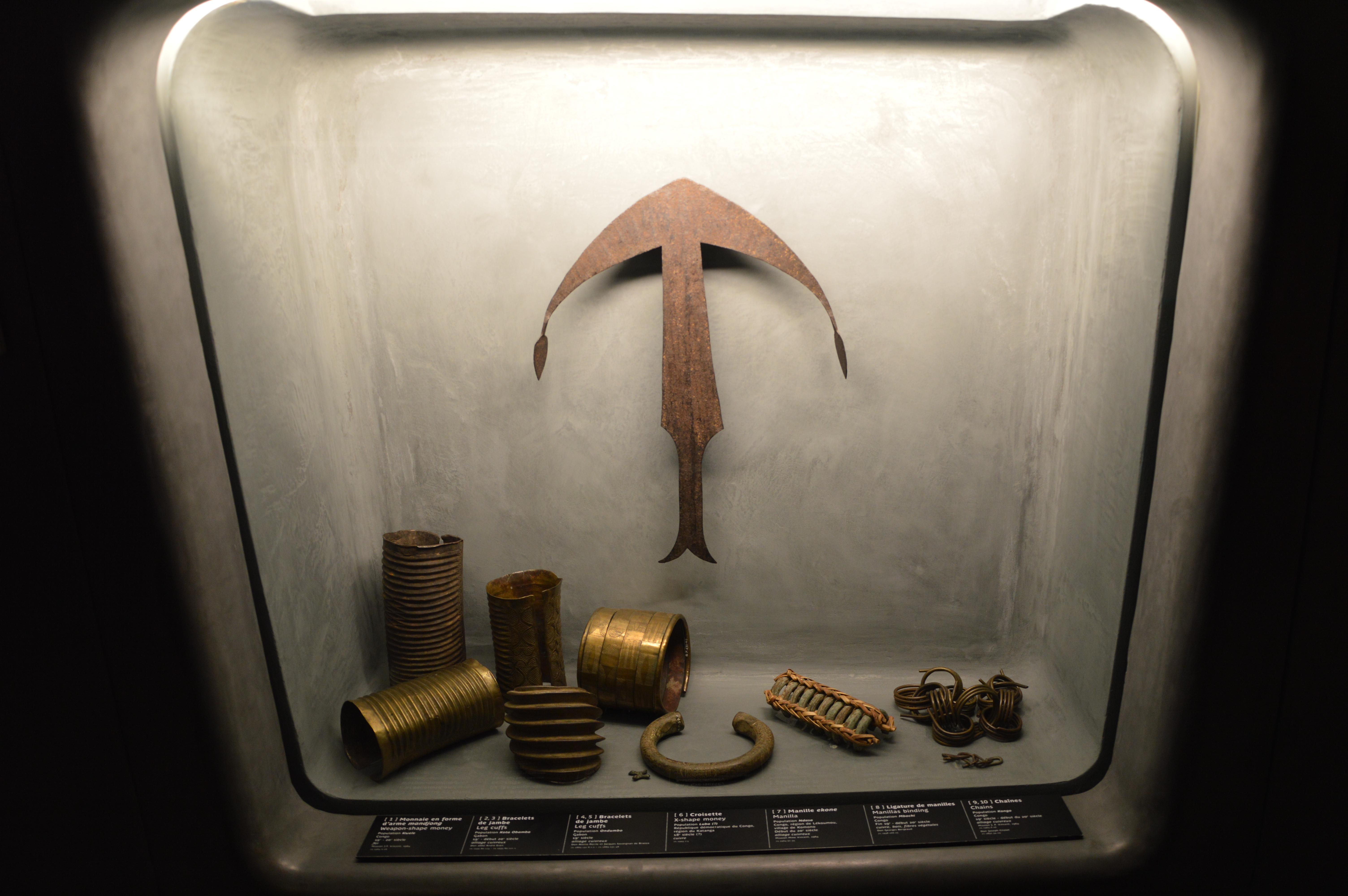
Métaux anciens (Gabon, Congo).
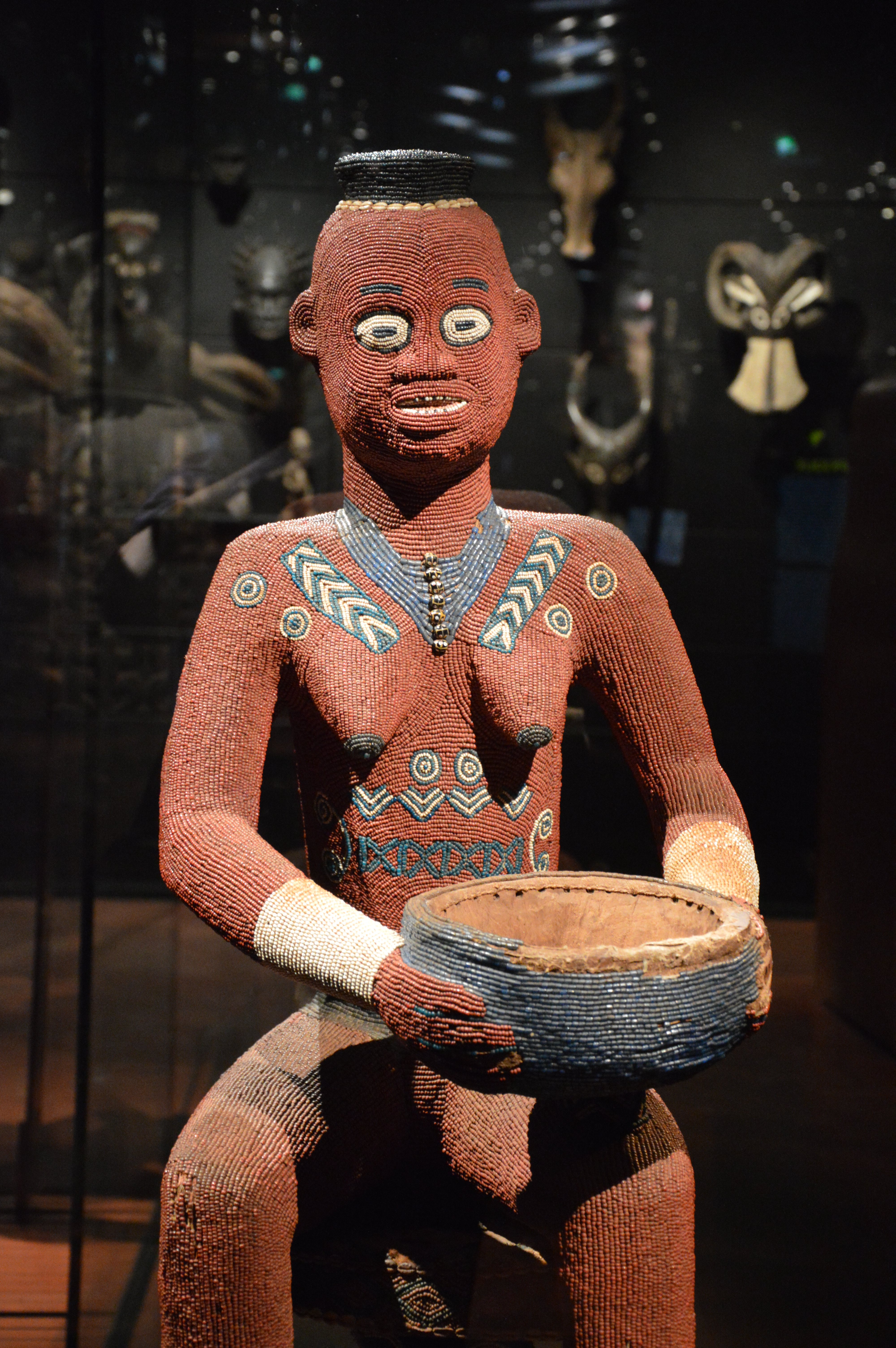
Reine porteuse de coupe, détail, Bamileke (Cameroun).
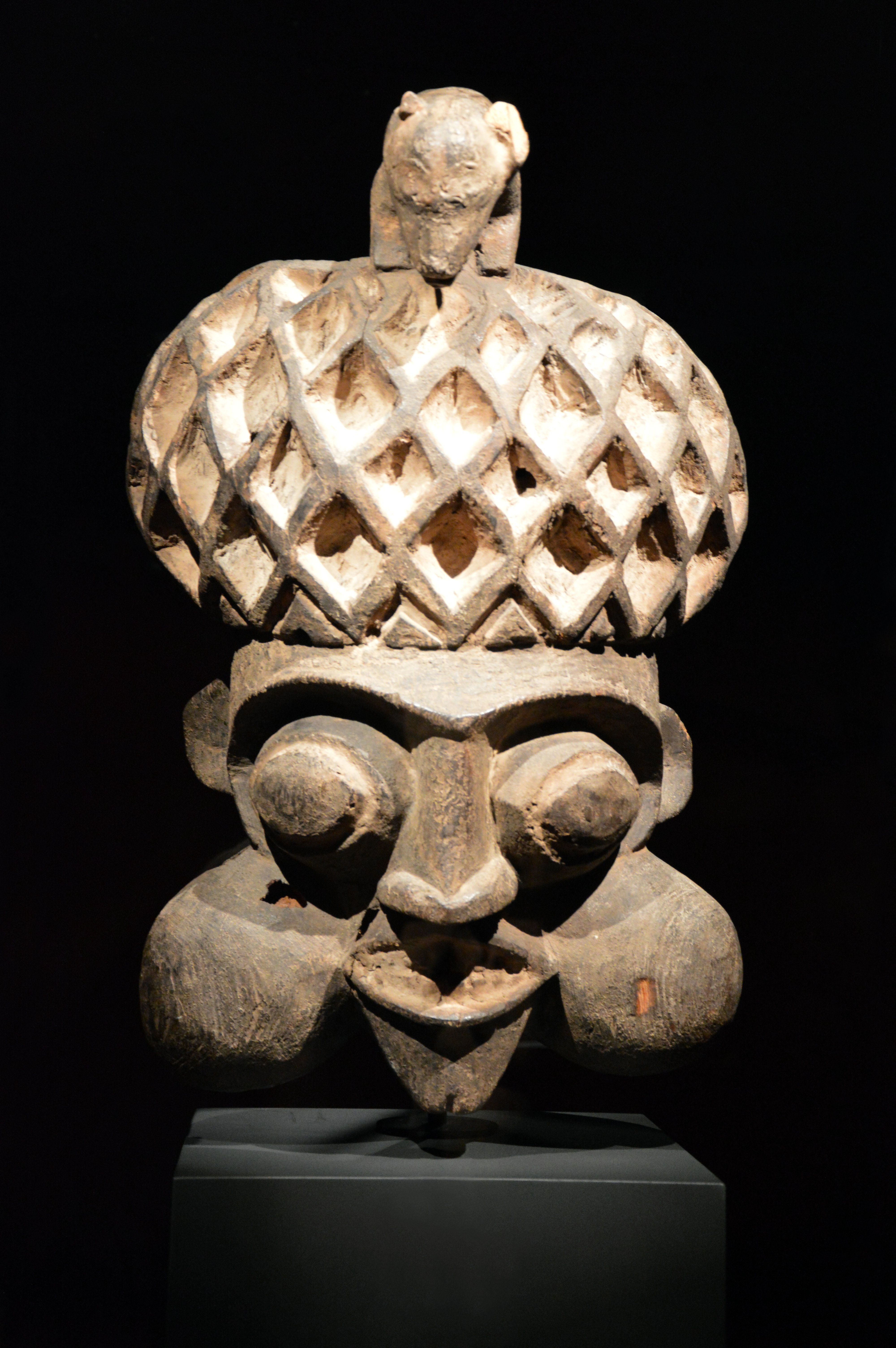
Masque royal kuk (Cameroun).
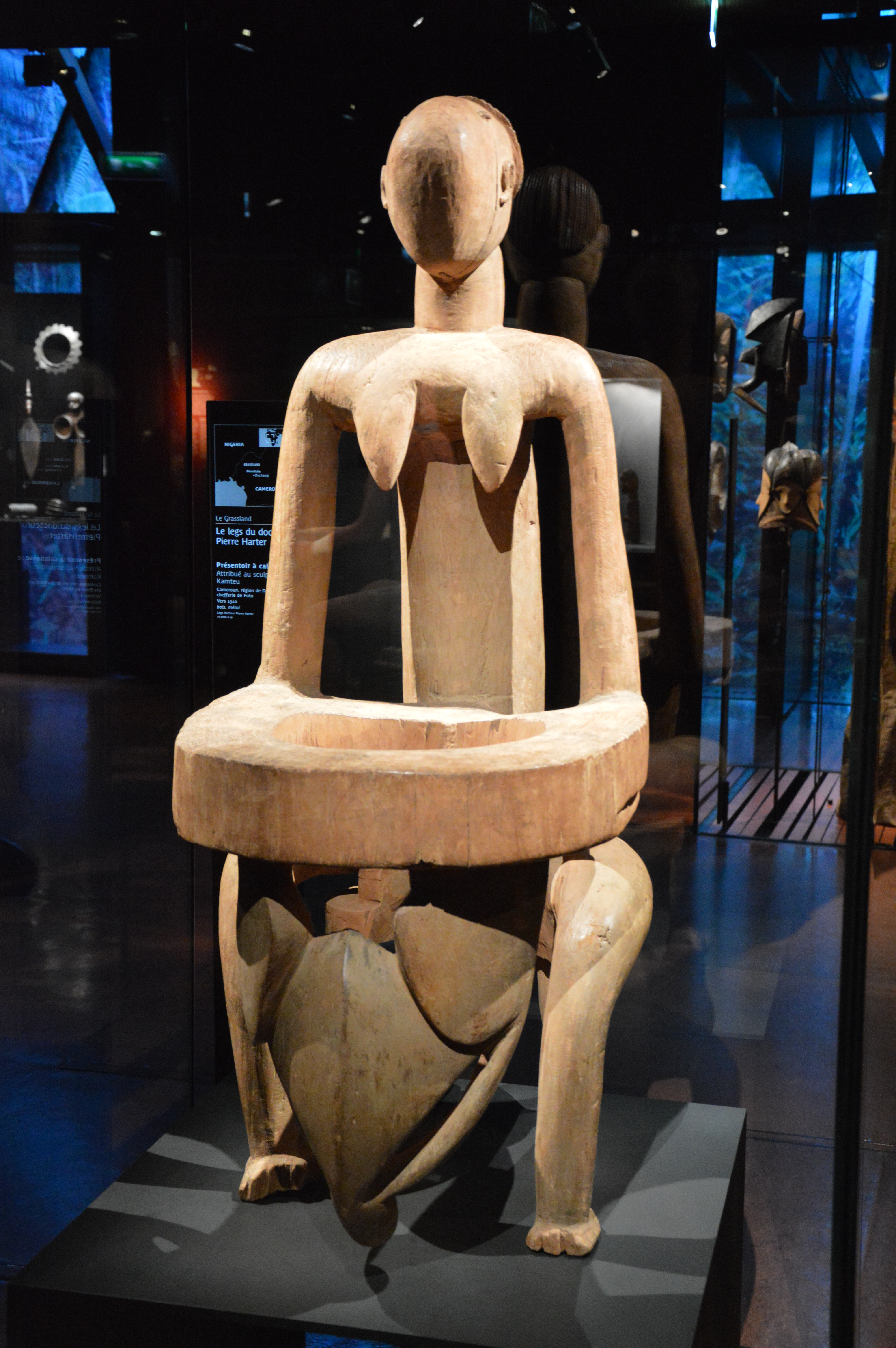
Présentoir à calebasse anthropomorphe, Foto (Cameroun).

#### Afrique de l'Est

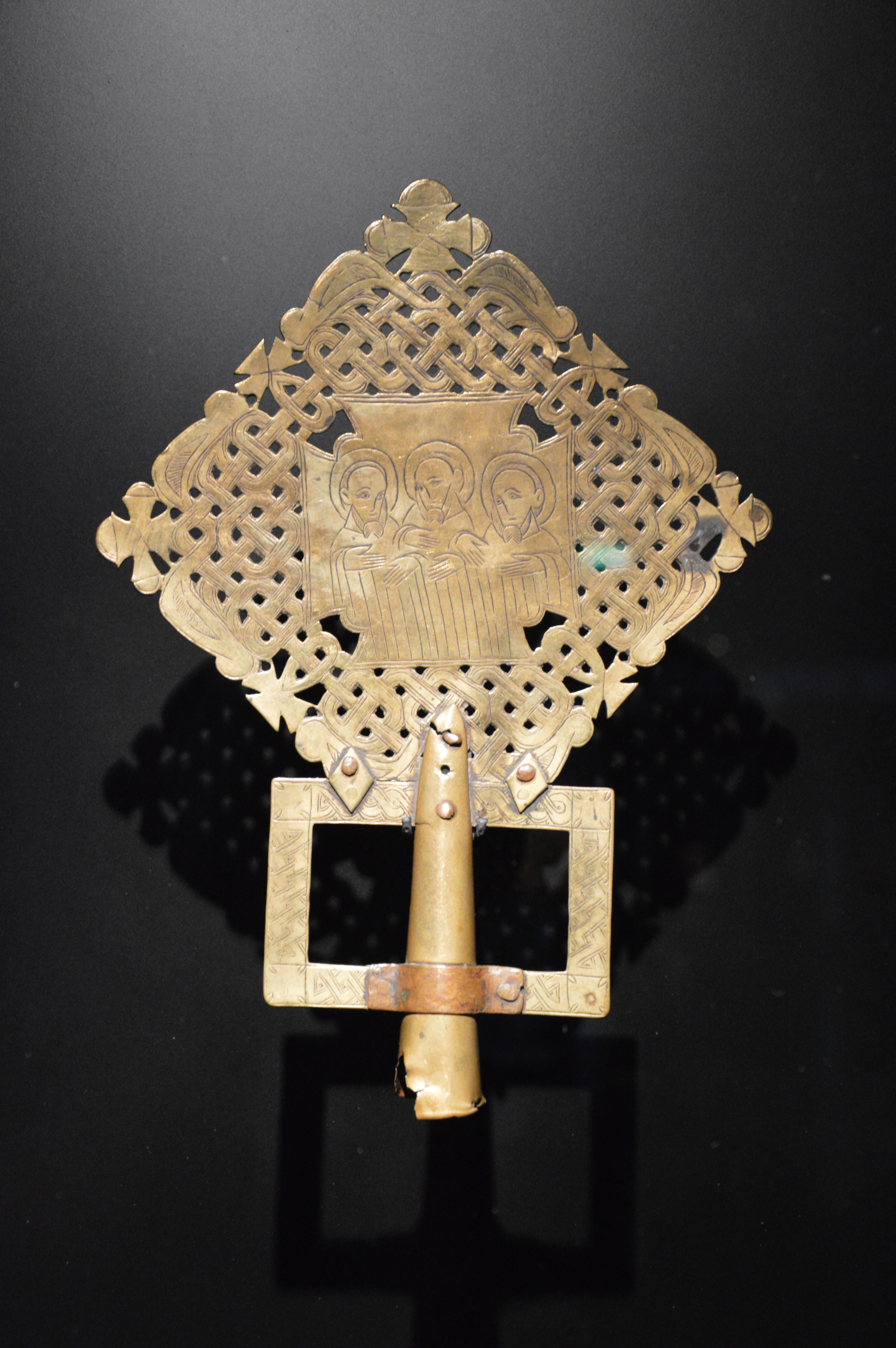
Croix de procession (Éthiopie).
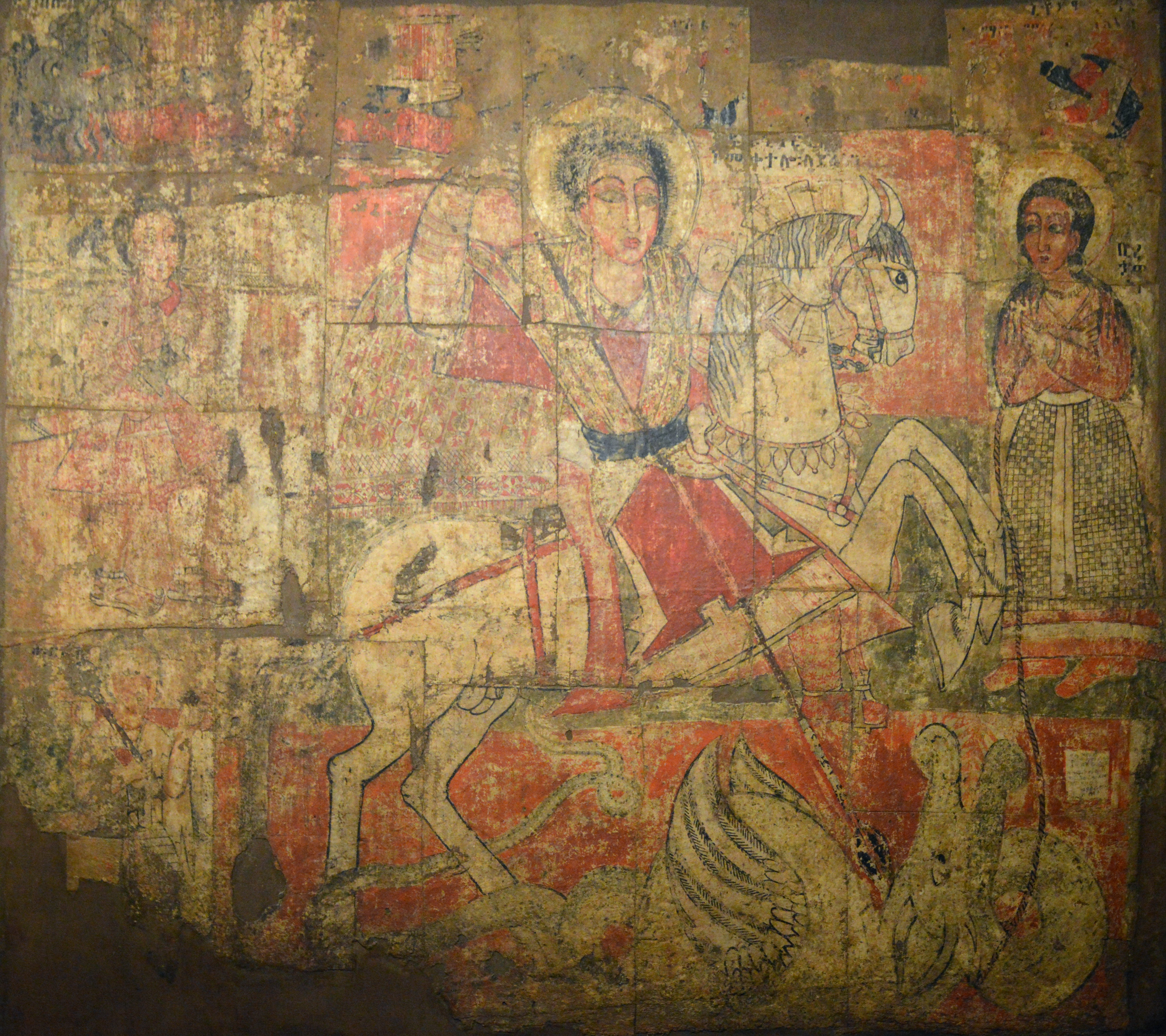
Saint Georges cavalier. Église d'Abba Antonios (Éthiopie).
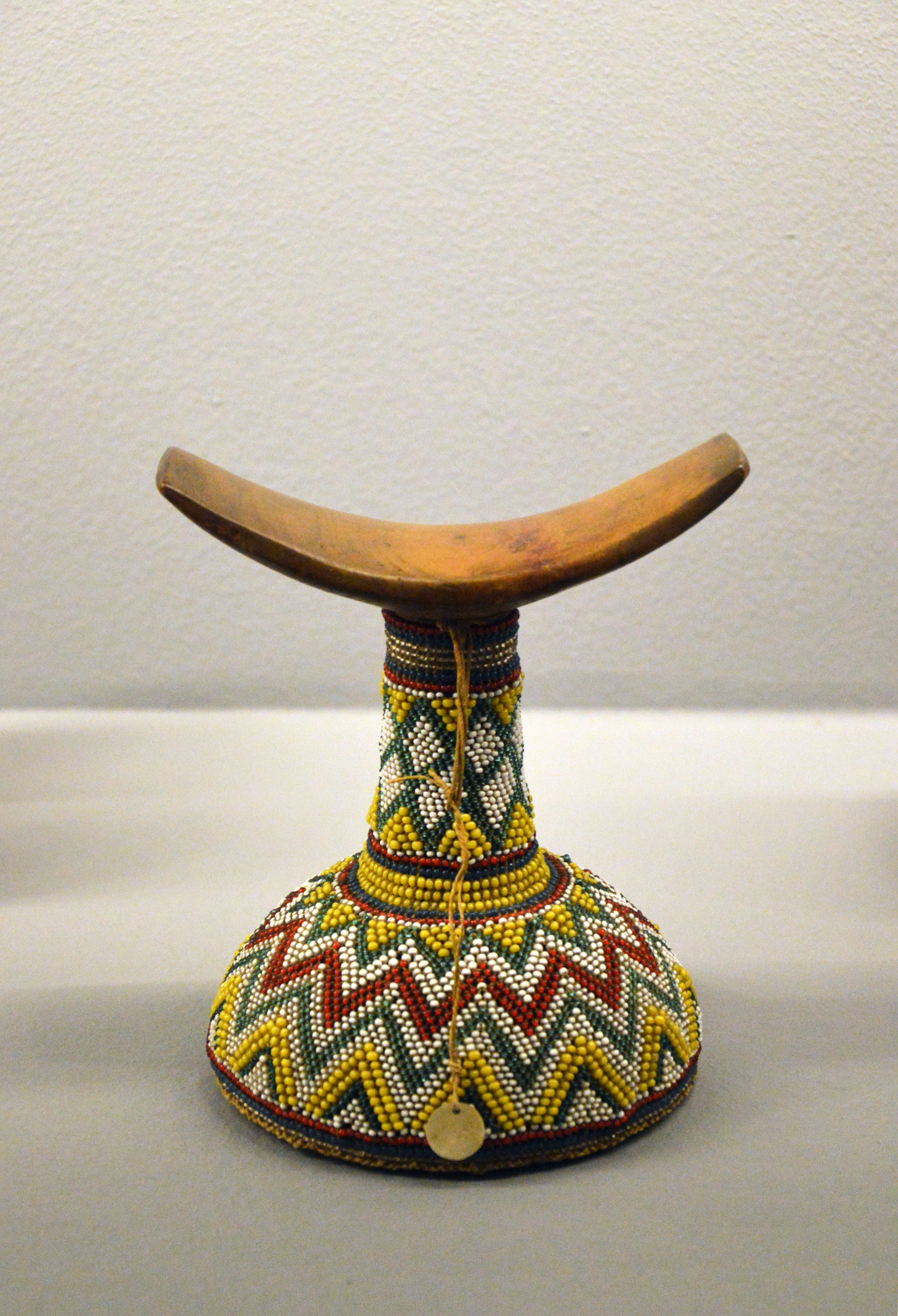
Appuie-tête, Jimma (Éthiopie)
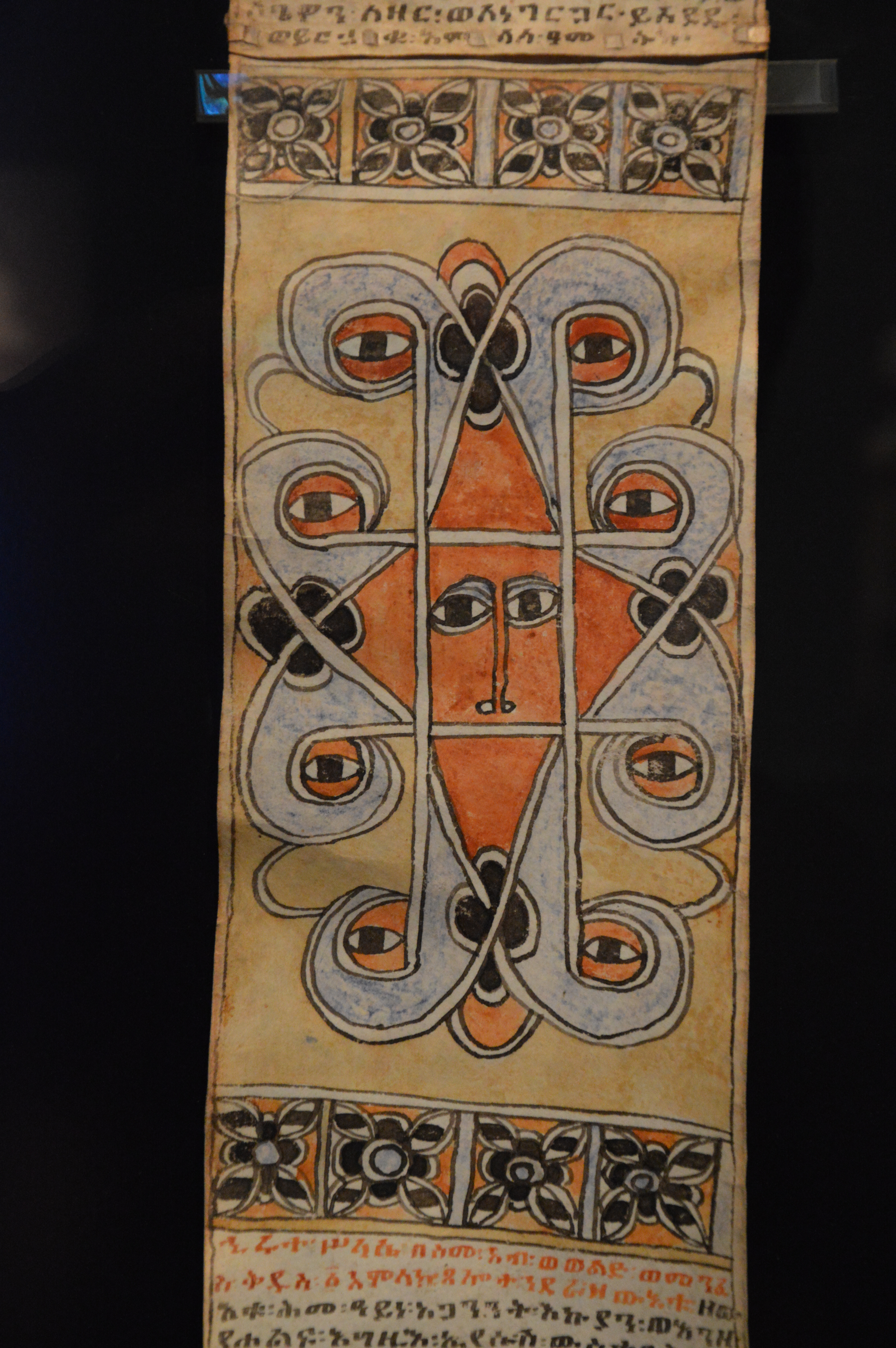
Talisman. Détail de rouleau protecteur (Éthiopie).
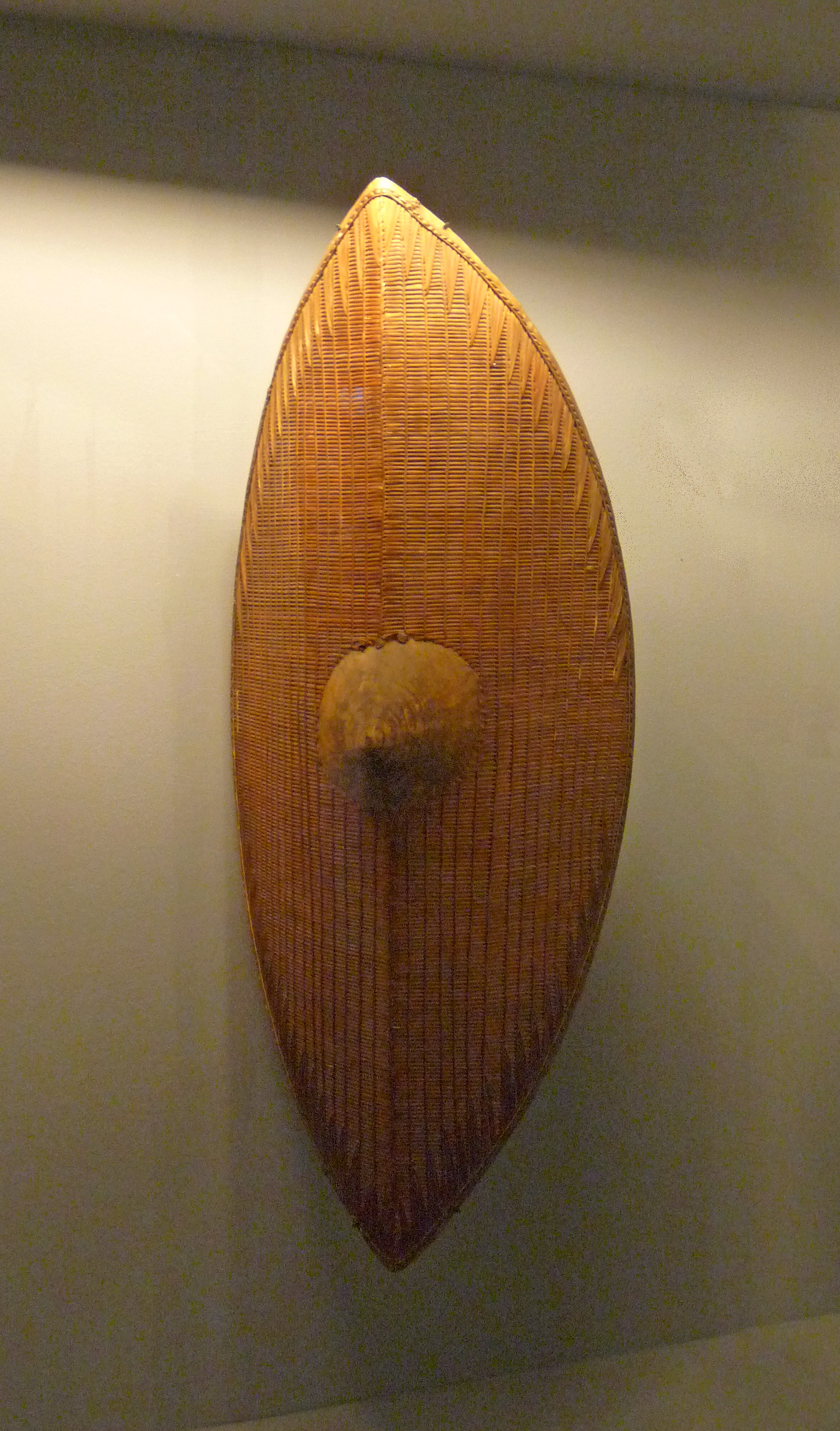
Bouclier, Ganda (Ouganda).

#### Afrique australe

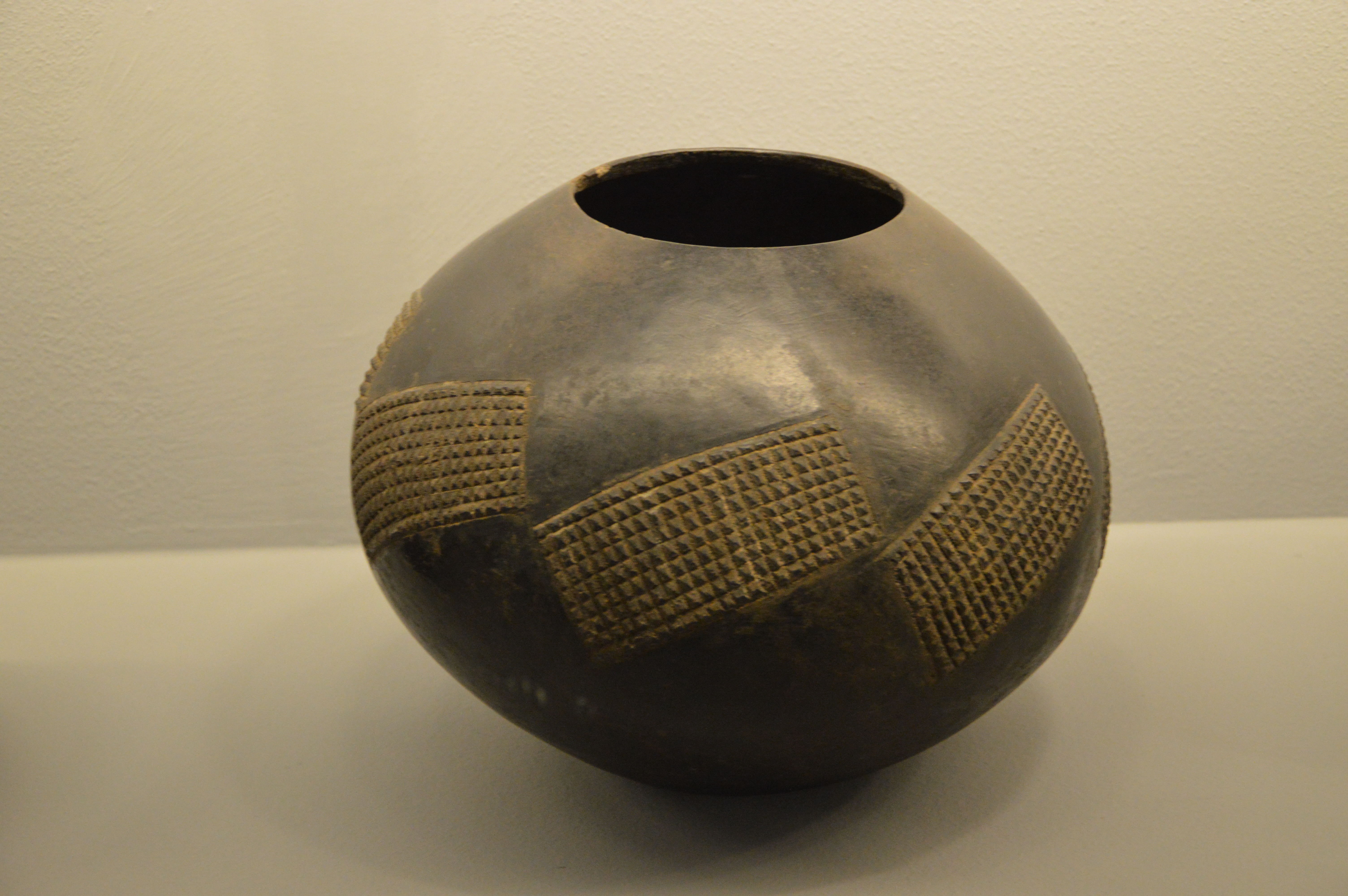
Pot à bière ukhamba, Zoulou (Afrique du Sud).
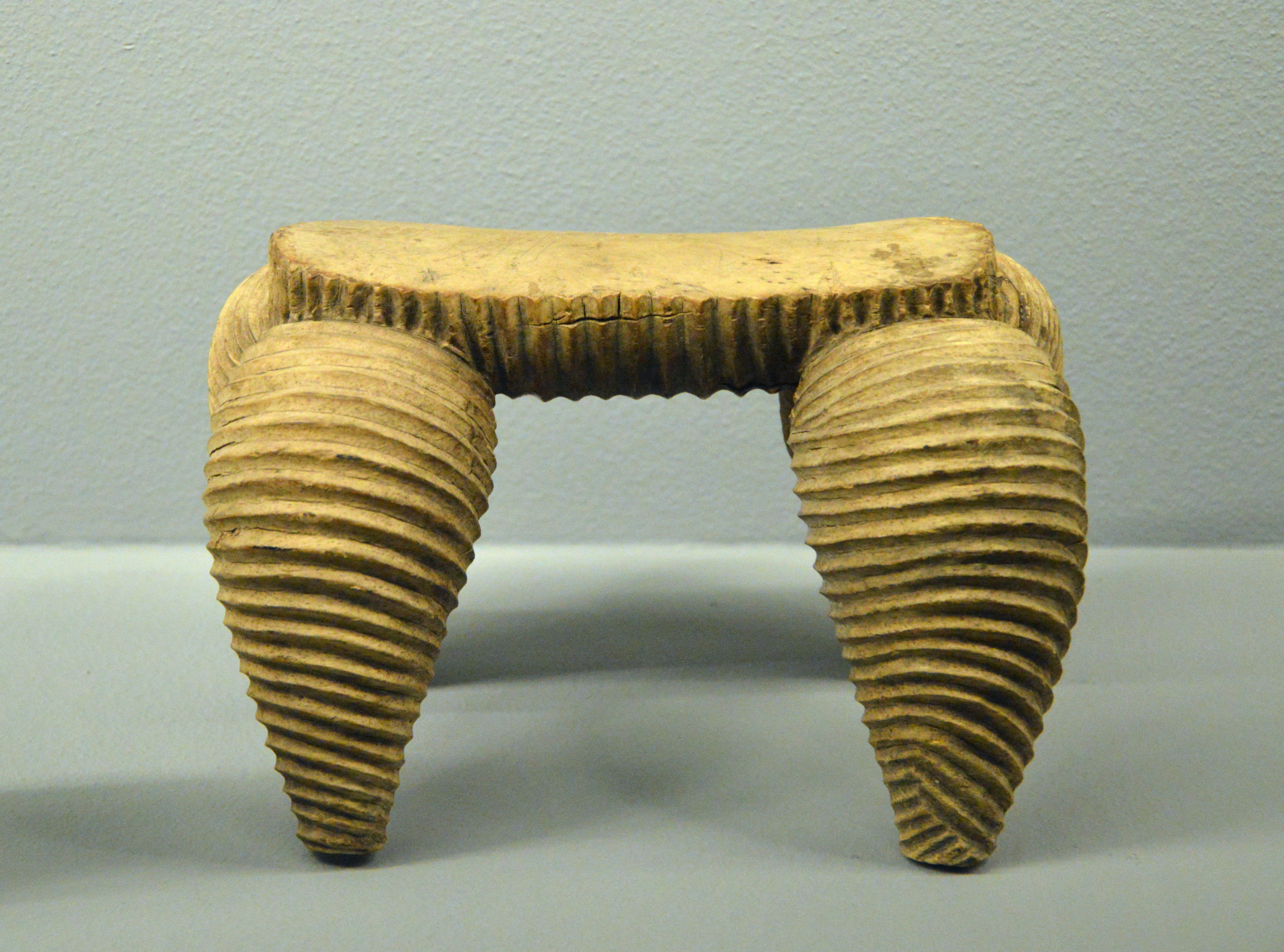
Appuie-tête, Nguni du Nord (Afrique du Sud).
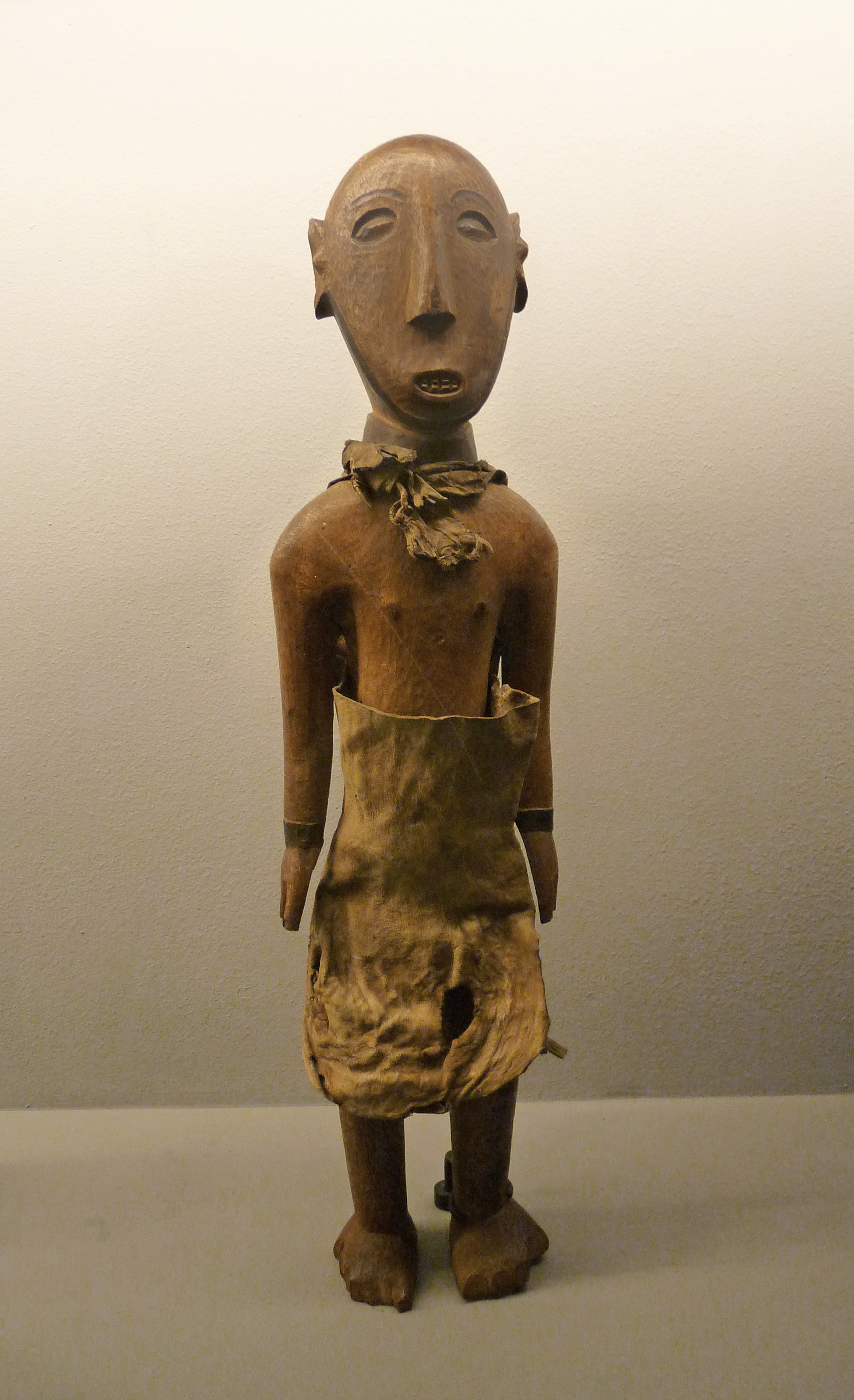
Statuette, Tsonga (Afrique du Sud ou Mozambique).
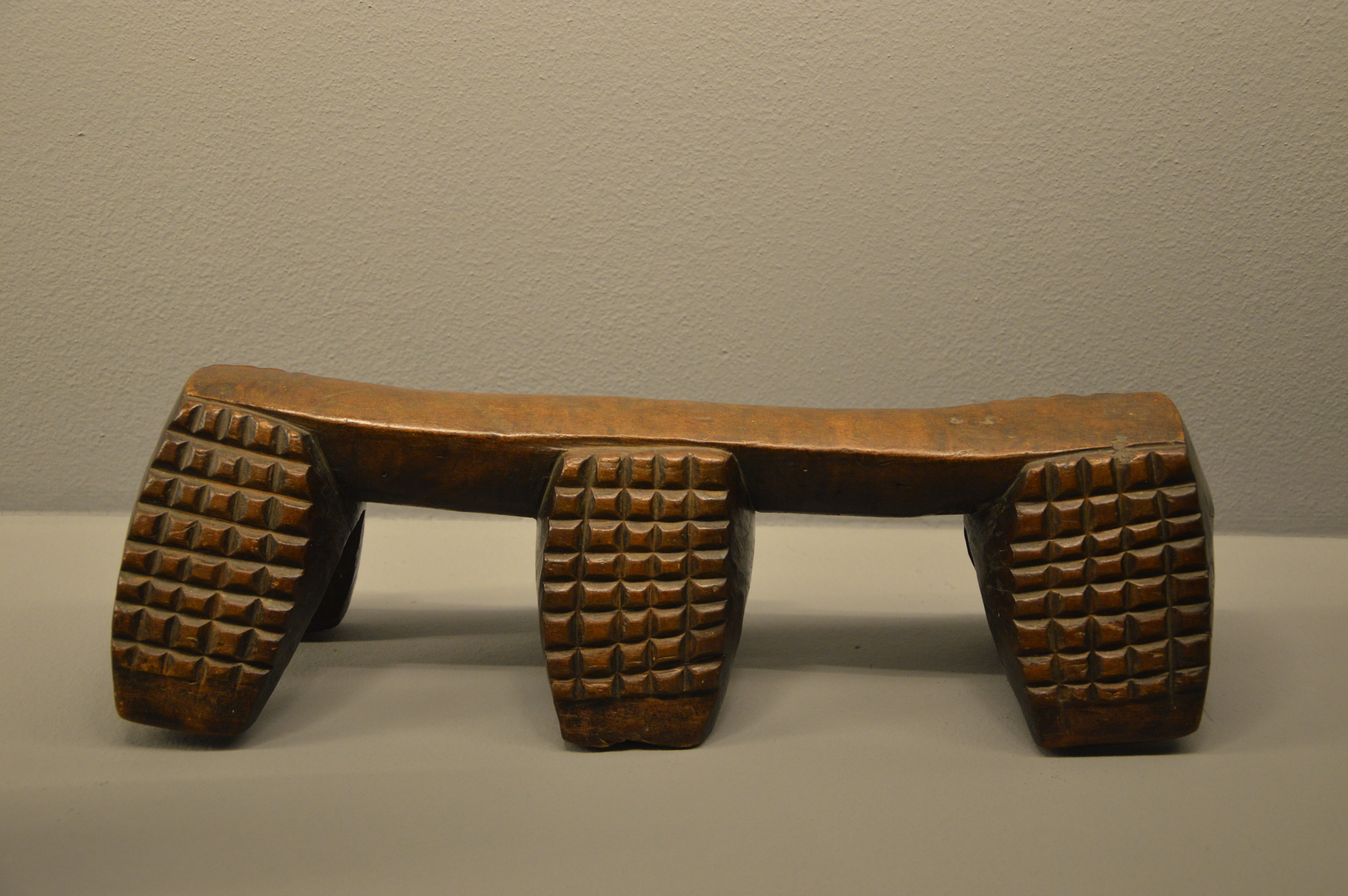
Appuie-tête, Zoulou (Afrique du Sud).
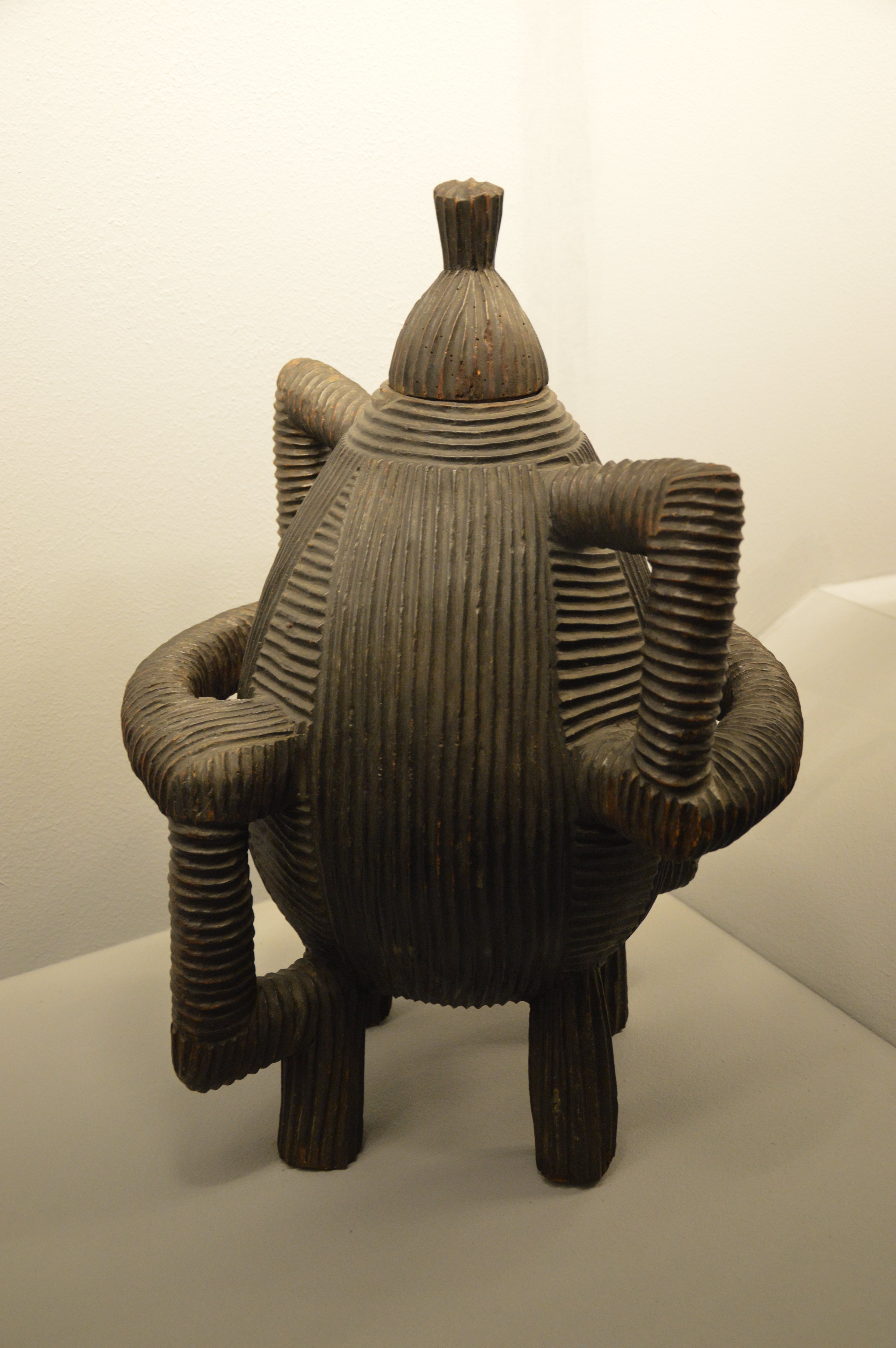
Récipient, Swazi (Afrique du Sud ou Swaziland).

### Collections d'Amériques

#### Amérique du Nord

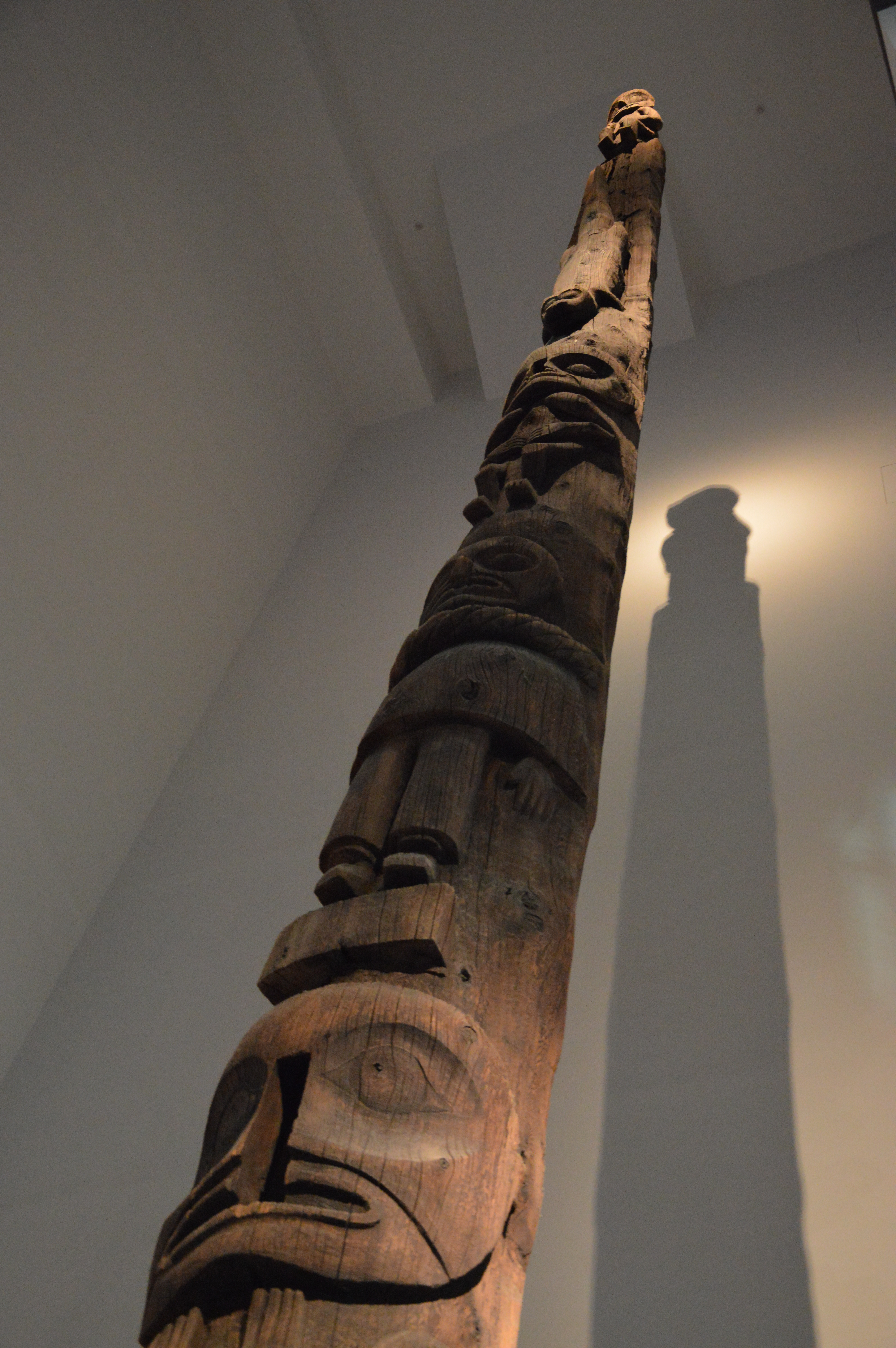
Mât totem « Kaiget », wet'suwet'en (Canada).
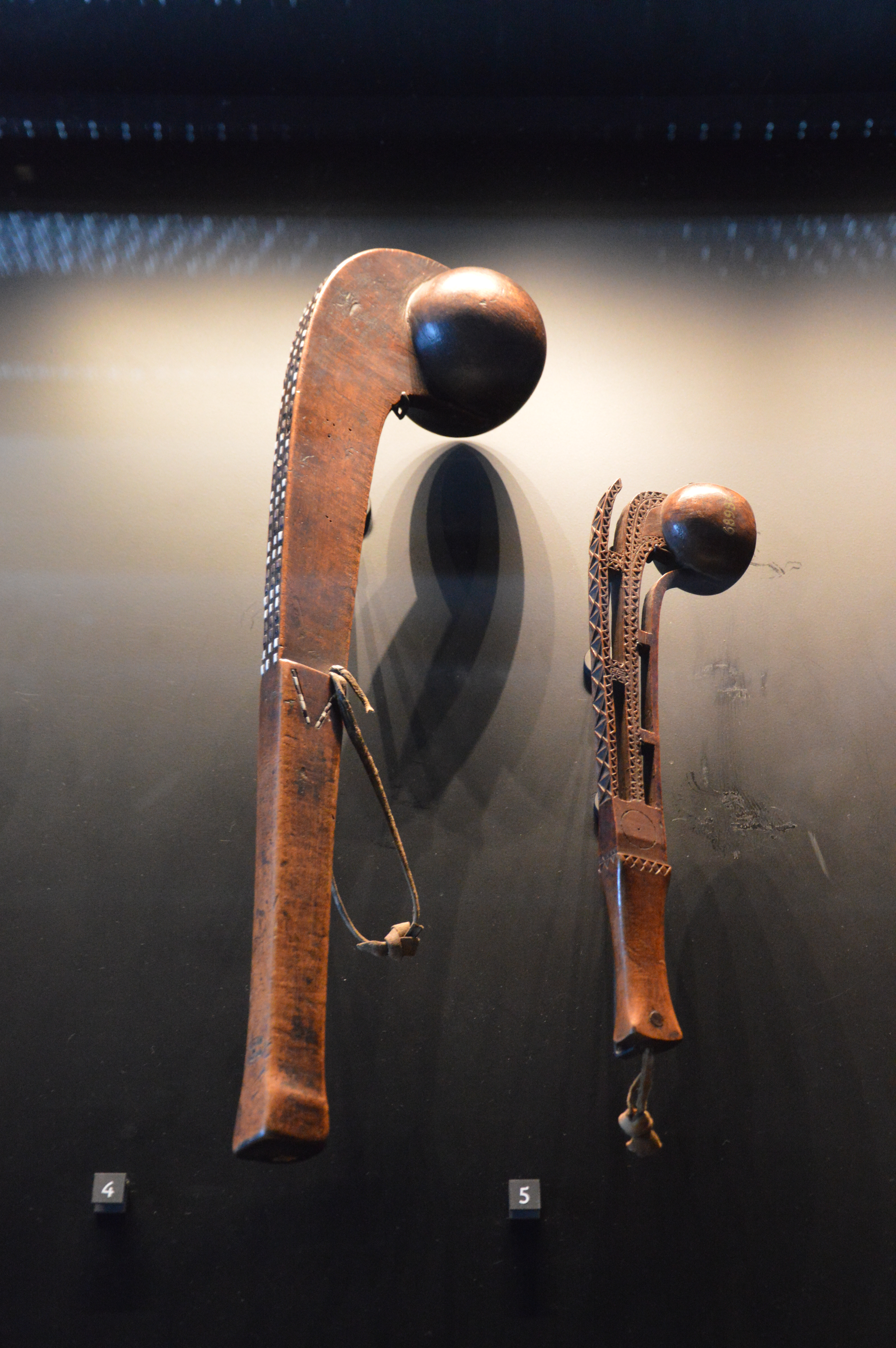
Casse-tête, région des Grands Lacs (Canada).
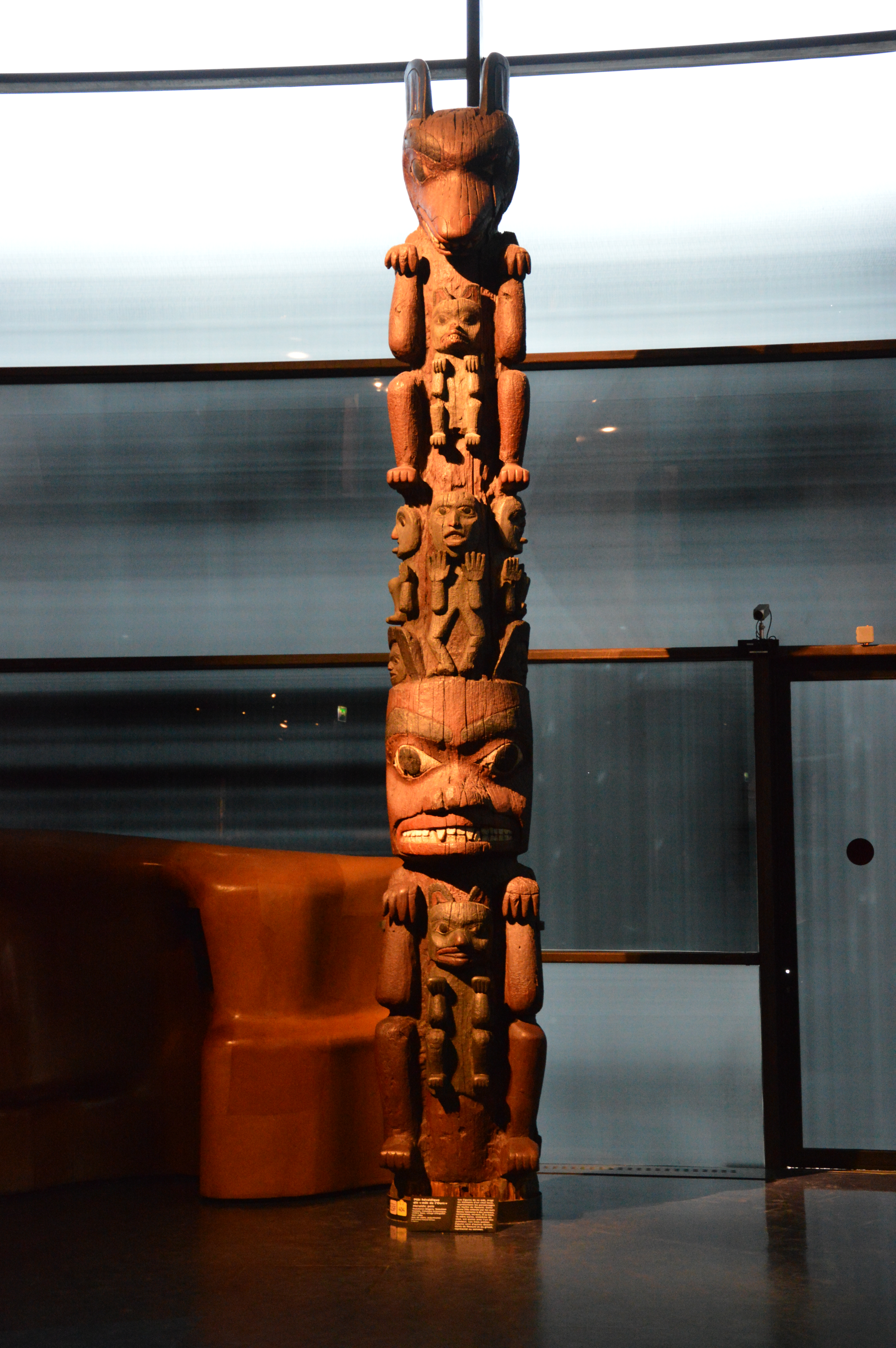
Mât héraldique du chef Kwarhsu dit Mât de l'Ours (Canada).
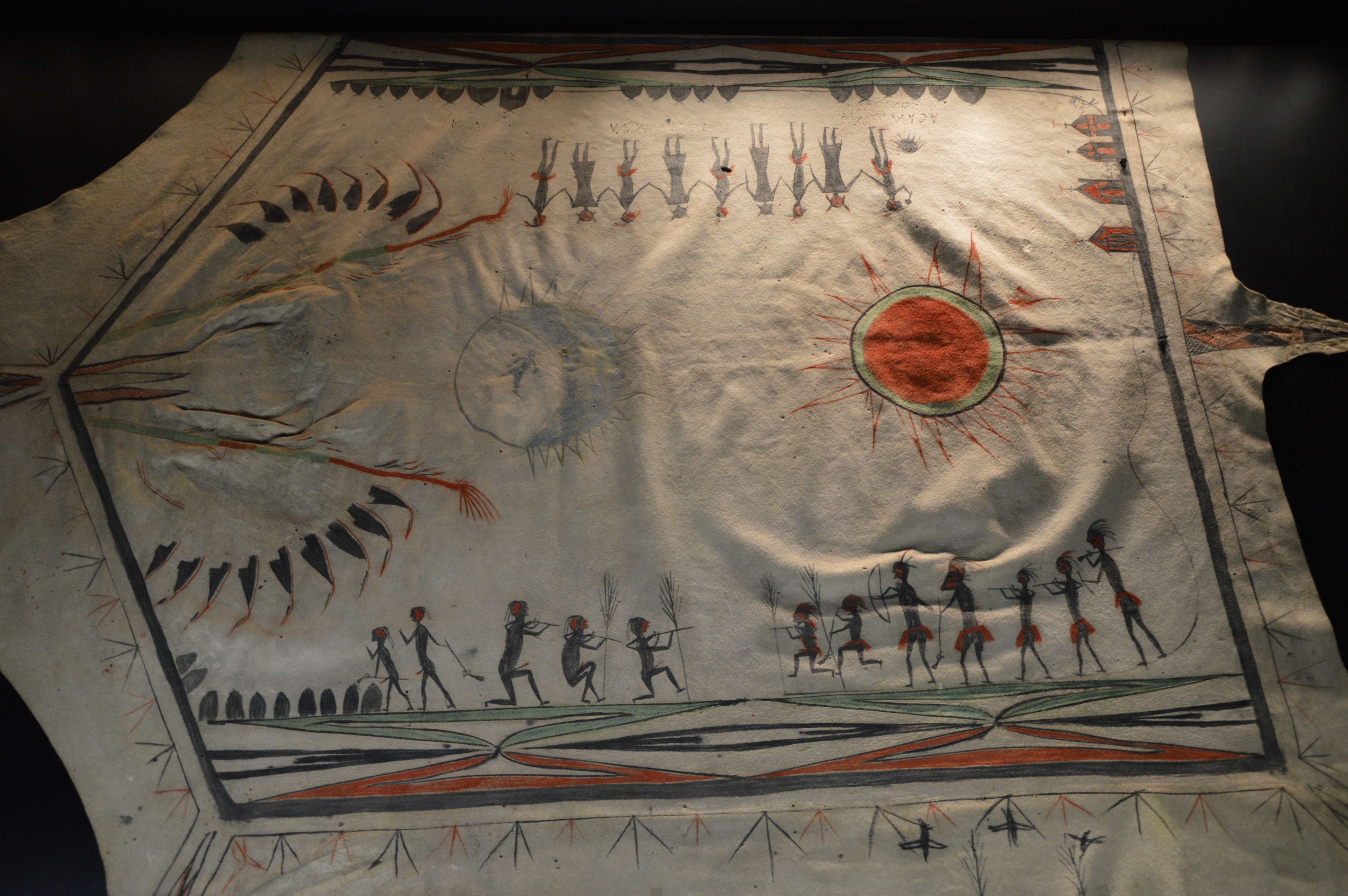
Robe dite « aux trois villages », Quapaw (États-Unis, Arkansas).
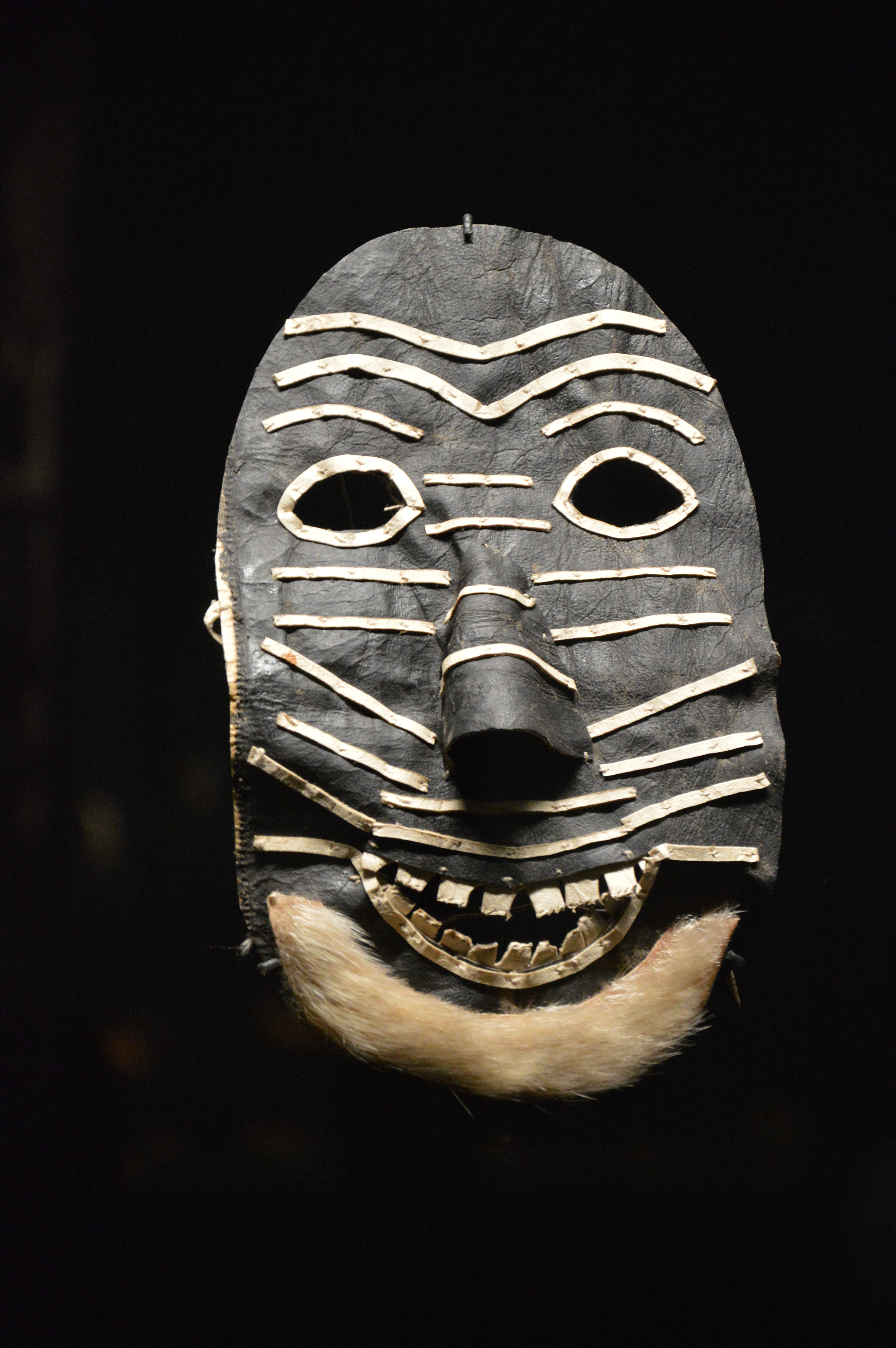
Masque kiiappaat, Ammassalimint (Groenland).

#### Mesoamérique

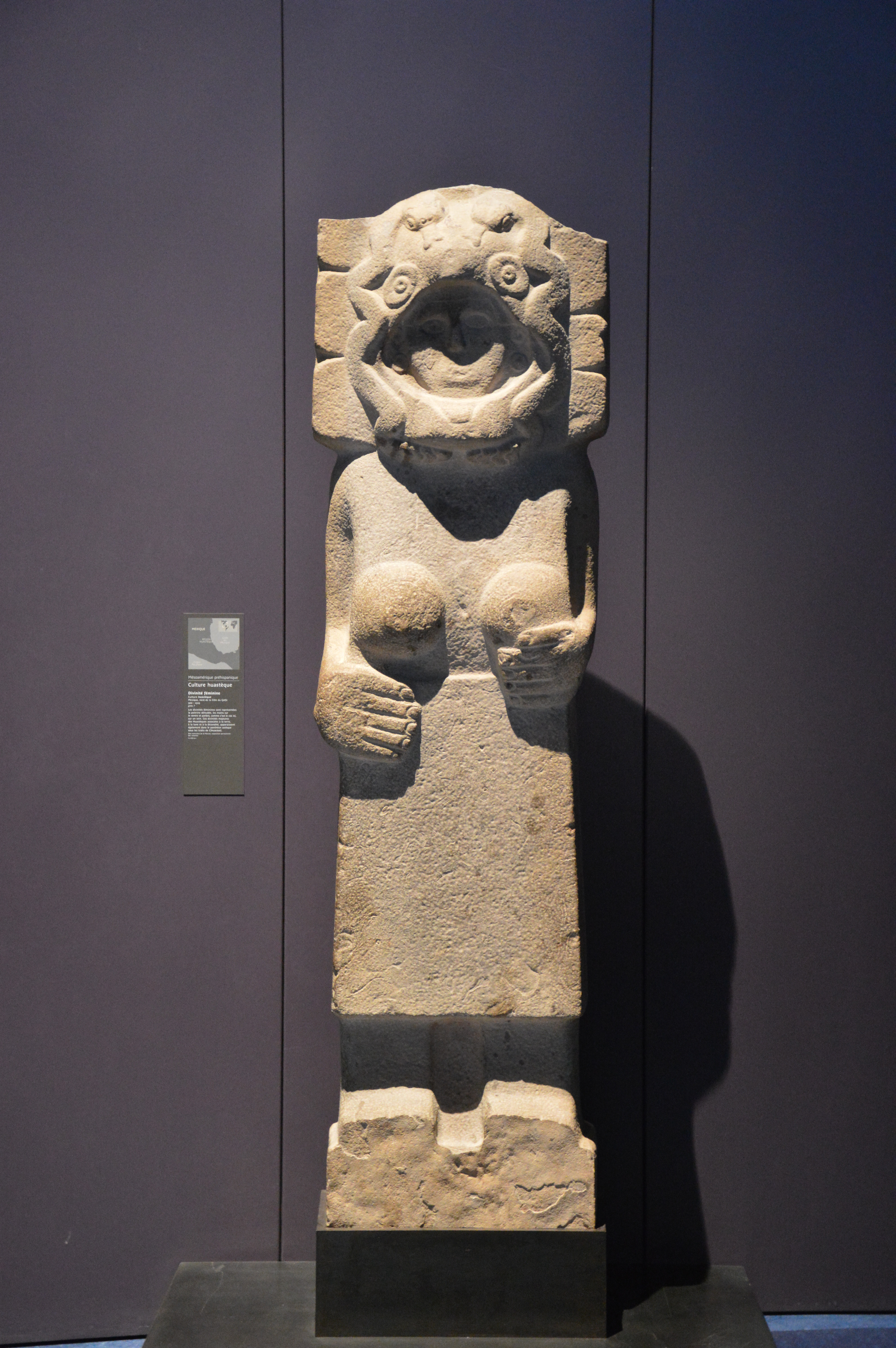
Divinité féminine, Huastèque (Mexique).
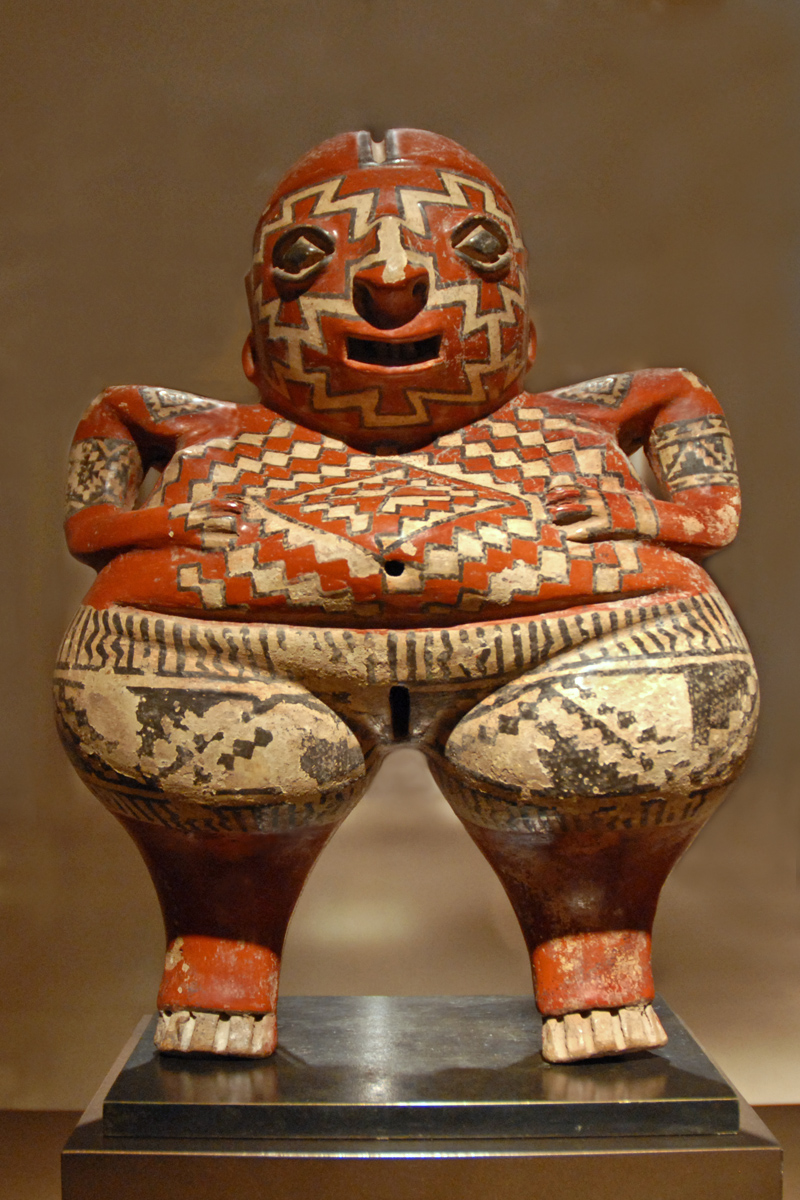
Statuette féminine dit La Chupicuaro, issue de la culture Chupícuaro, Chupicuaro (Mexique).
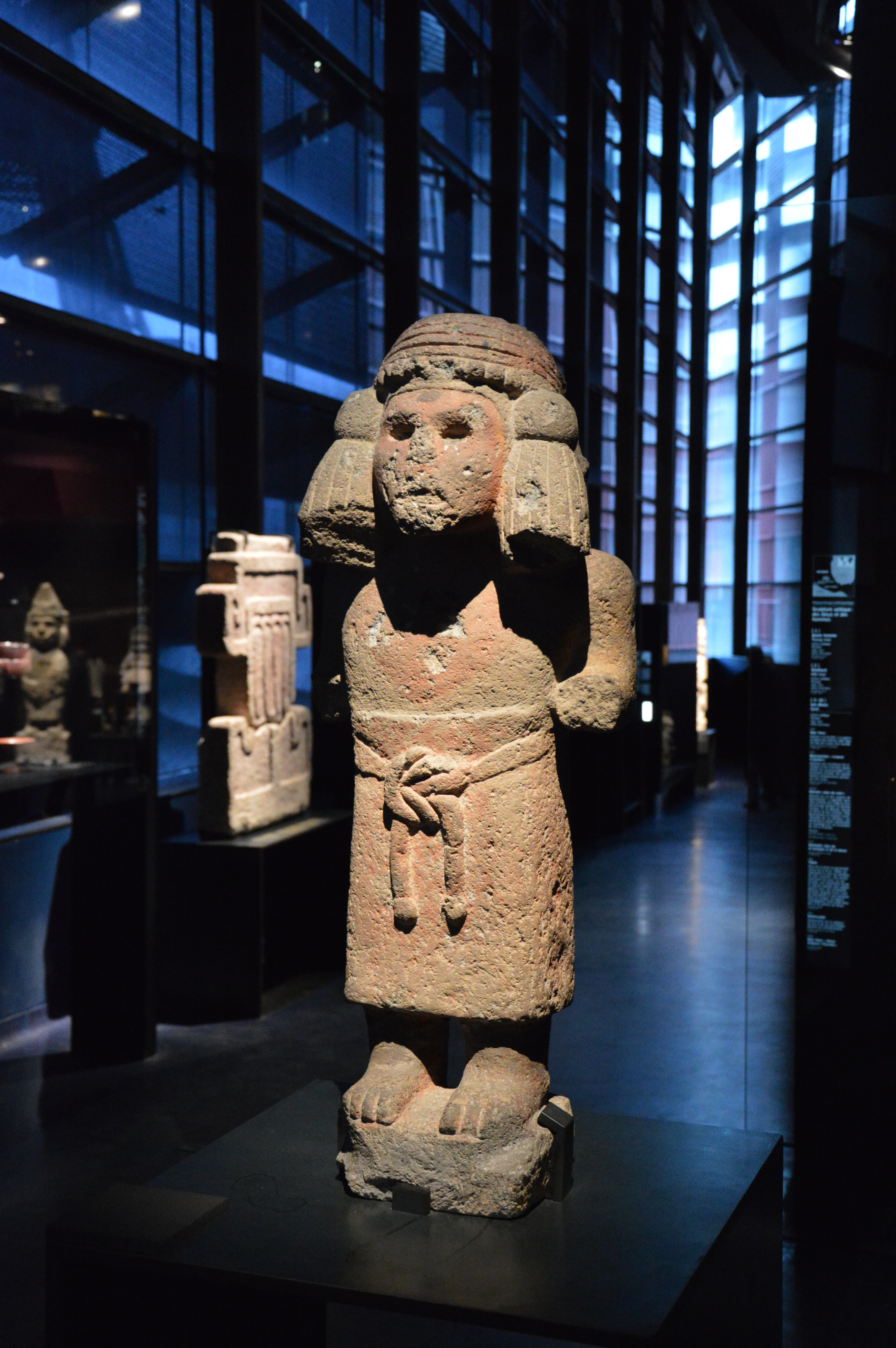
Chalchiuhtlicue, déesse de l'eau terrestre, Aztèque (Mexique).
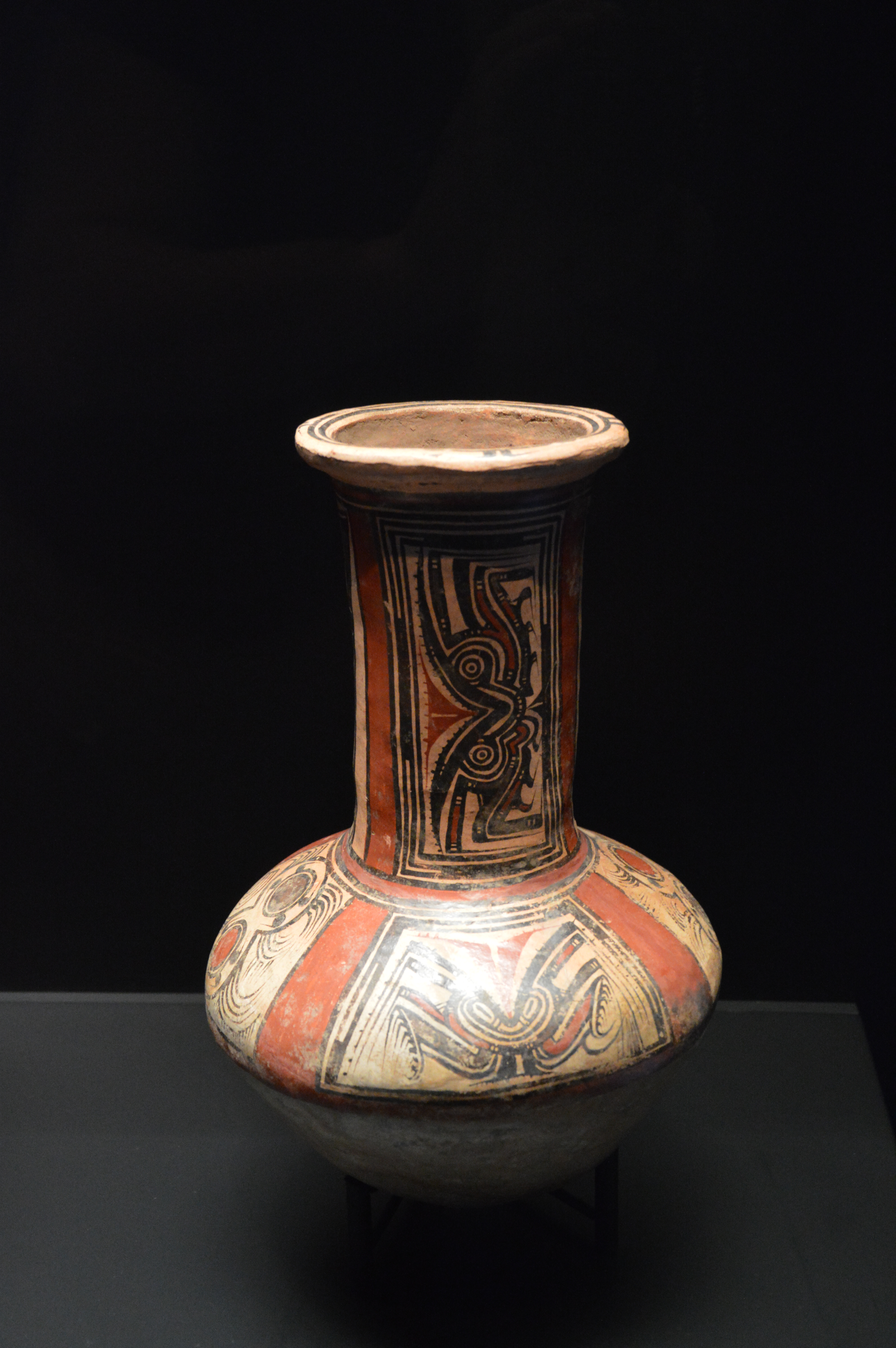
Jarre à décor en panneaux, Tonosi (Panama).
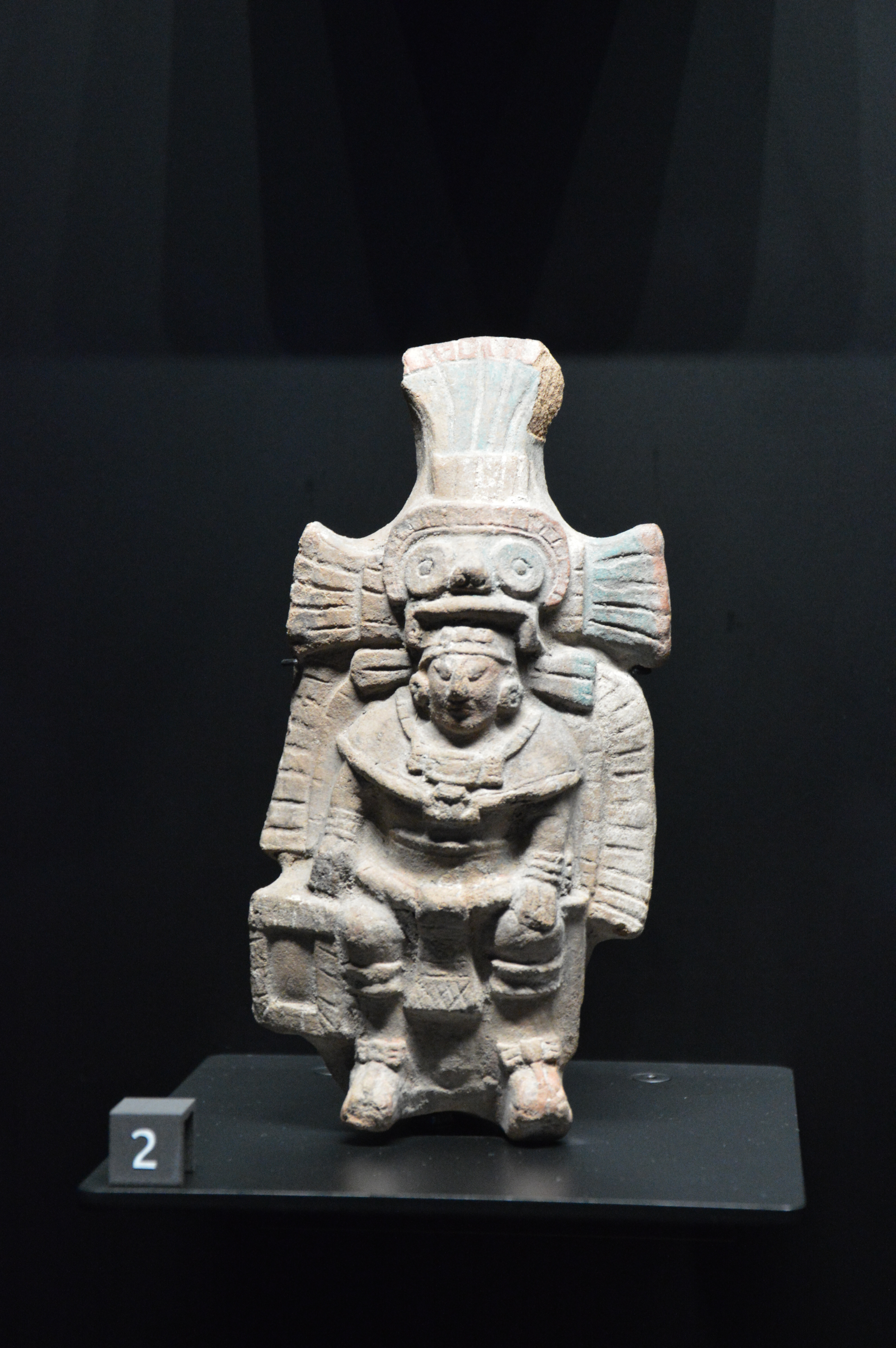
Sifflet anthropomorphe, Maya (Guatemala).

#### Amérique du Sud

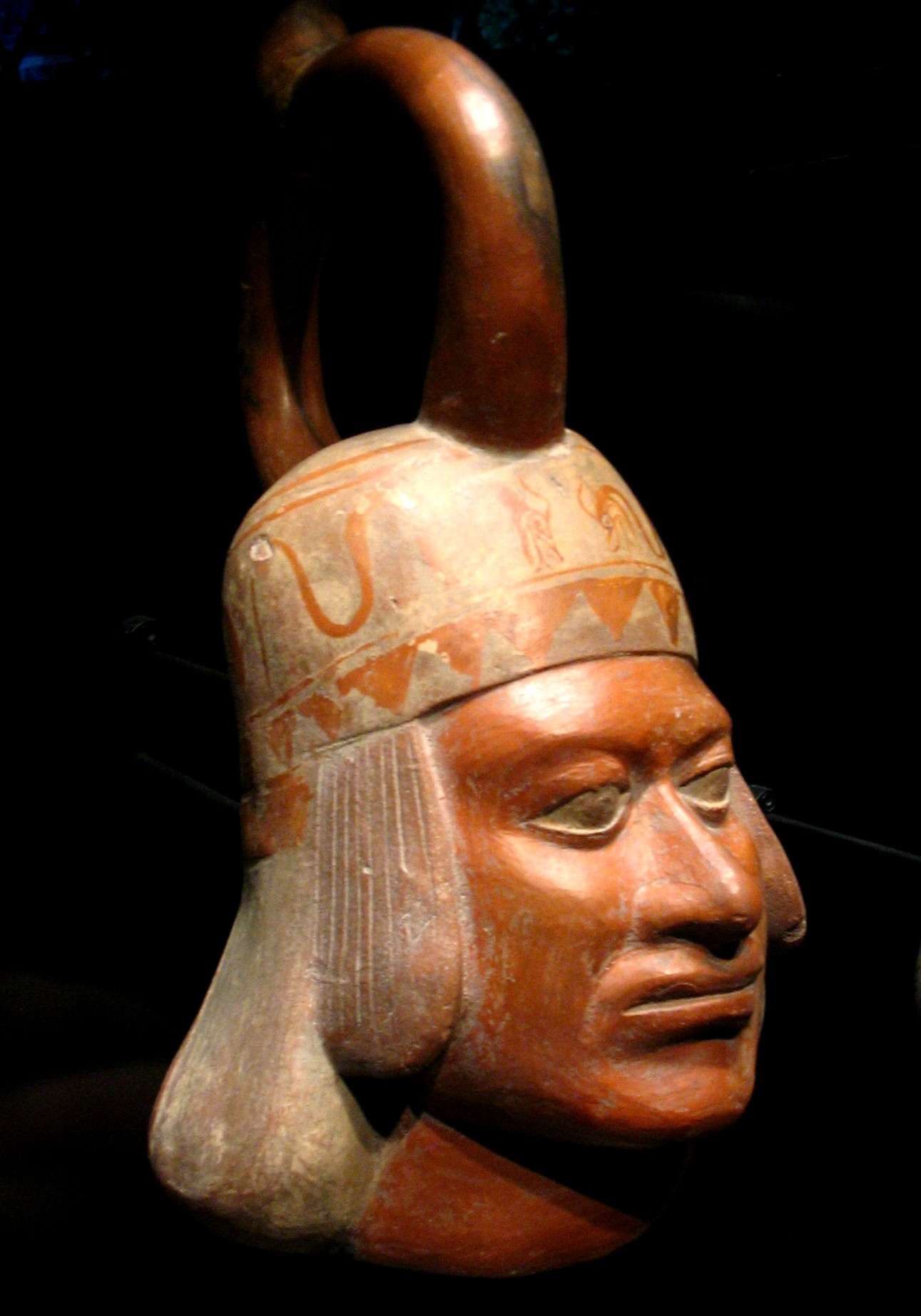
Vase-portrait mochica (Pérou).
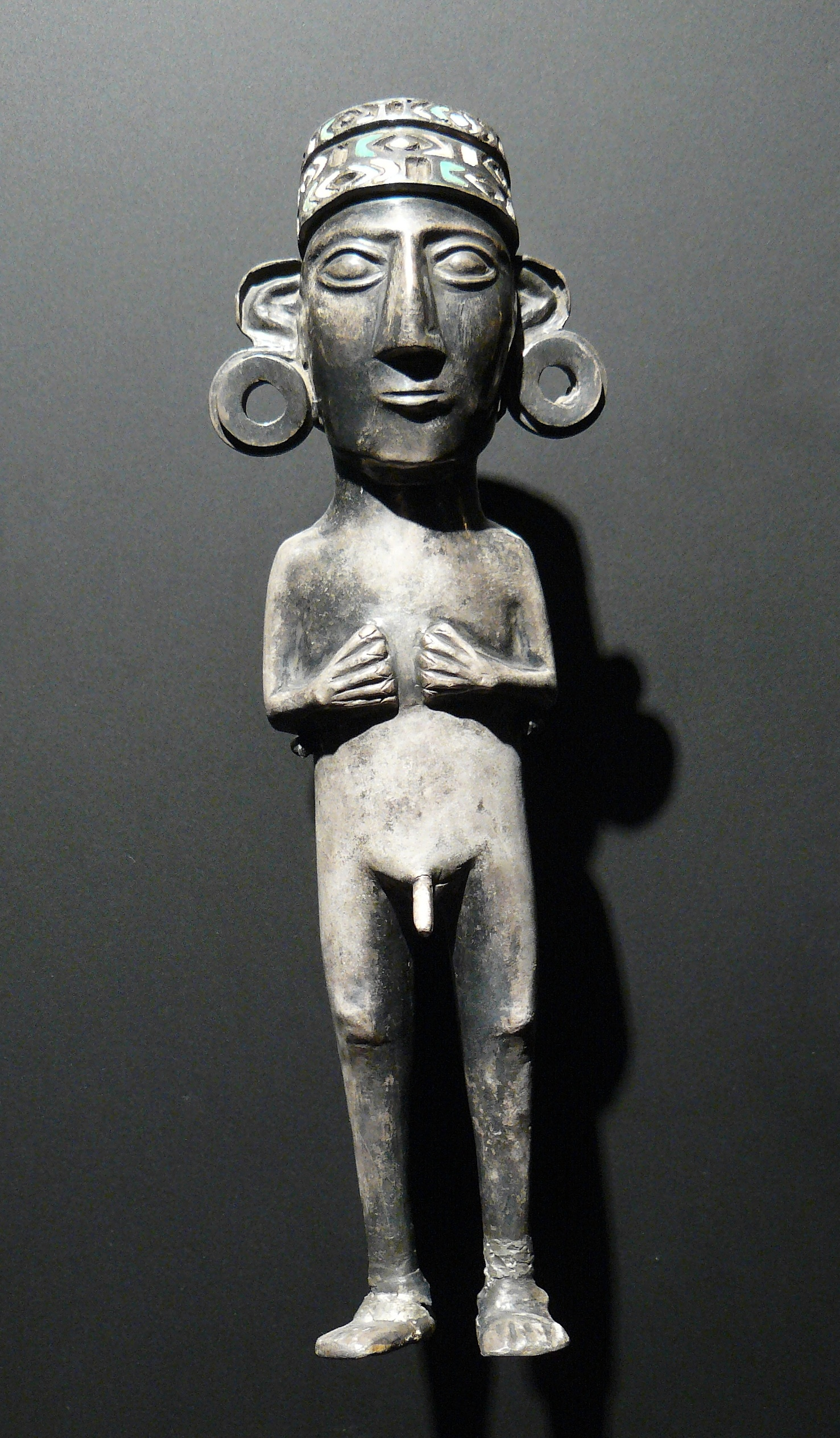
Figurine masculine (Pérou).
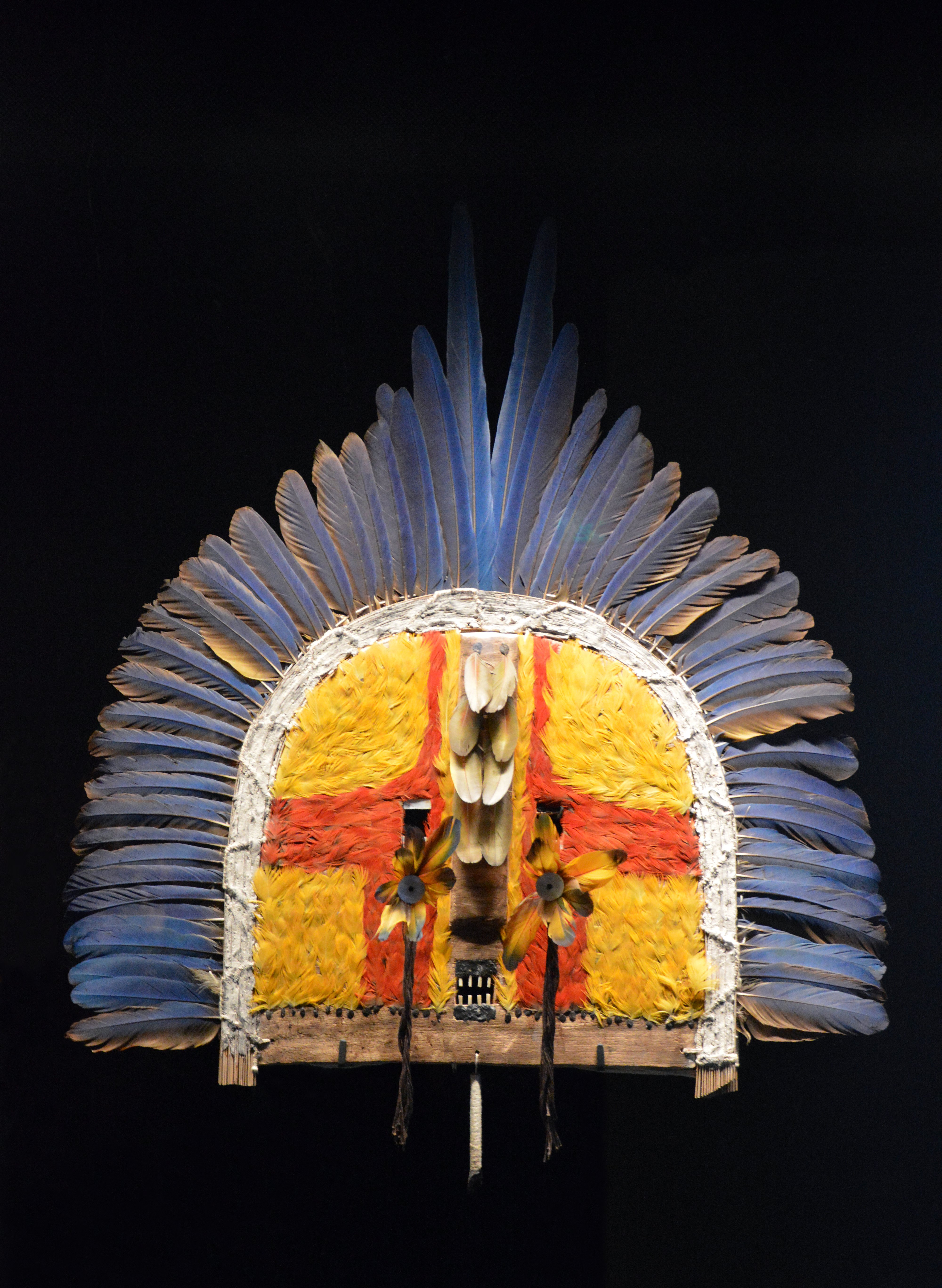
Masque, Tapirapé (Brésil).
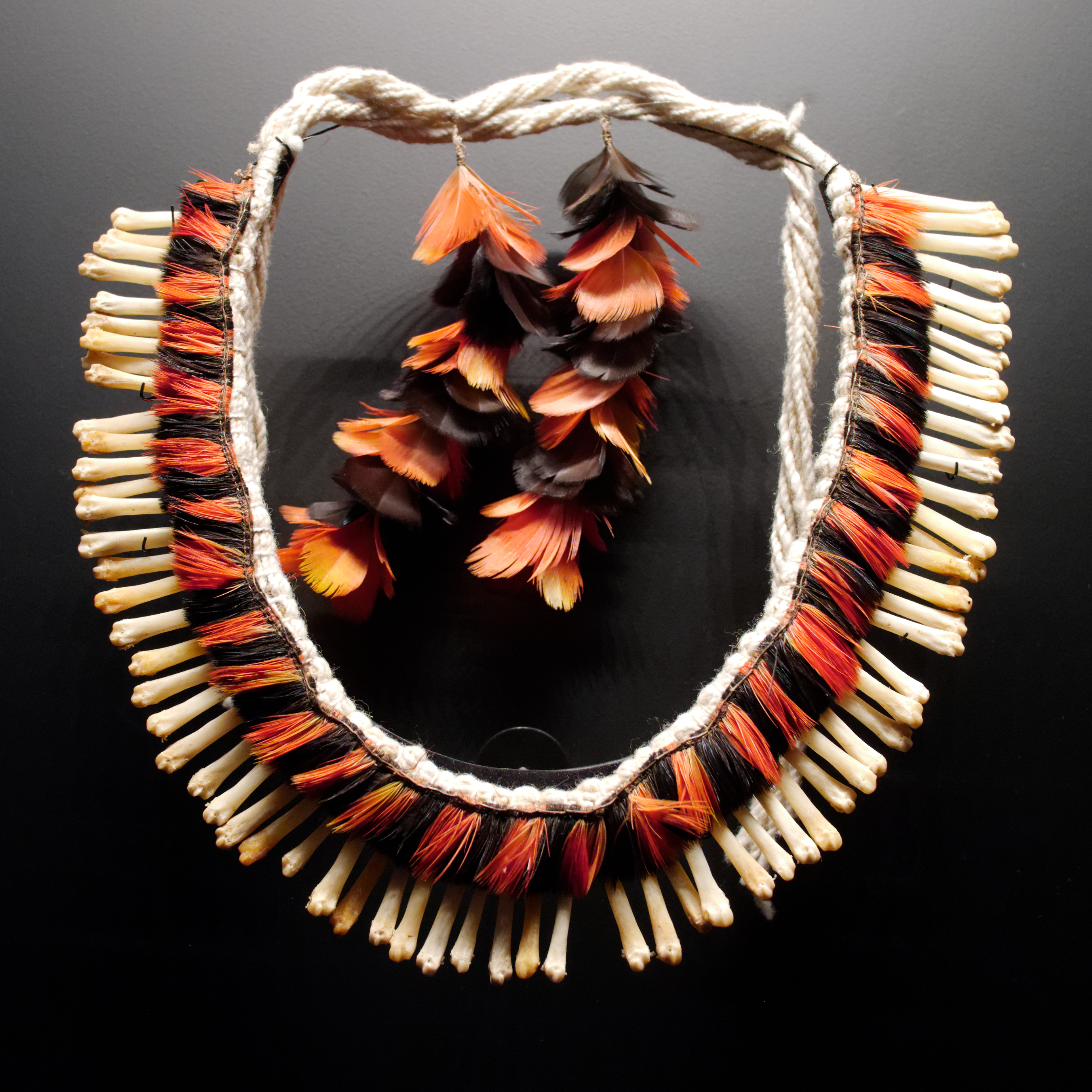
Collier, Urubu Ka'apor (Brésil).
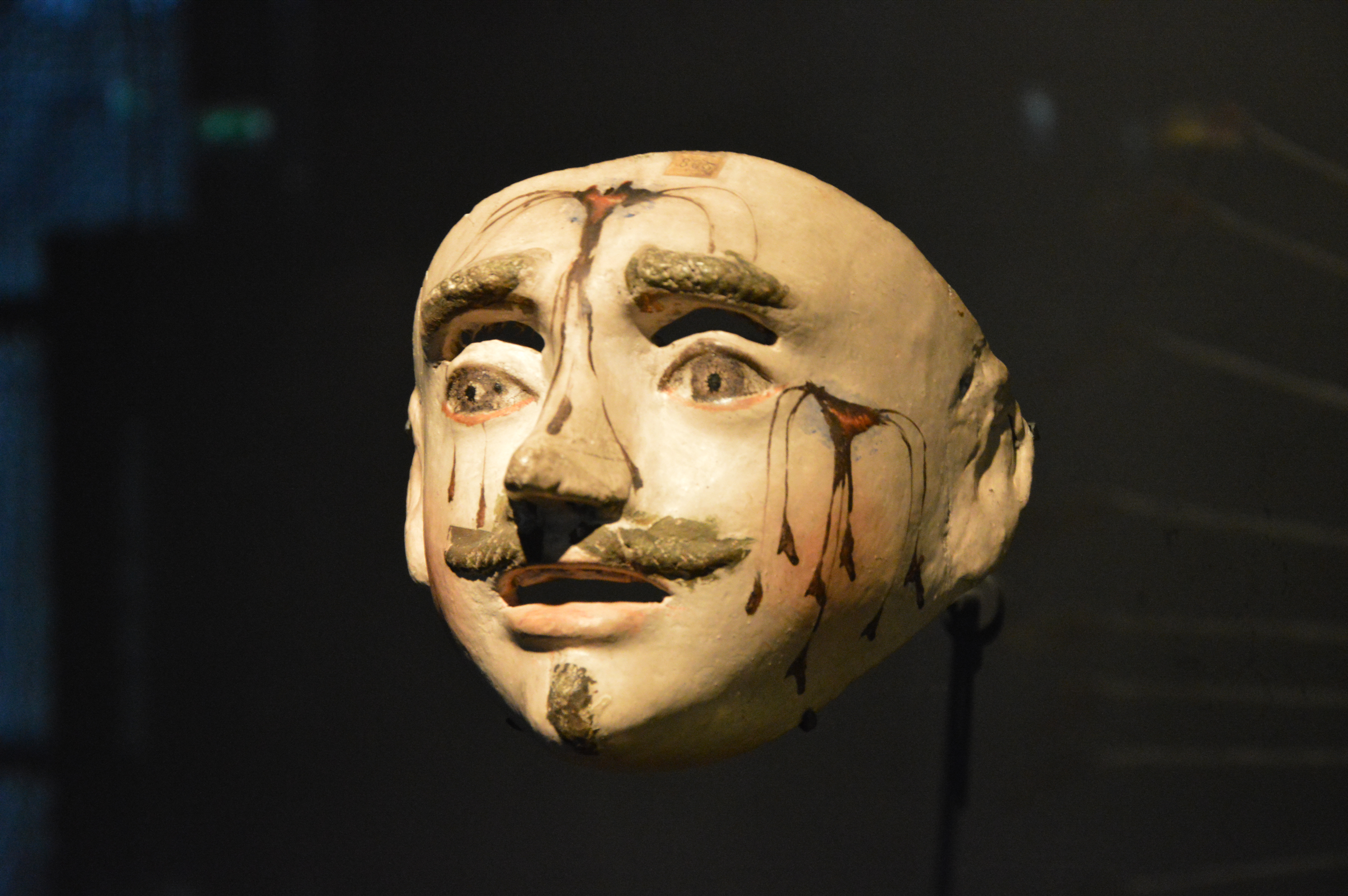
Masque de « chuncho » (Bolivie).

### Collections d'Asie

#### Inde

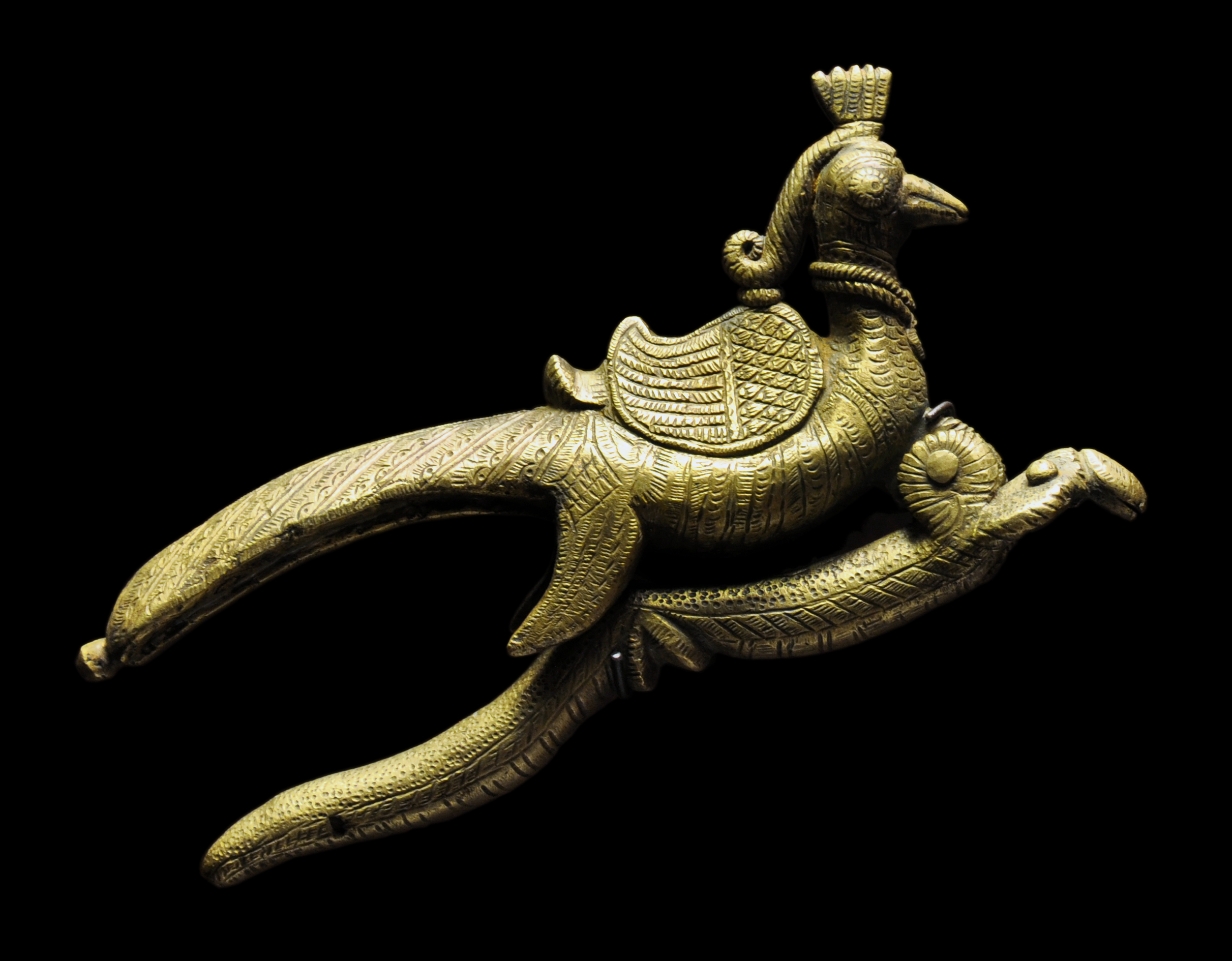
Coupe-noix d'arec représentant un paon (Inde).
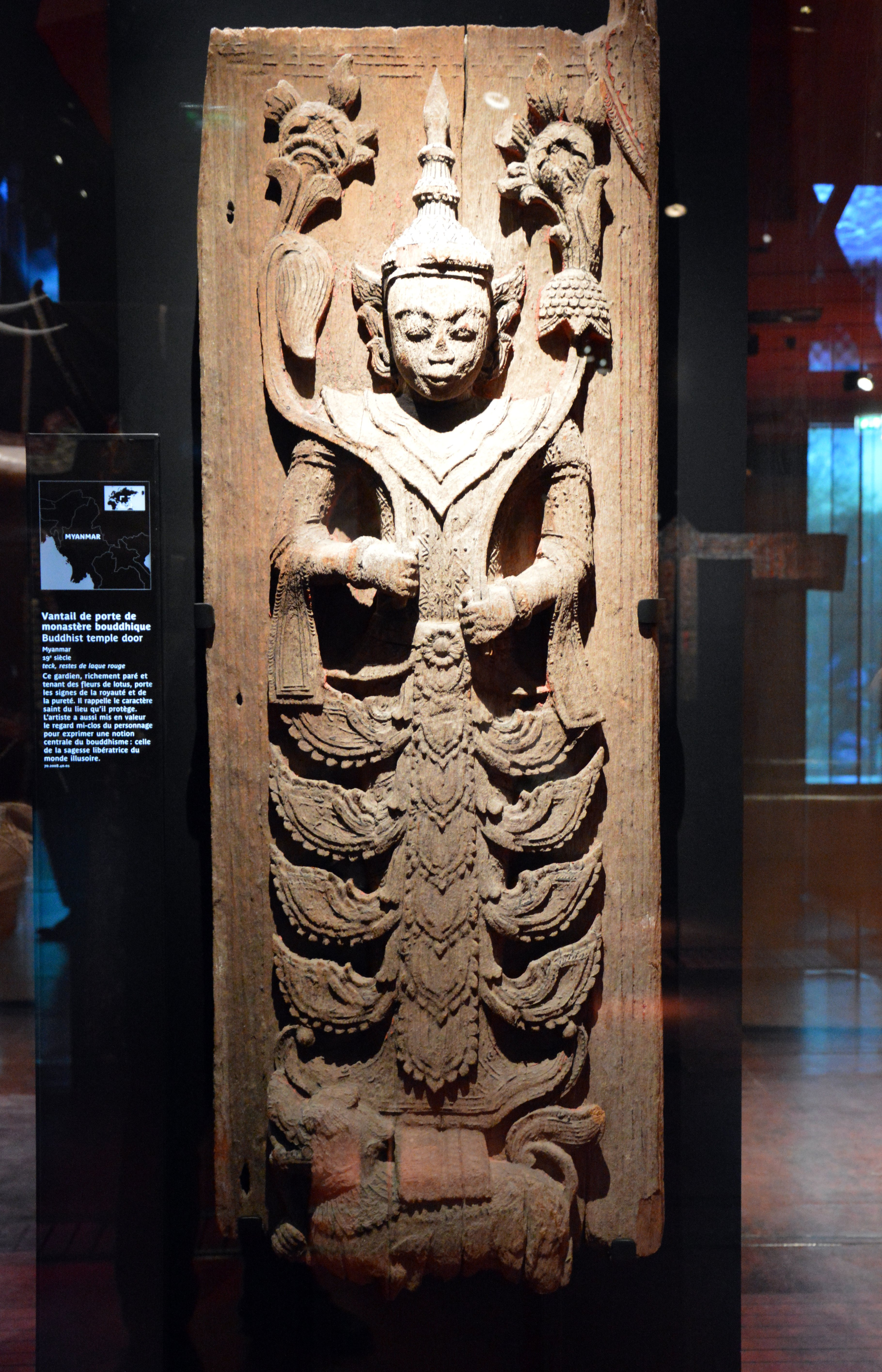
Vantail de porte de monastère bouddhique (Birmanie).
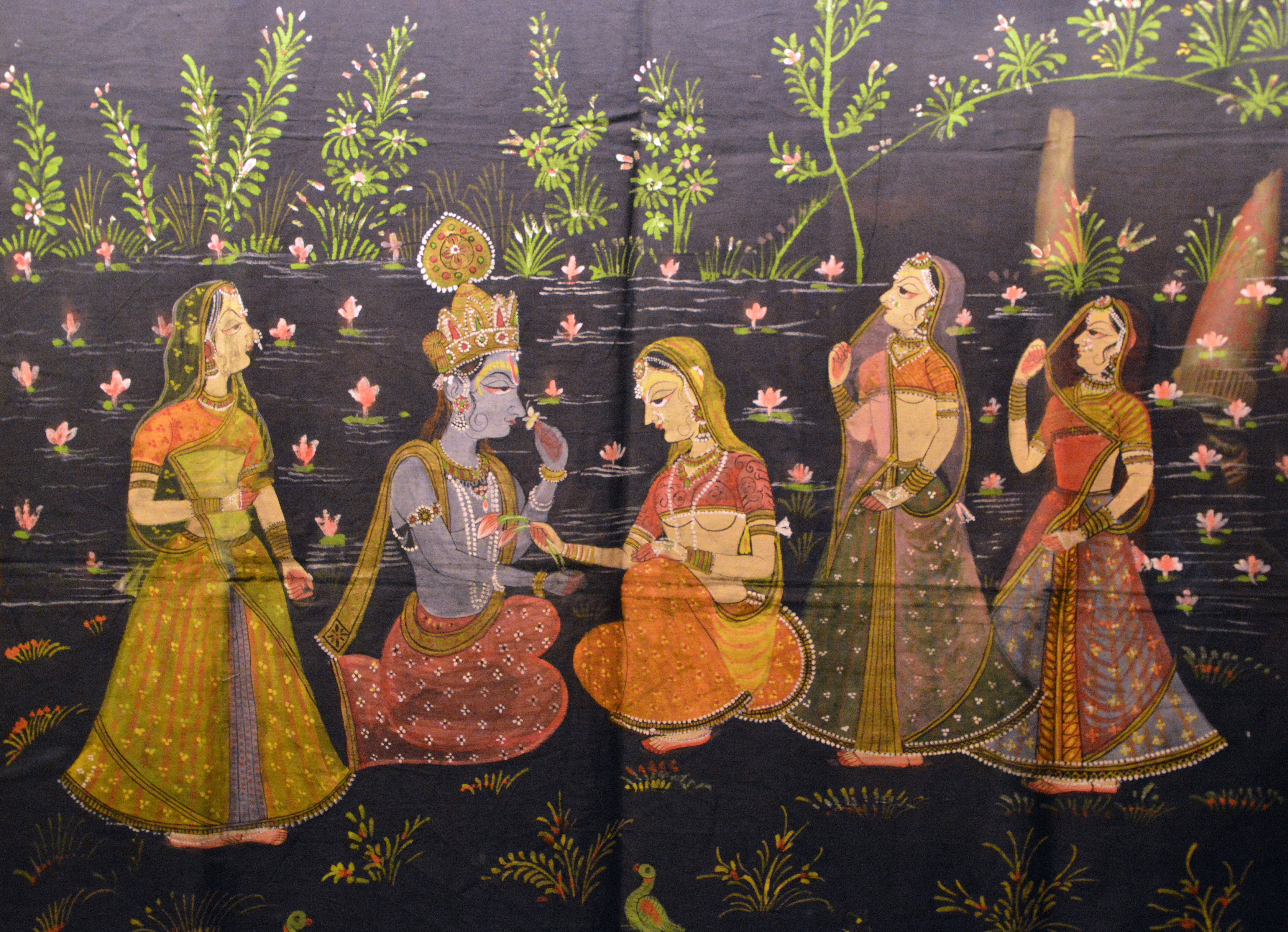
Tenture de temple : Krishna et les vachères, détail (Inde).

#### Indonésie asiatique

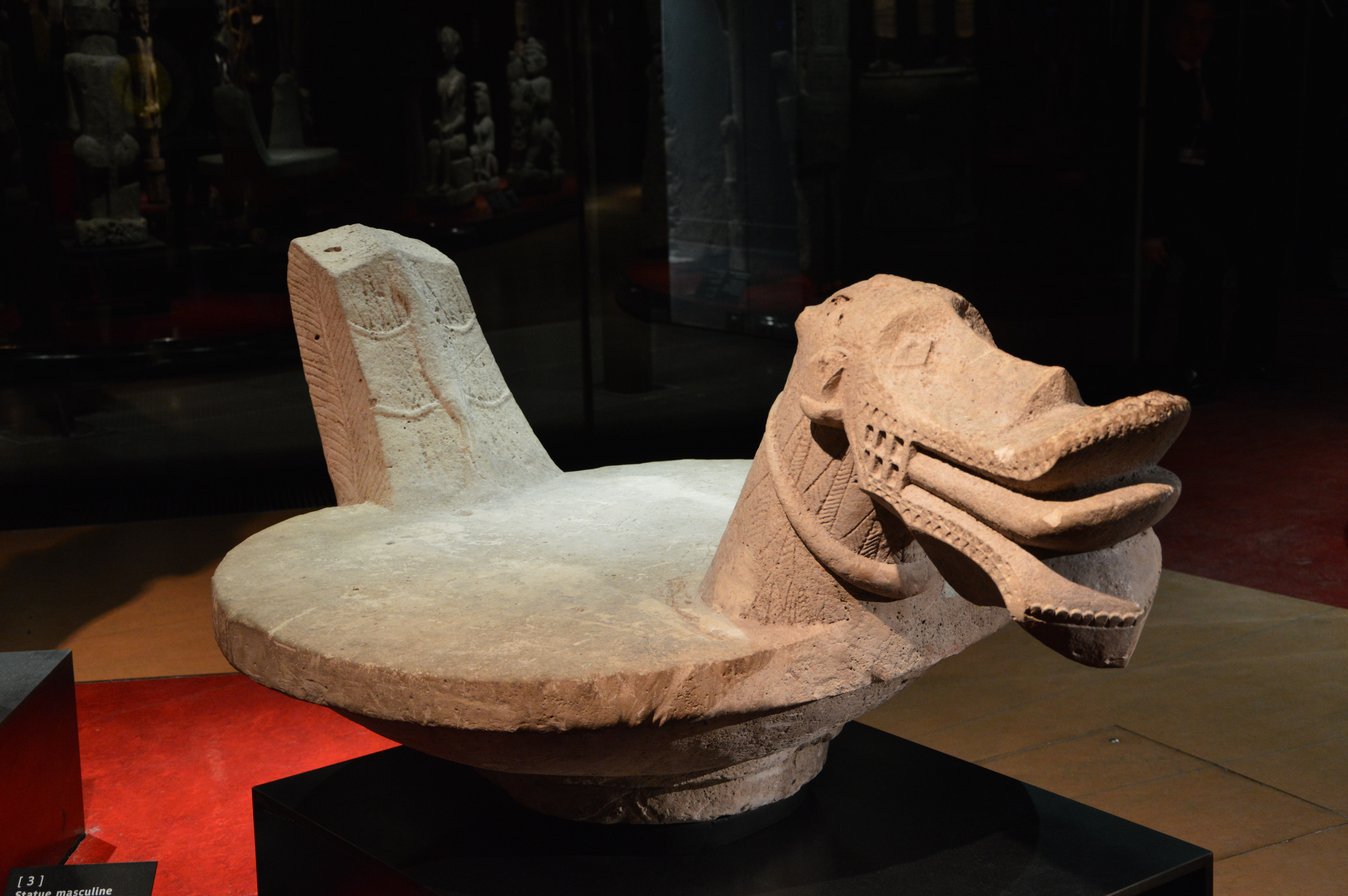
Siège cérémoniel osa osa, Nias (Indonésie).
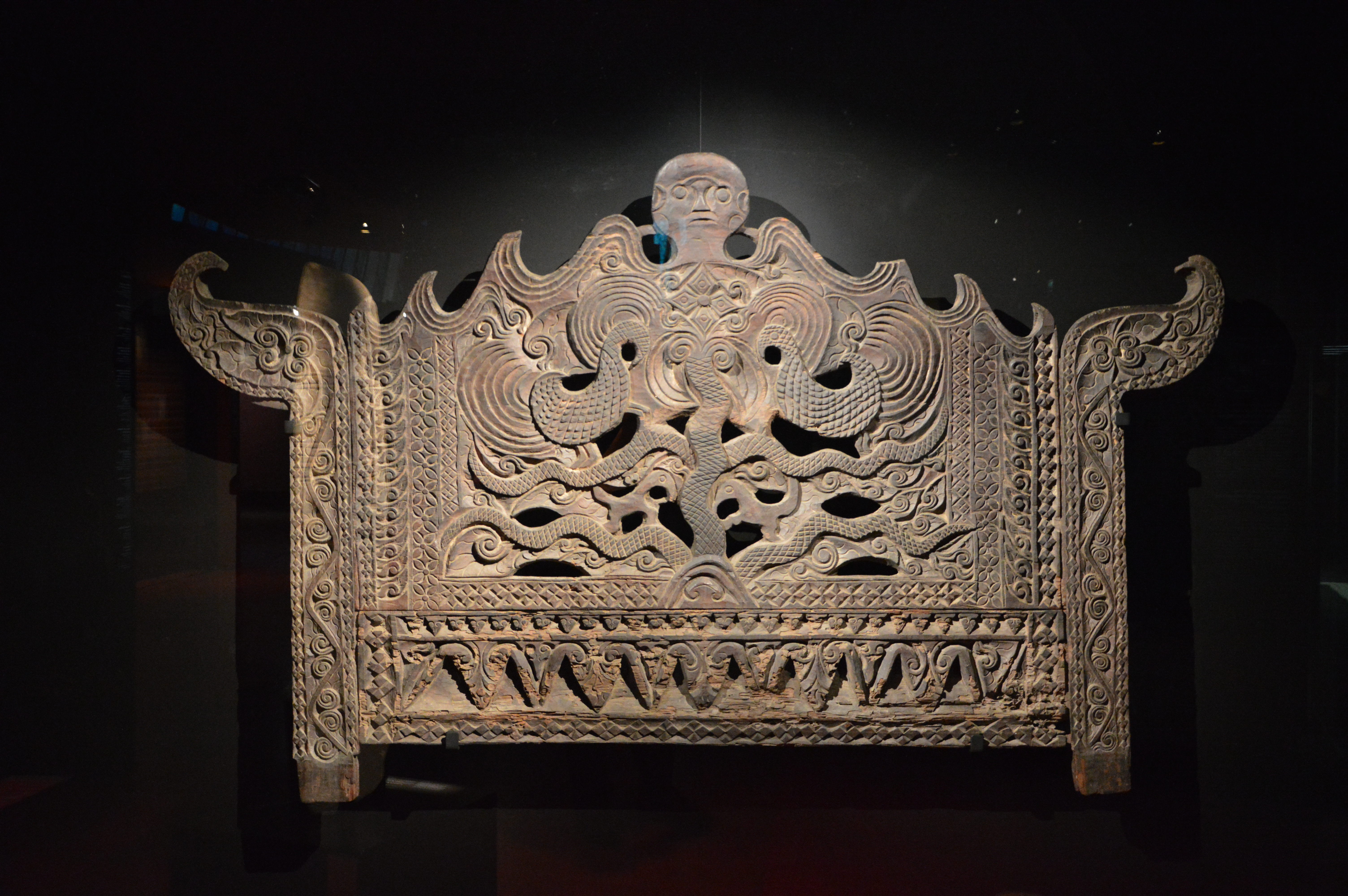
Dossier sesako d'un siège d'honneur papadon, Abung (Indonésie).
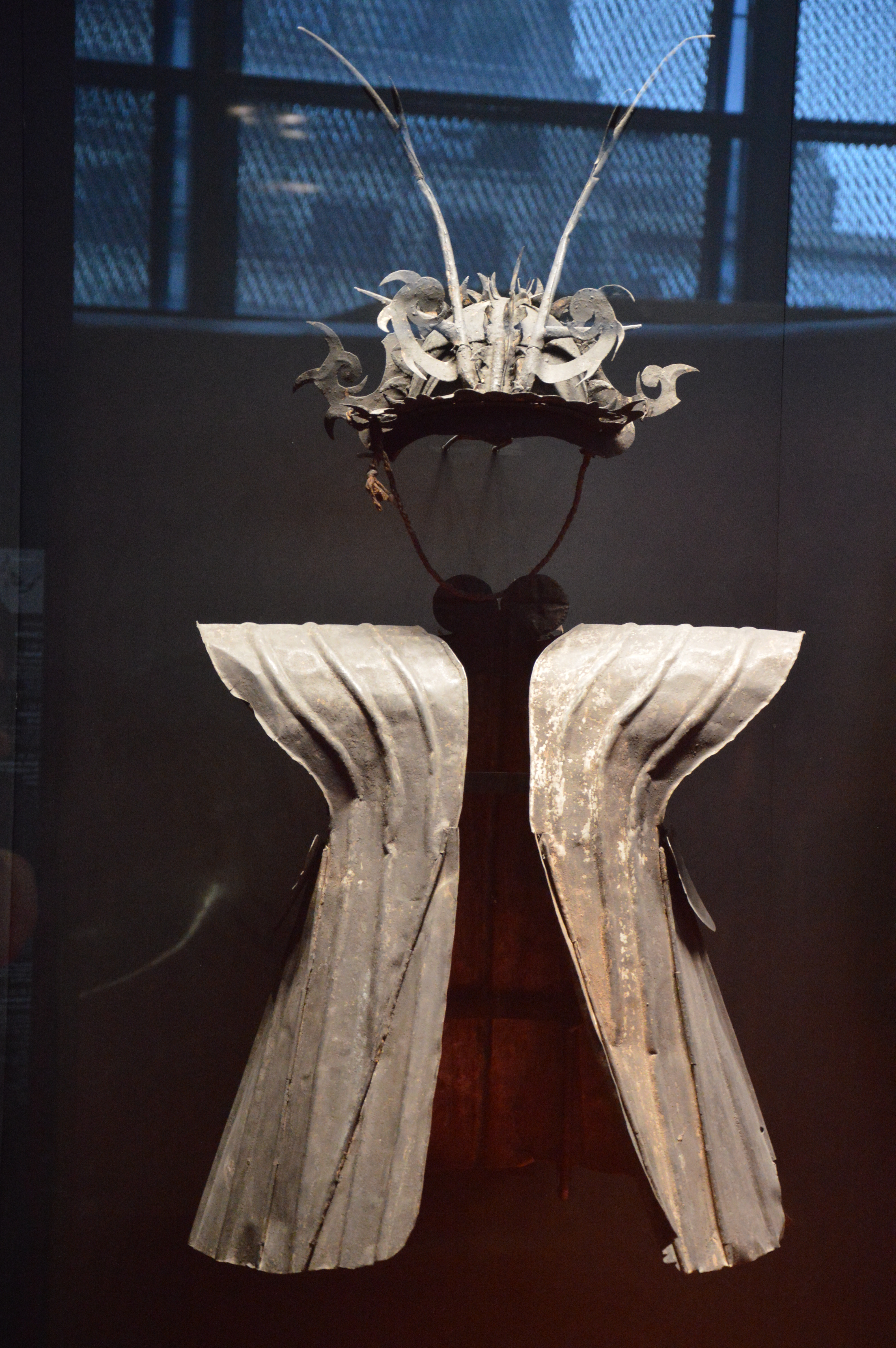
Armure baru oroba, Nias (Indonésie).

### Collections d'Océanie

#### Indonésie océanienne

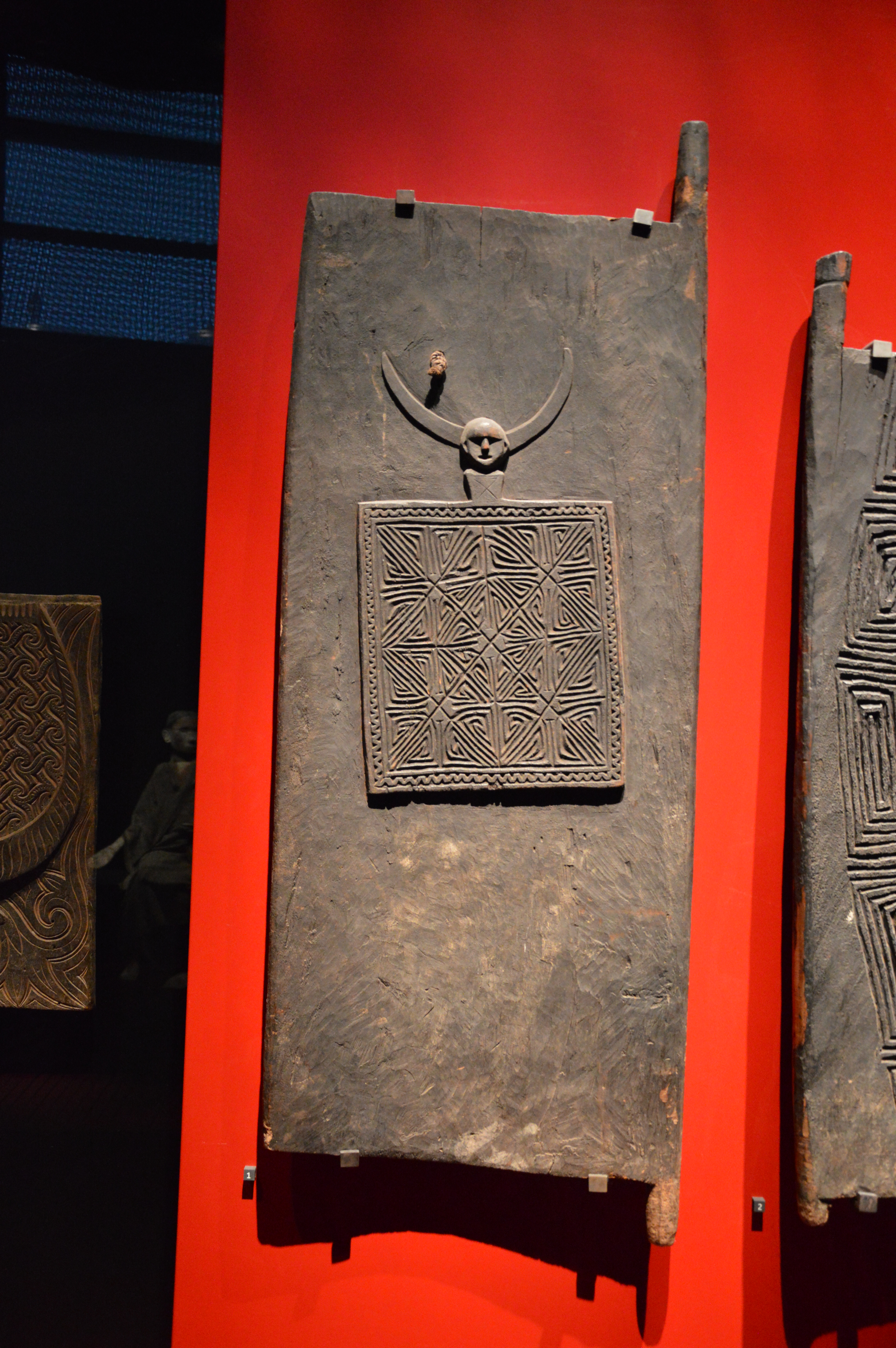
Porte, Tetum (Indonésie).
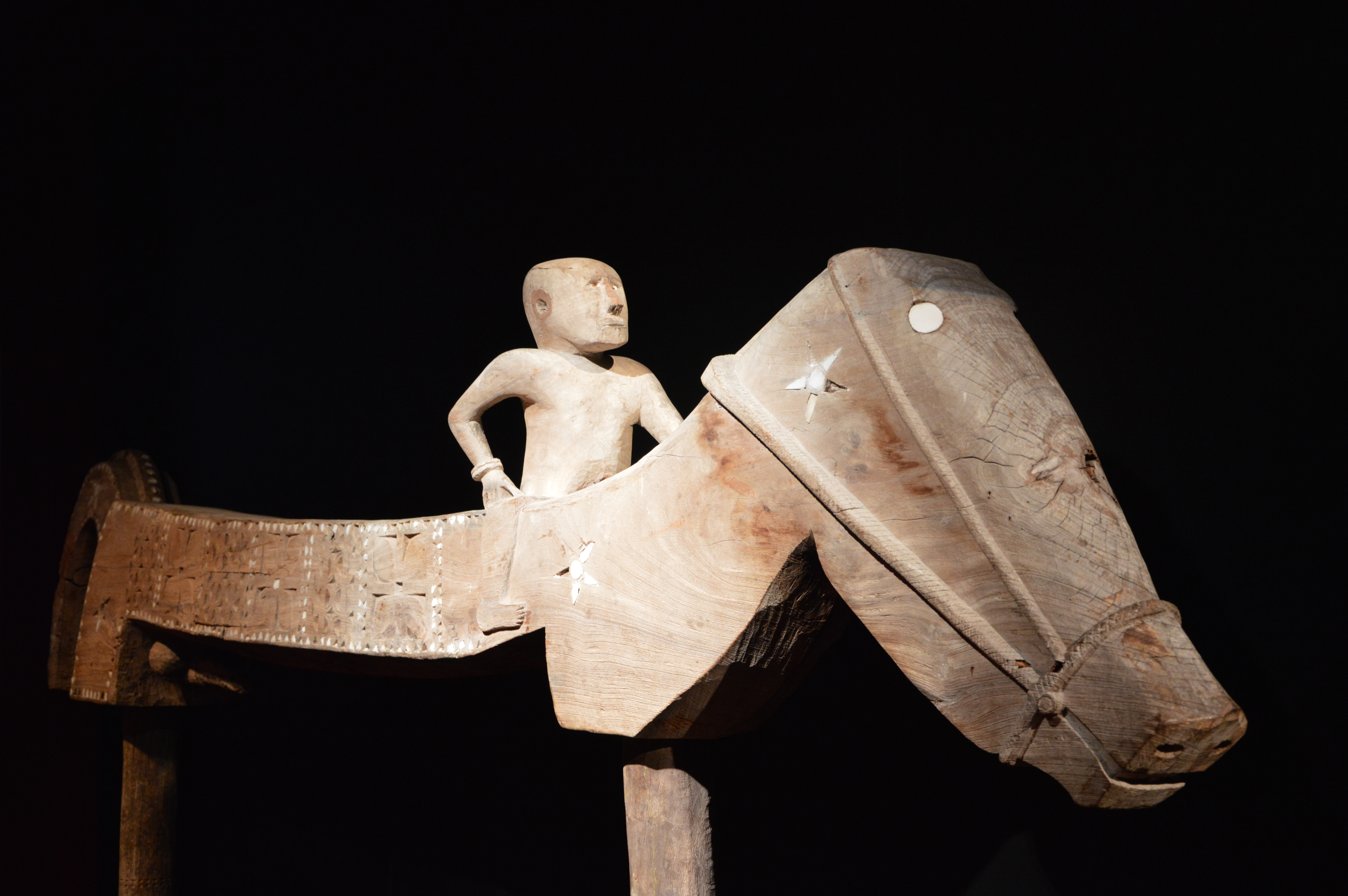
Cavalier ja yeda, Nage (Indonésie).
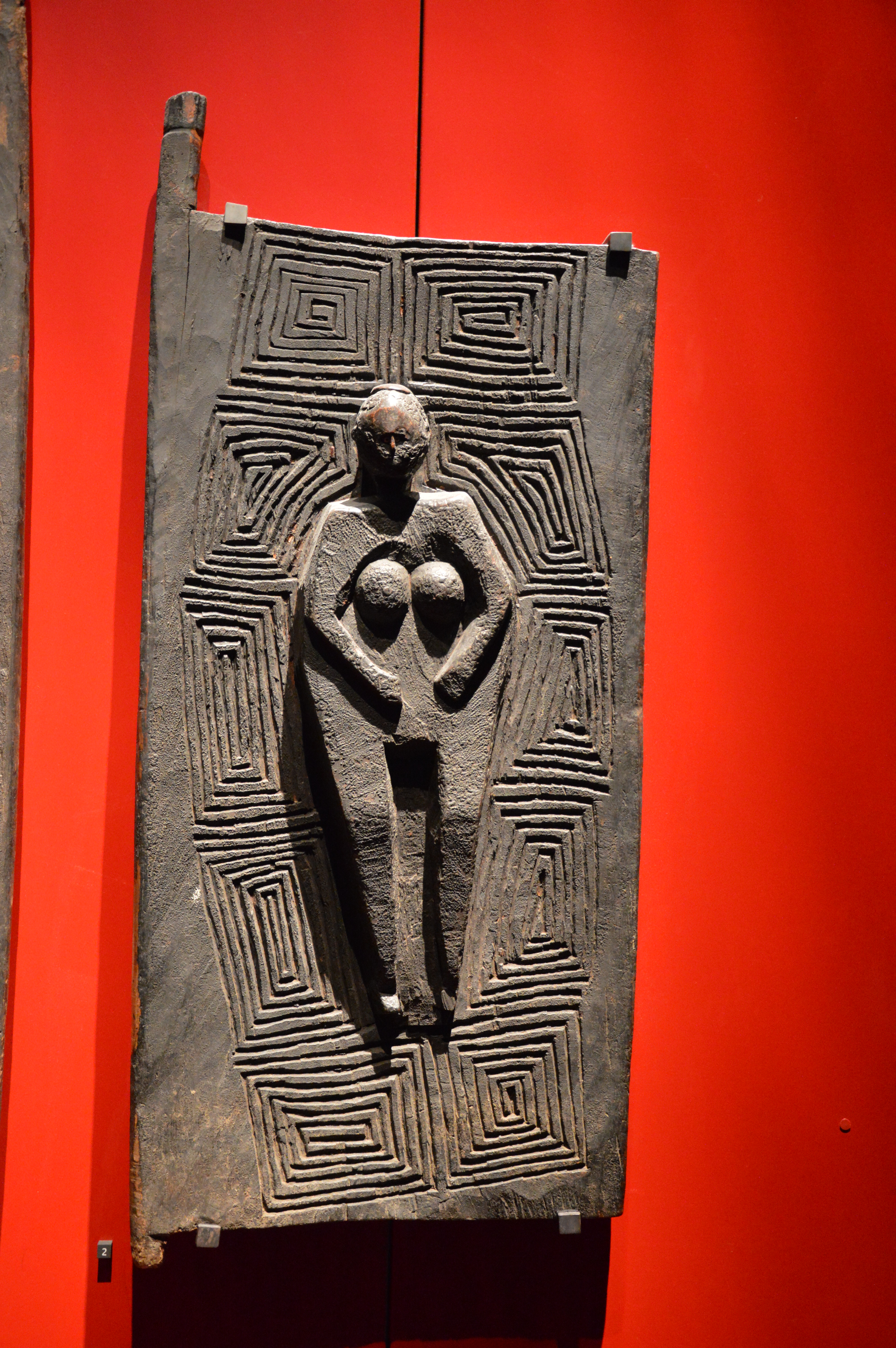
Porte, Tetum (Indonésie).

#### Papouasie

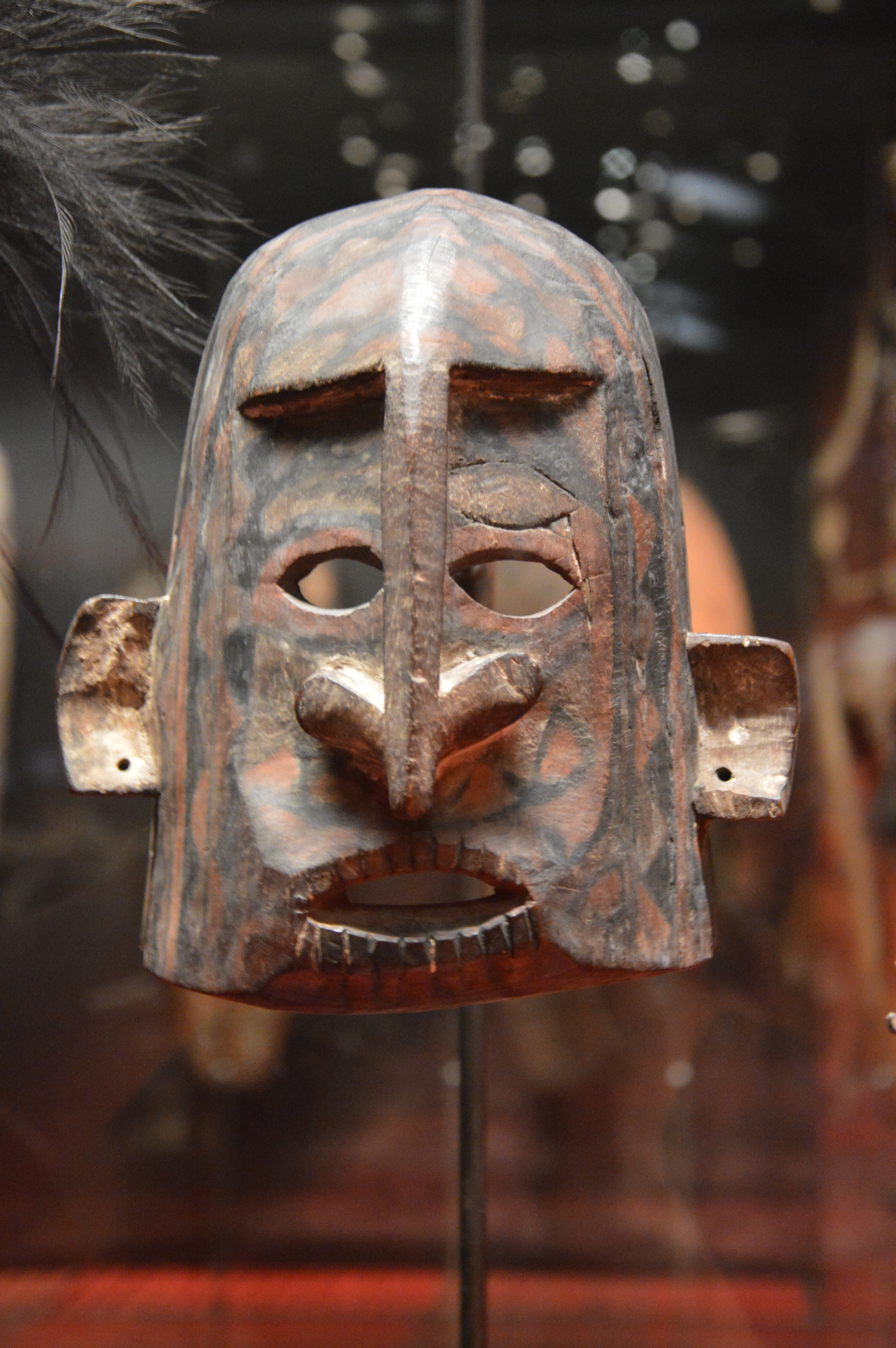
Masque de danse, Papouasie (Indonésie).
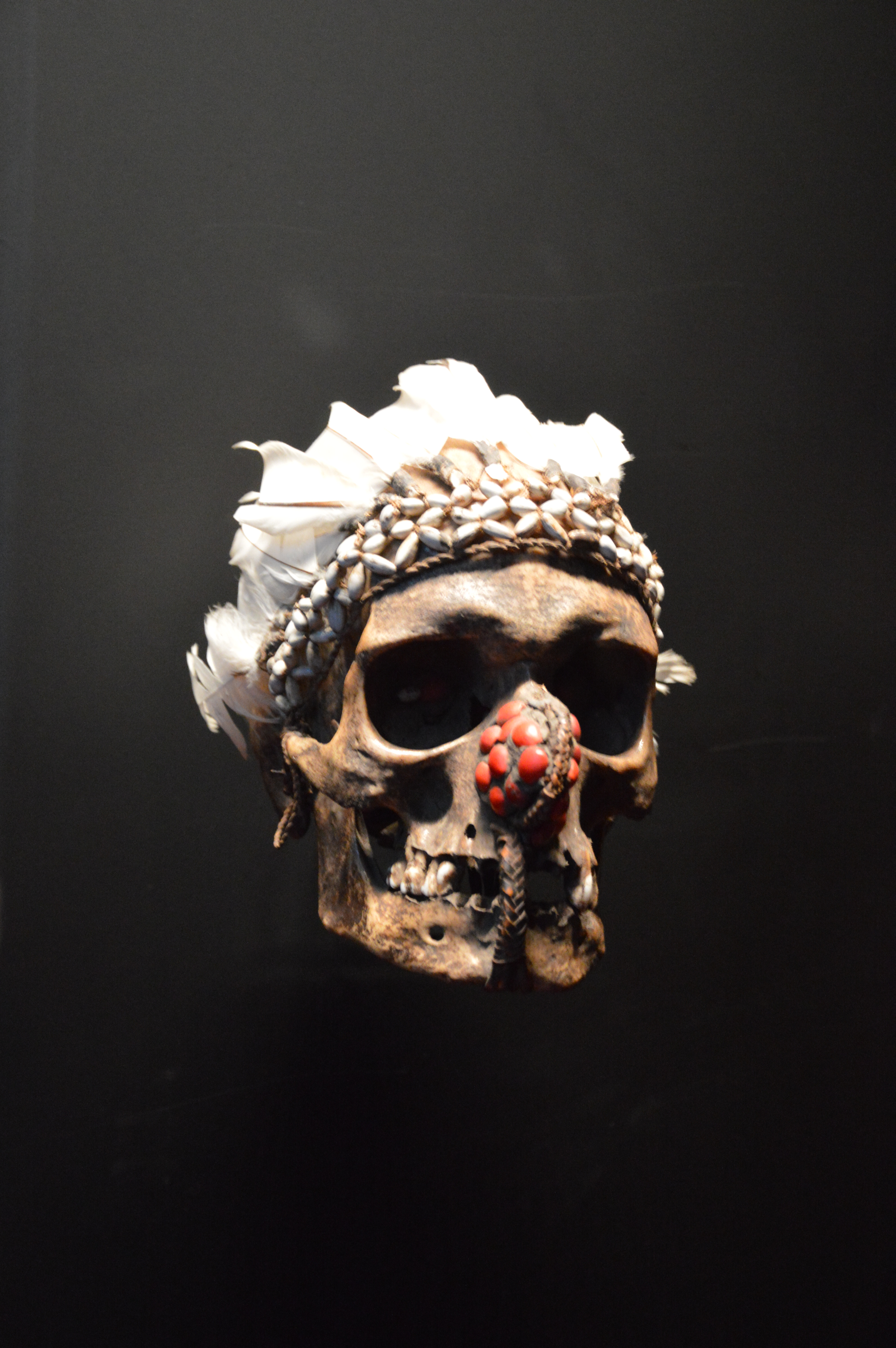
Crâne d'ancêtre, Asmat, Papouasie (Indonésie).
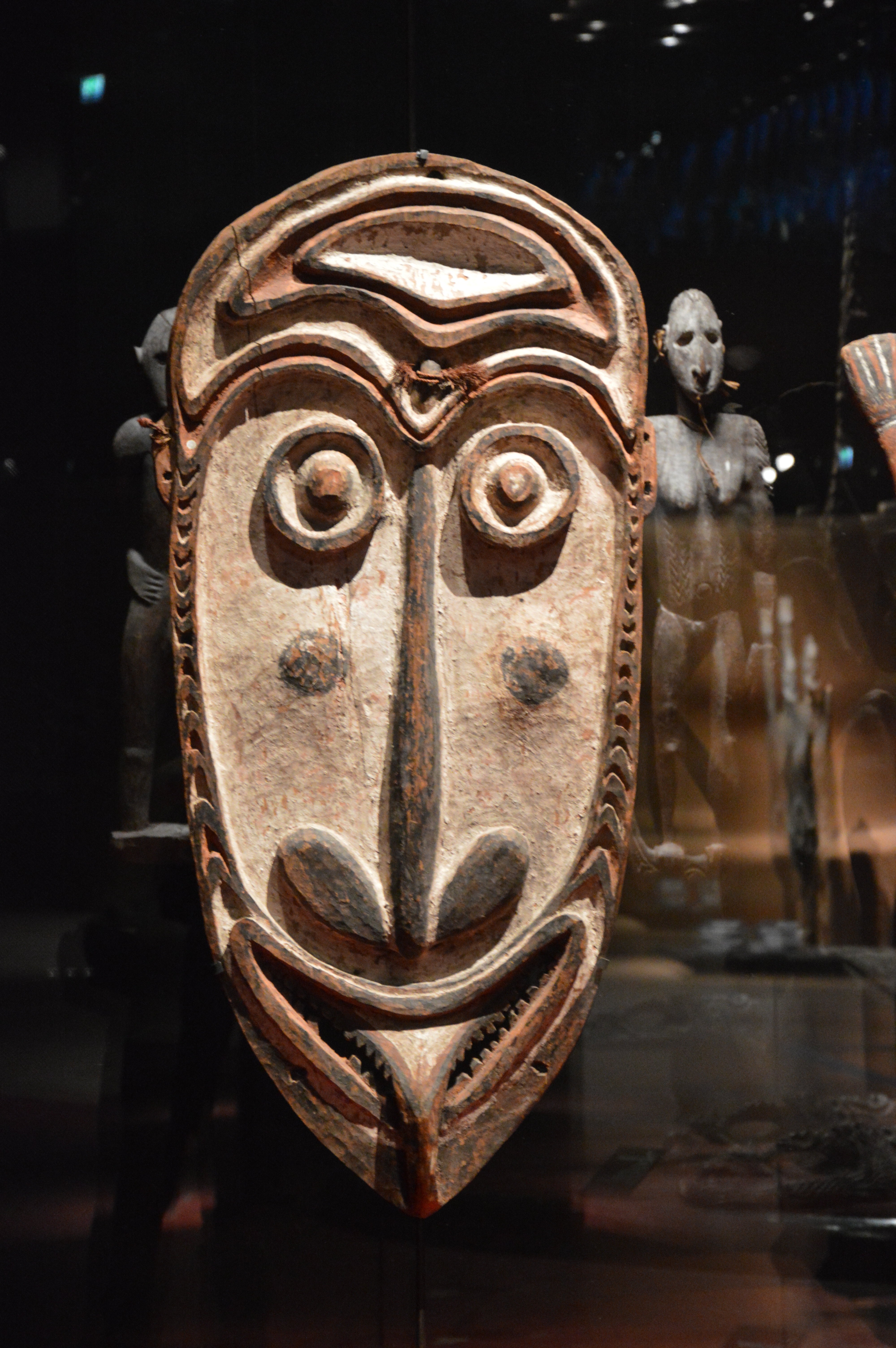
Masque de façade, Chambri (Papouasie-Nouvelle-Guinée).
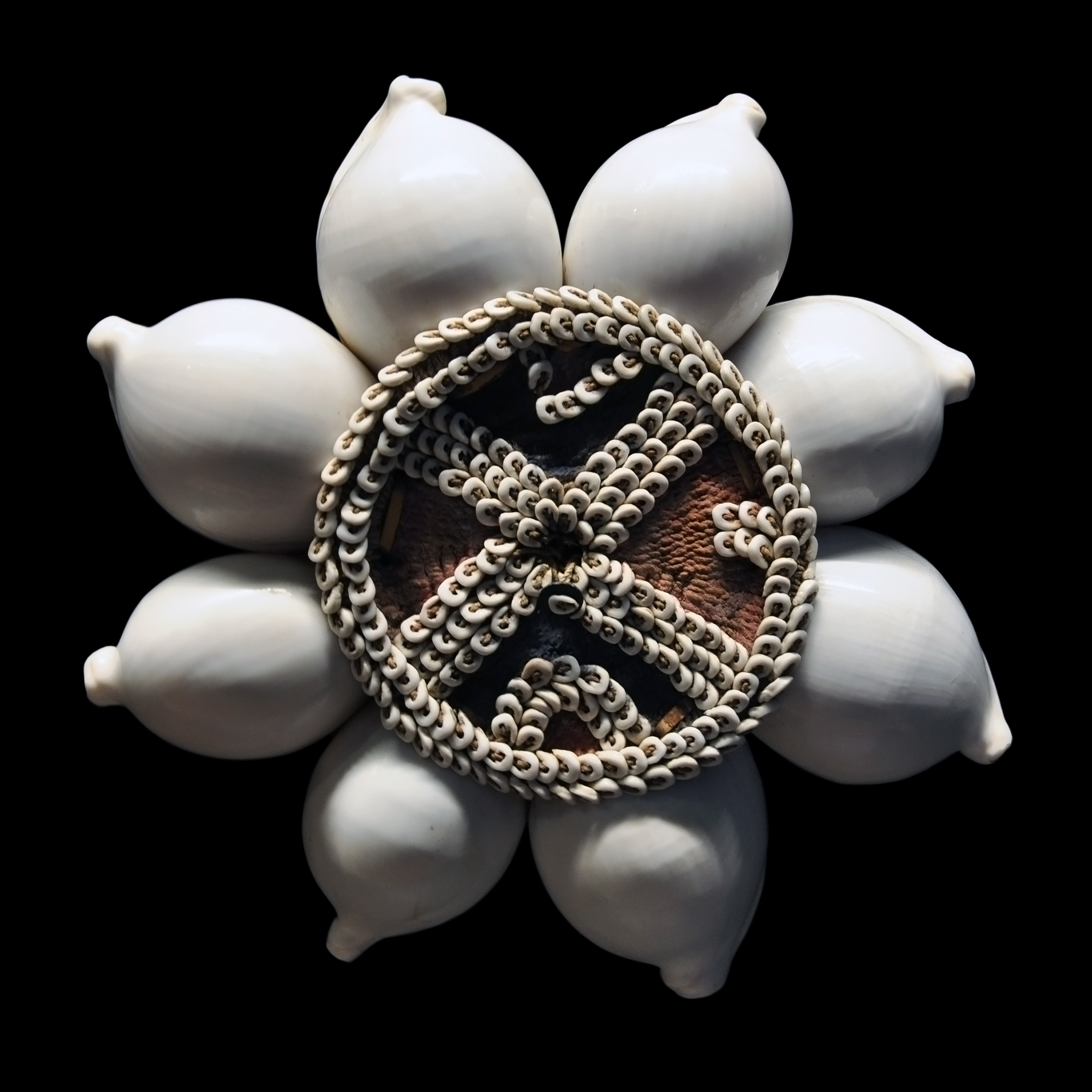
Pectoral (Papouasie-Nouvelle-Guinée).
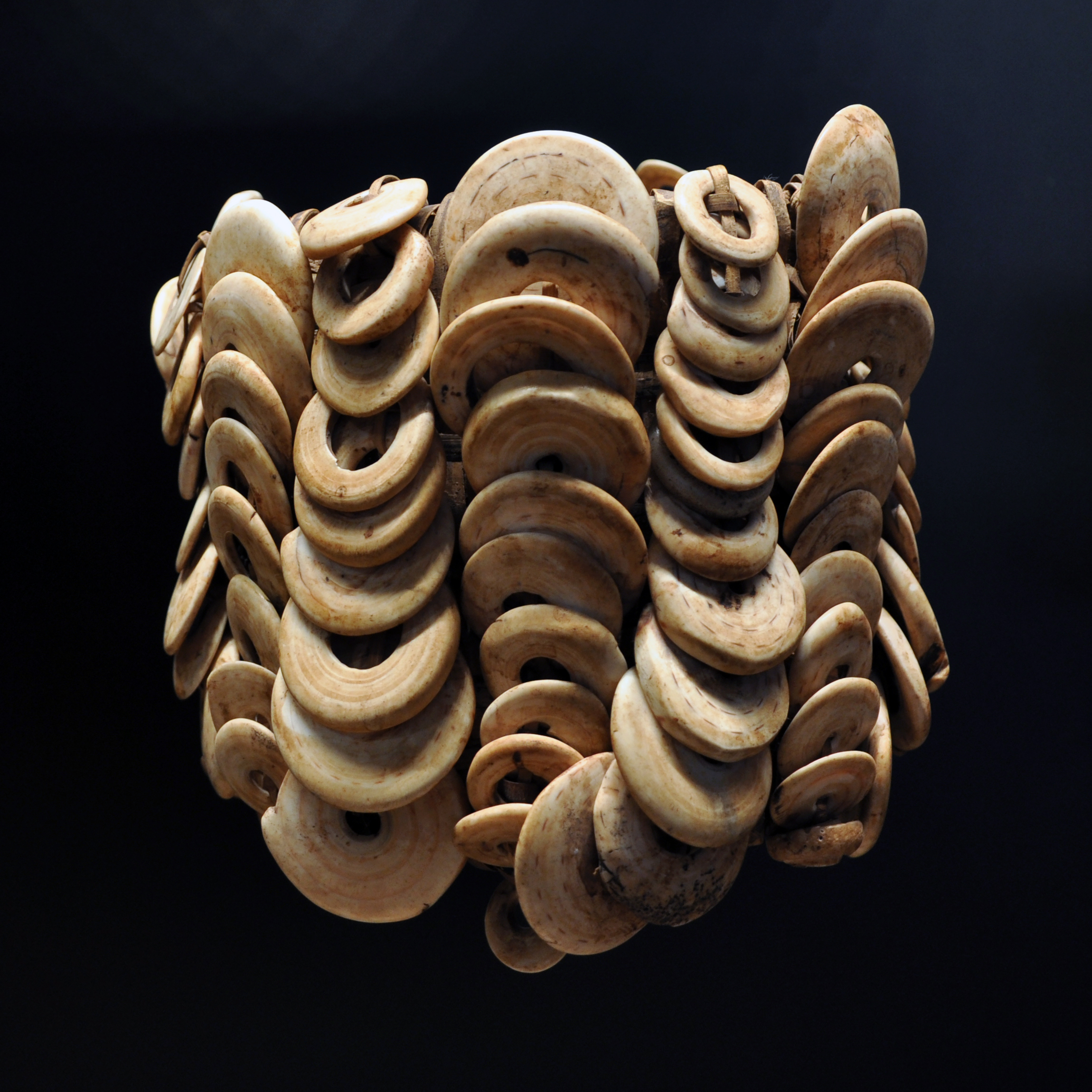
Brassard « tamboo », Iatmul (Papouasie-Nouvelle-Guinée).

#### Australie

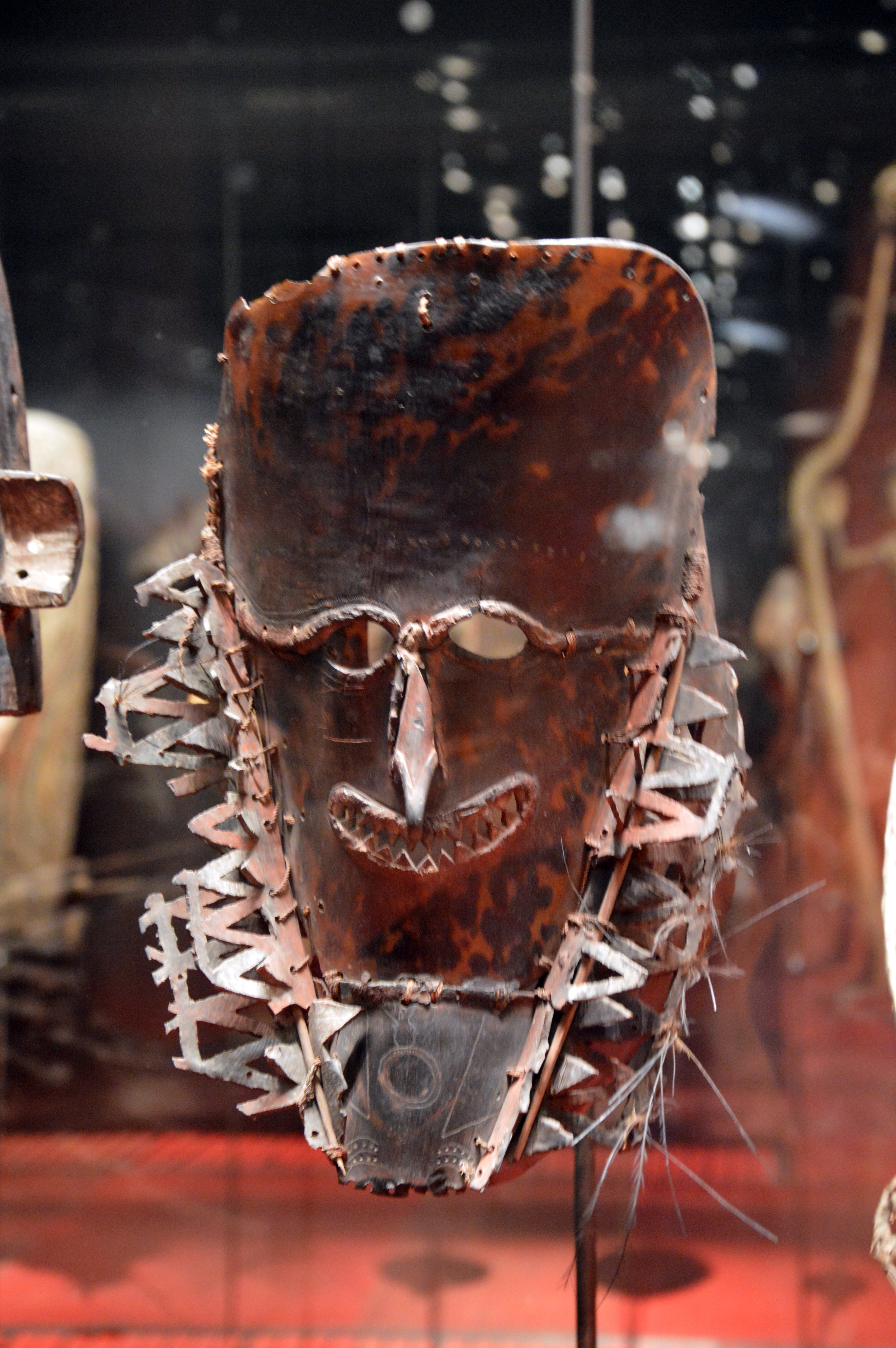
Masque de deuil (Australie).
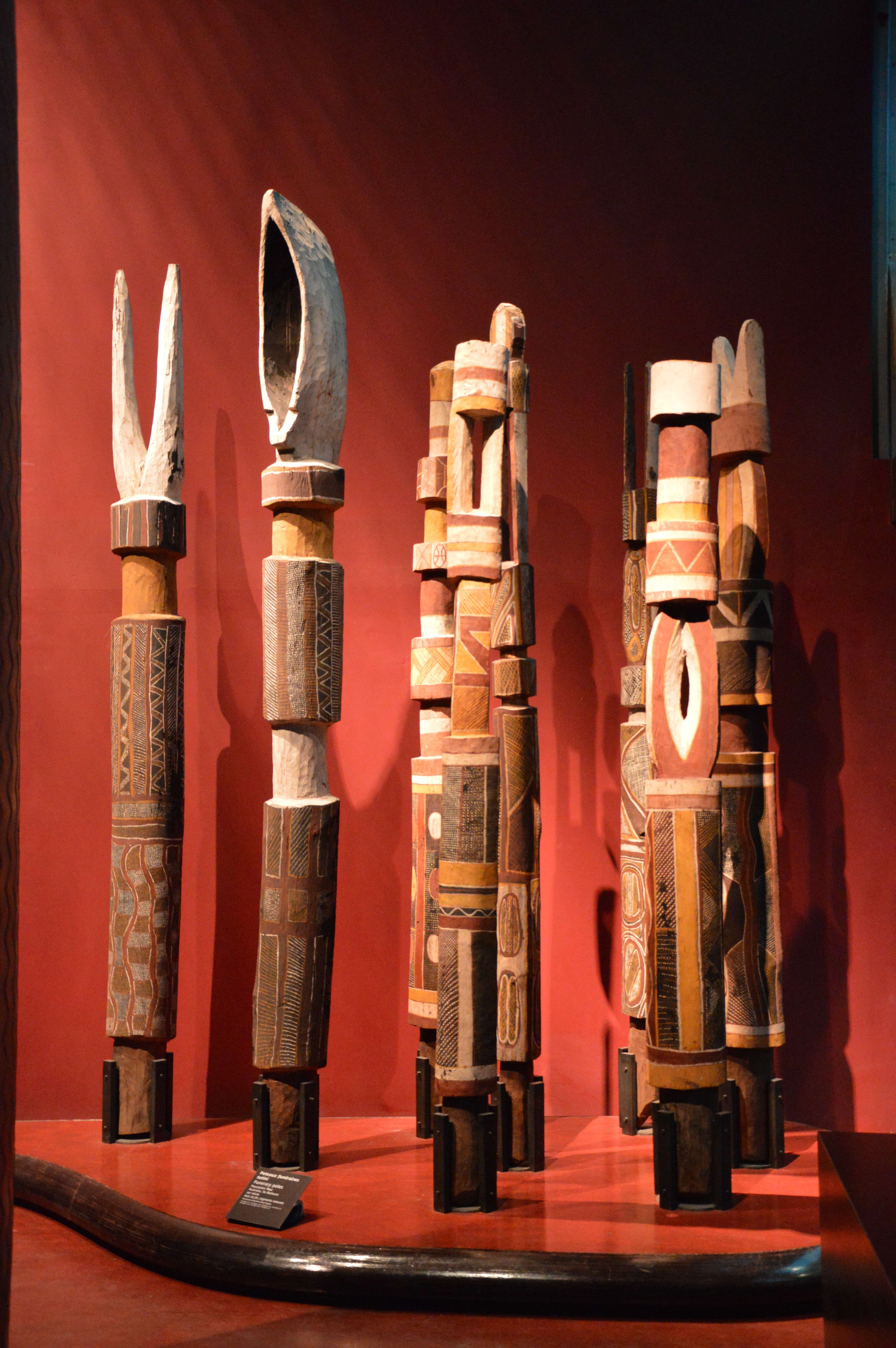
Poteaux funéraires, Tiwi (Australie).

### Collections Beaux arts

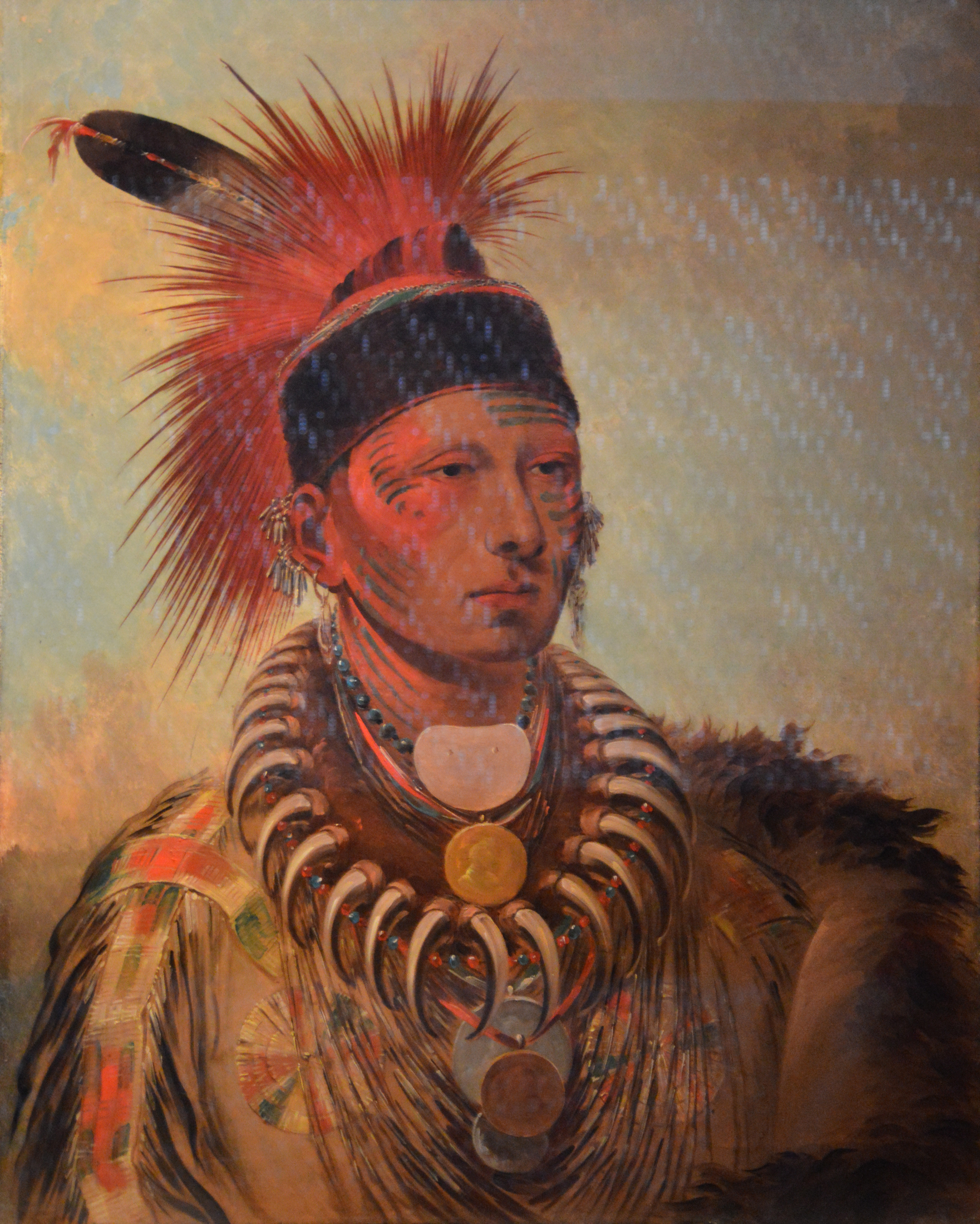
Portrait de Mu-ho-she-kaw (Nuage blanc), chef des Iowas du Missouri, George Catlin, huile sur toile, 1846.
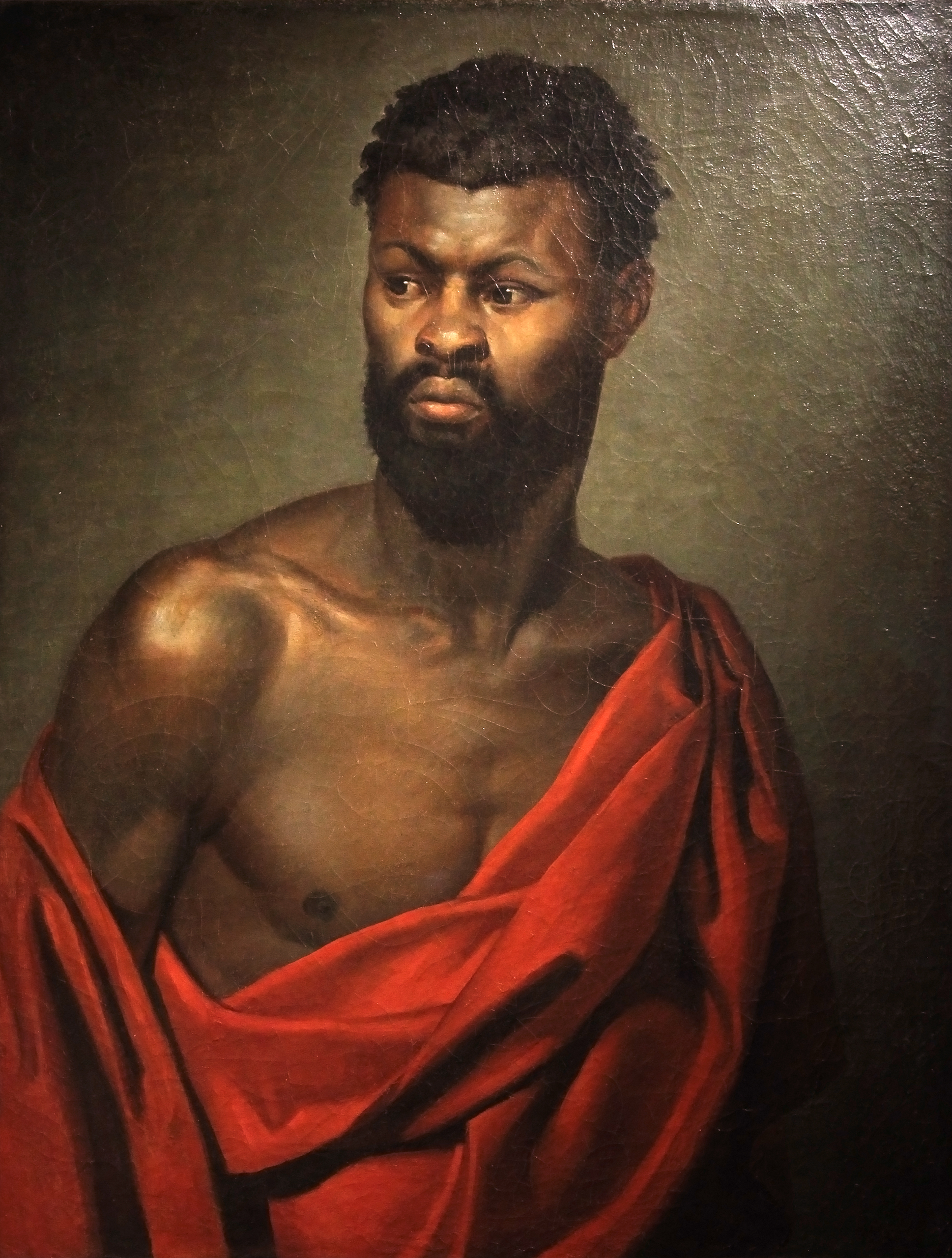
Portrait d'un homme noir, huile sur toile, vers 1850.
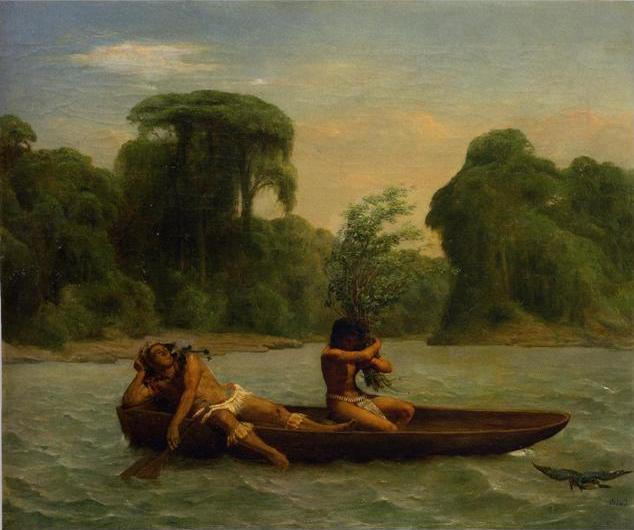
Deux indiens d'Amazonie en pirogue, François-Auguste Biard, huile sur toile, vers 1860.
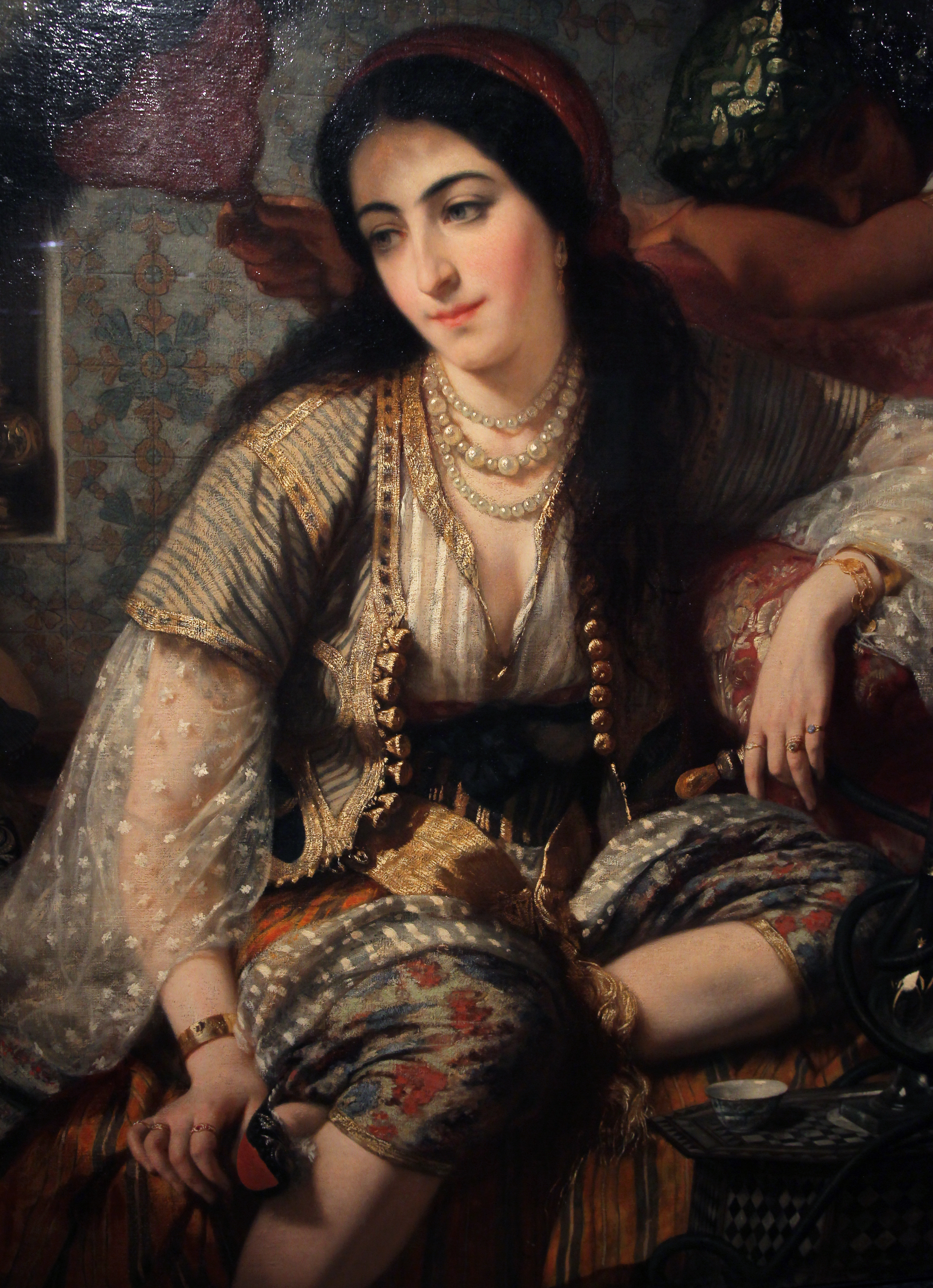
Algérienne et son esclave, Ange Tissier, huile sur toile, 1860.
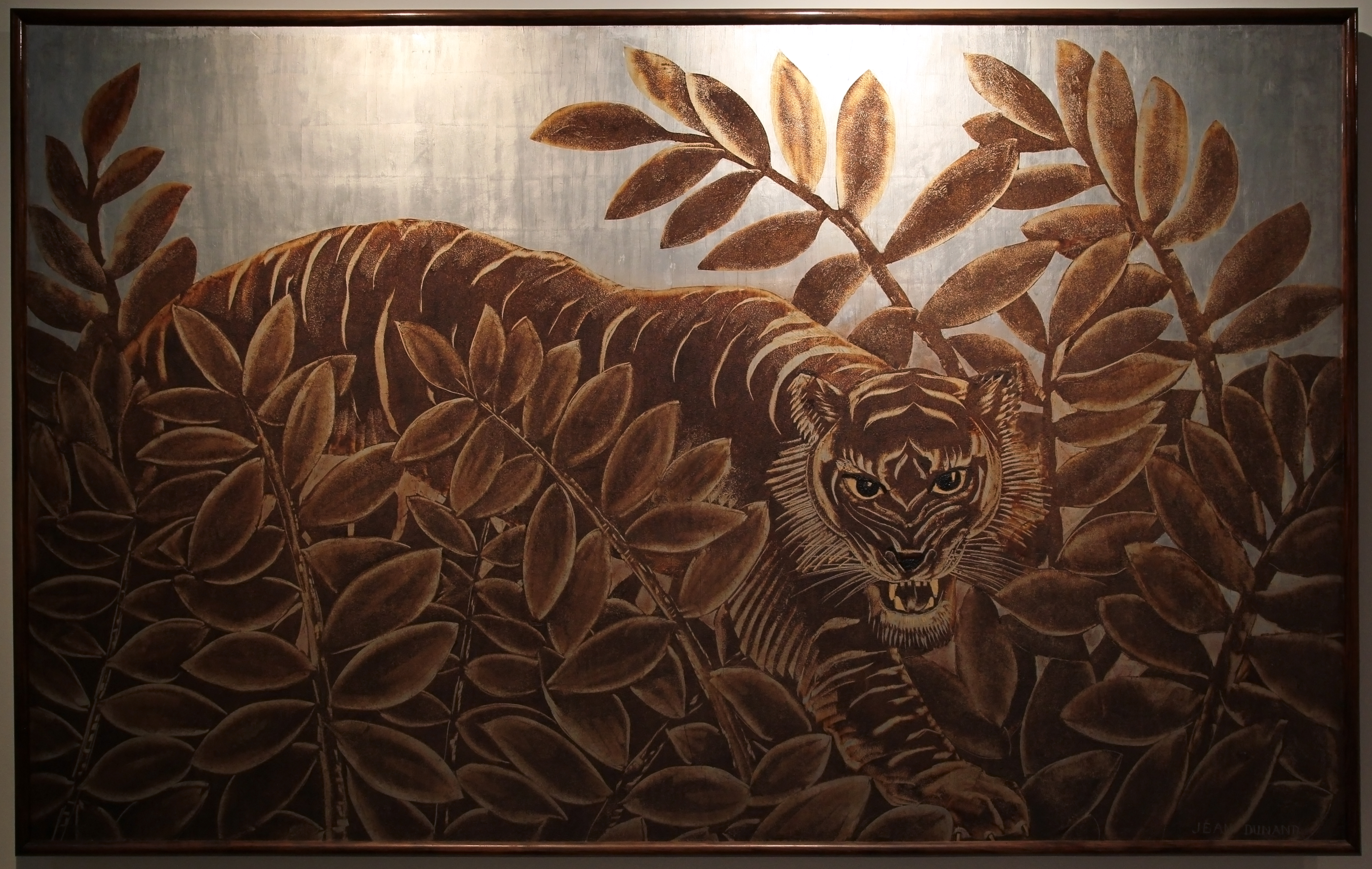
Tigre à l'affût, Jean Dunand, laque arrachée et feuilles métalliques sur contreplaqué, 1930.
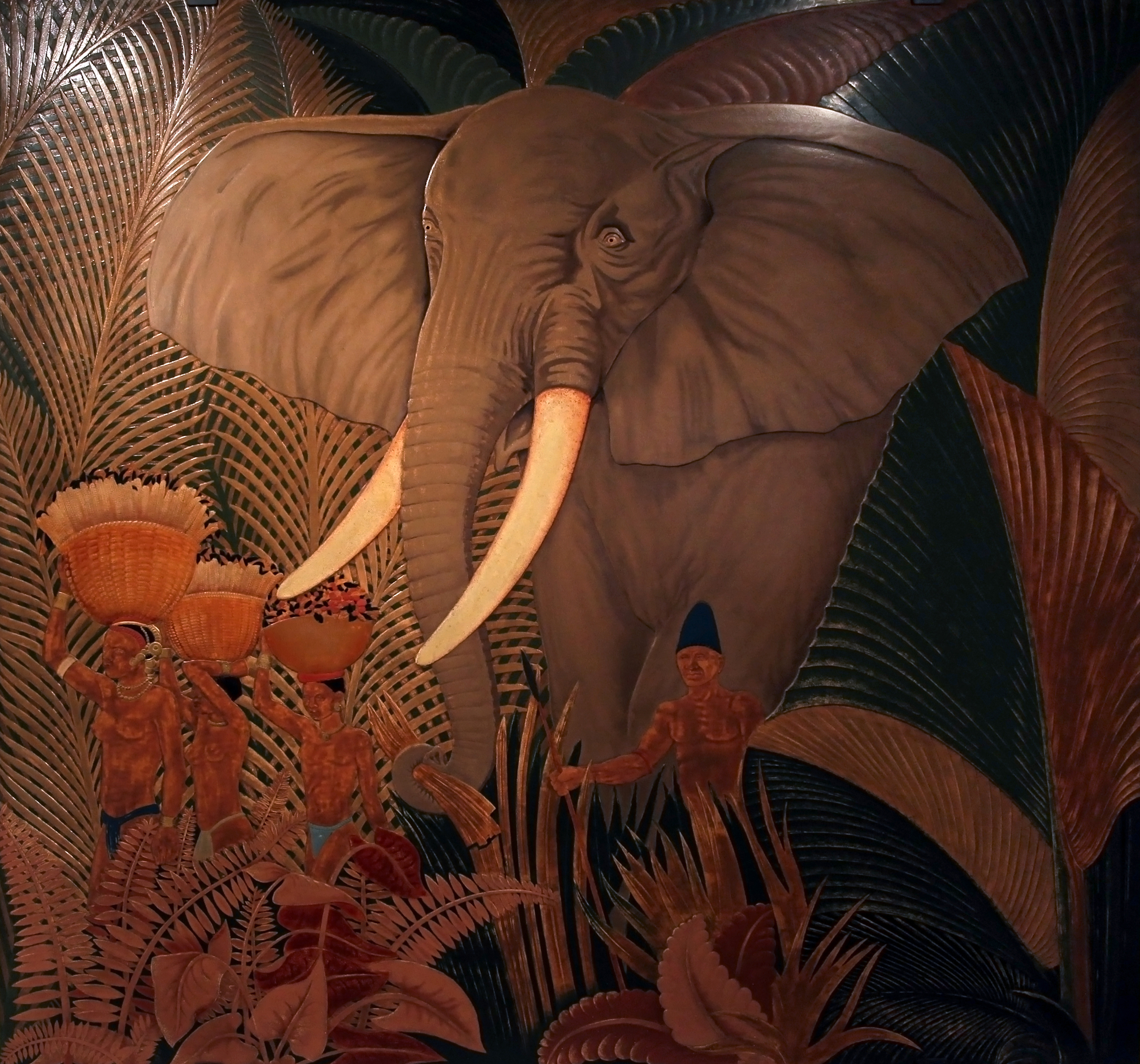
Eléphant, Jean Dunand, laque synthétique, peinture et coquille d'oeuf sur contreplaqué, 1942.

## Expositions temporaires

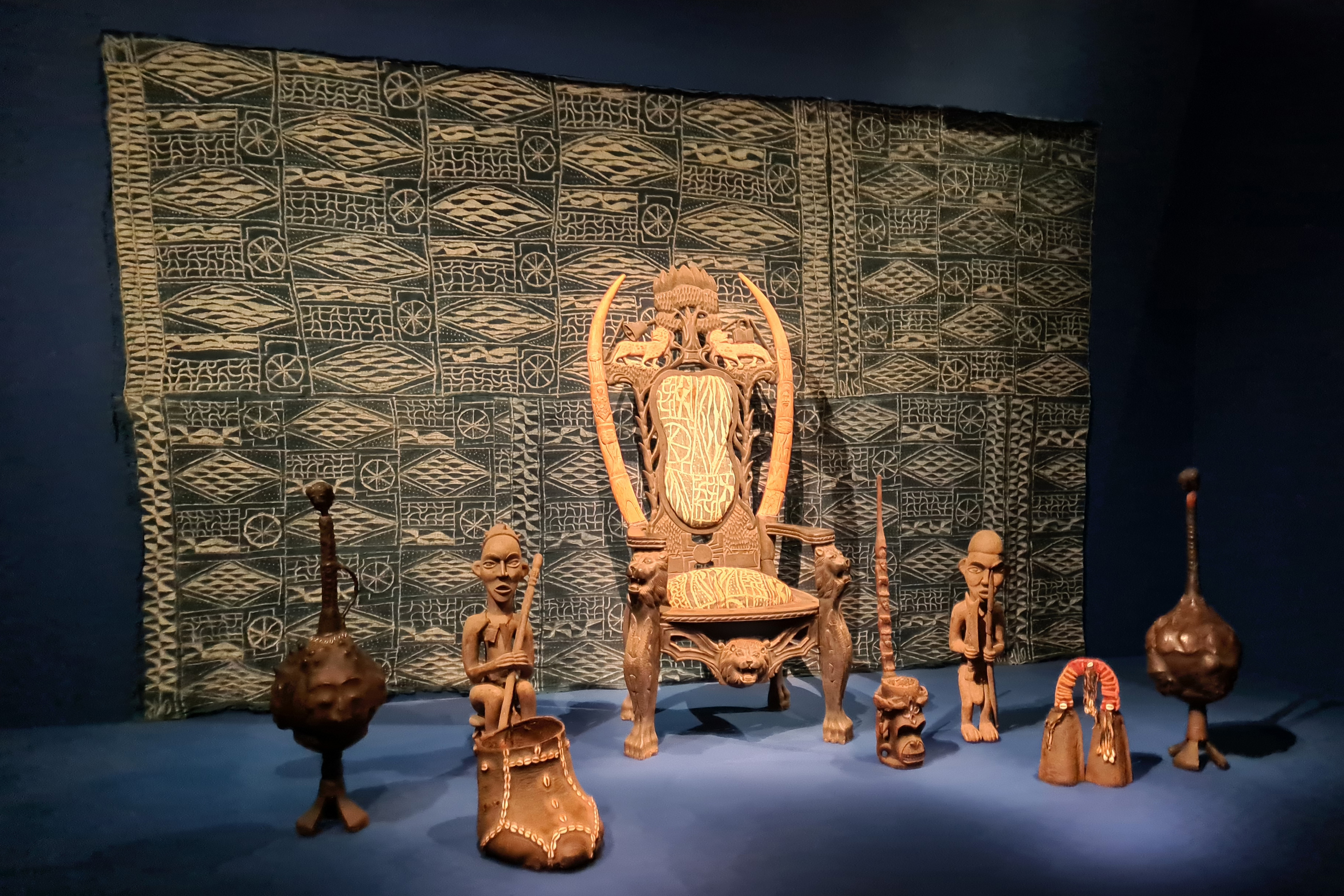
Sur la route des chefferies du Cameroun (2022), trône et attributs du Chef de Foto.

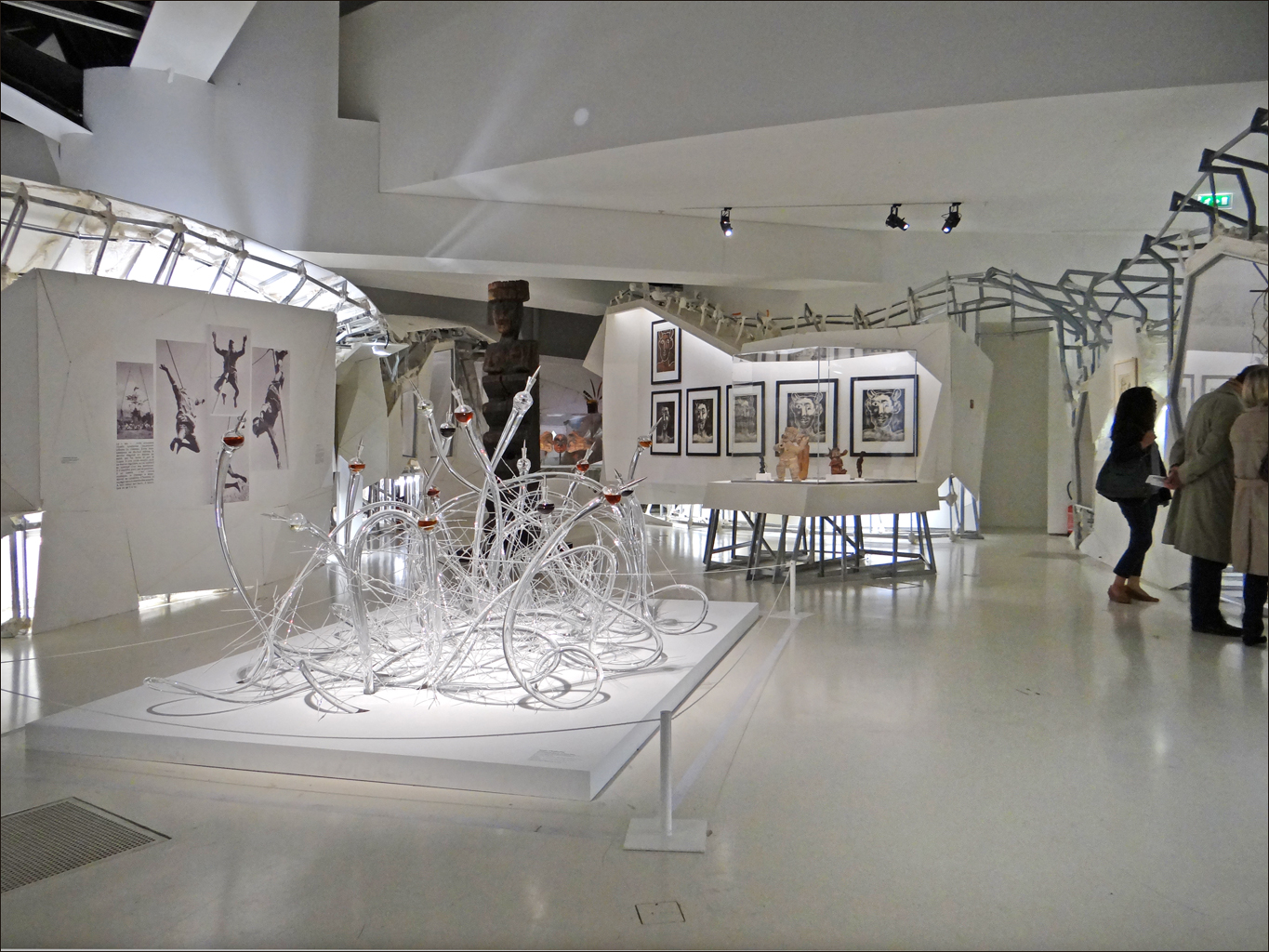
Salles d'expositions temporaires au rez-de-chaussée, Les maîtres du désordre (2012).

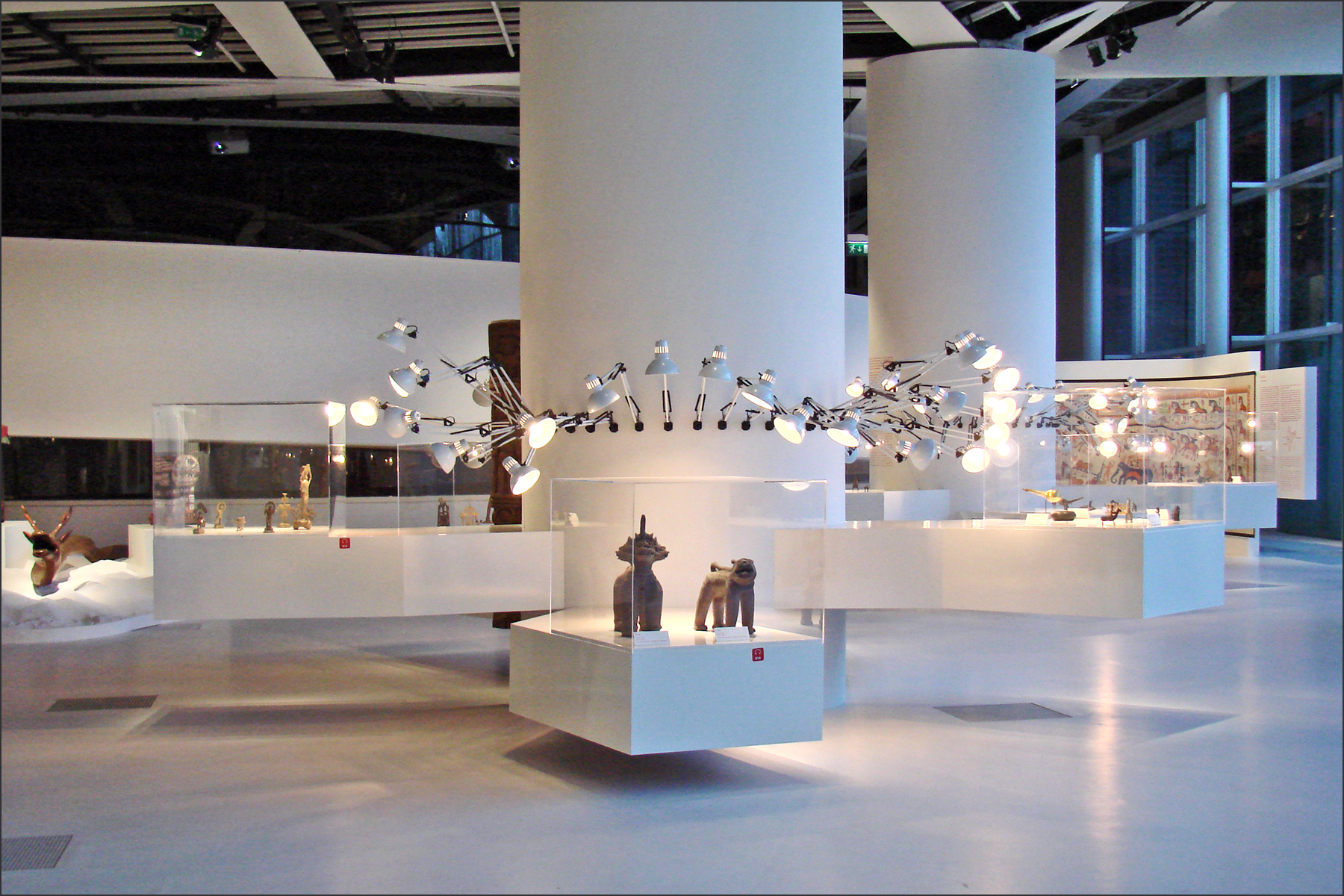
Autres maîtres de l'Inde (2010).

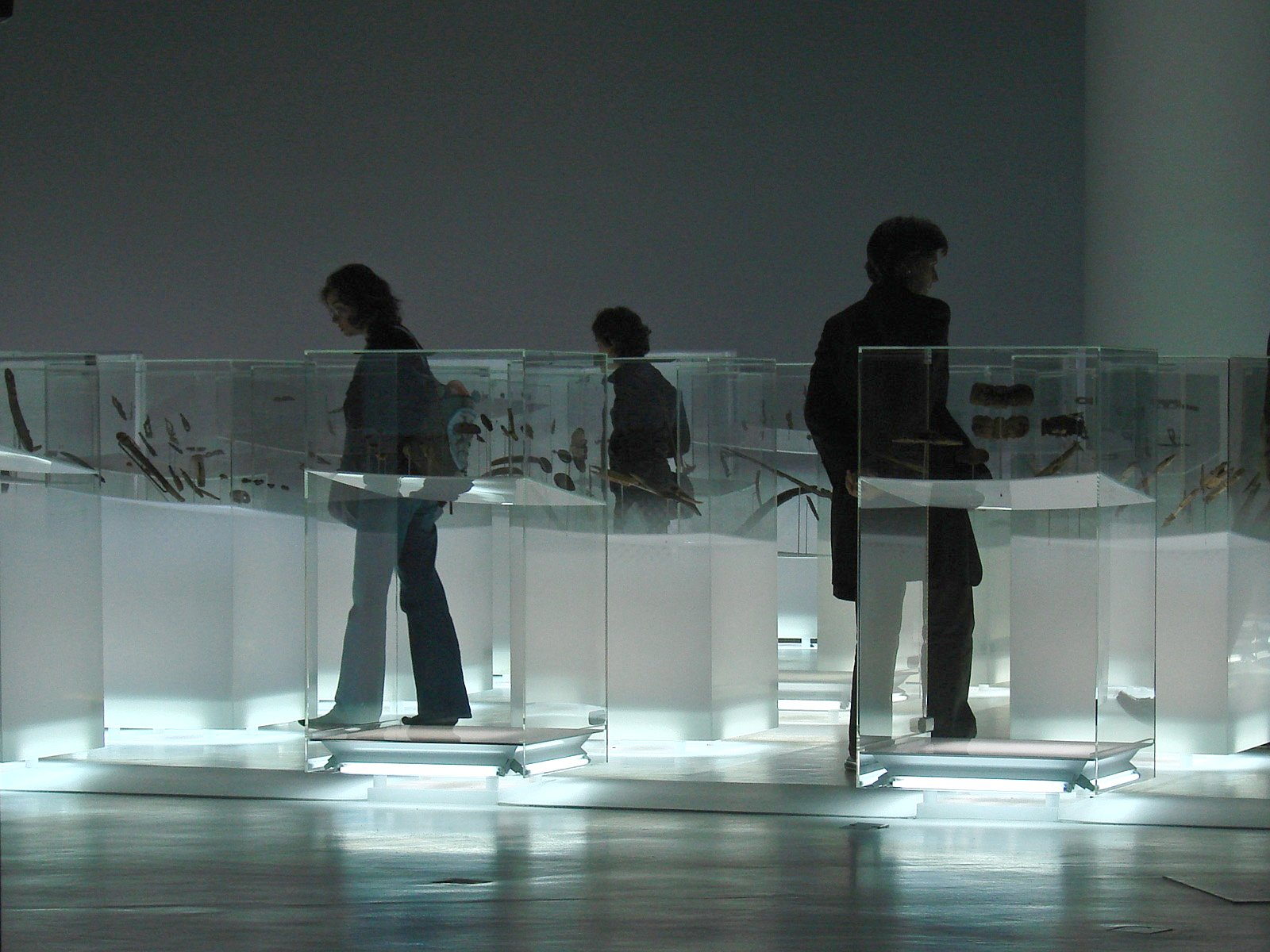
Les Arctiques (2009).

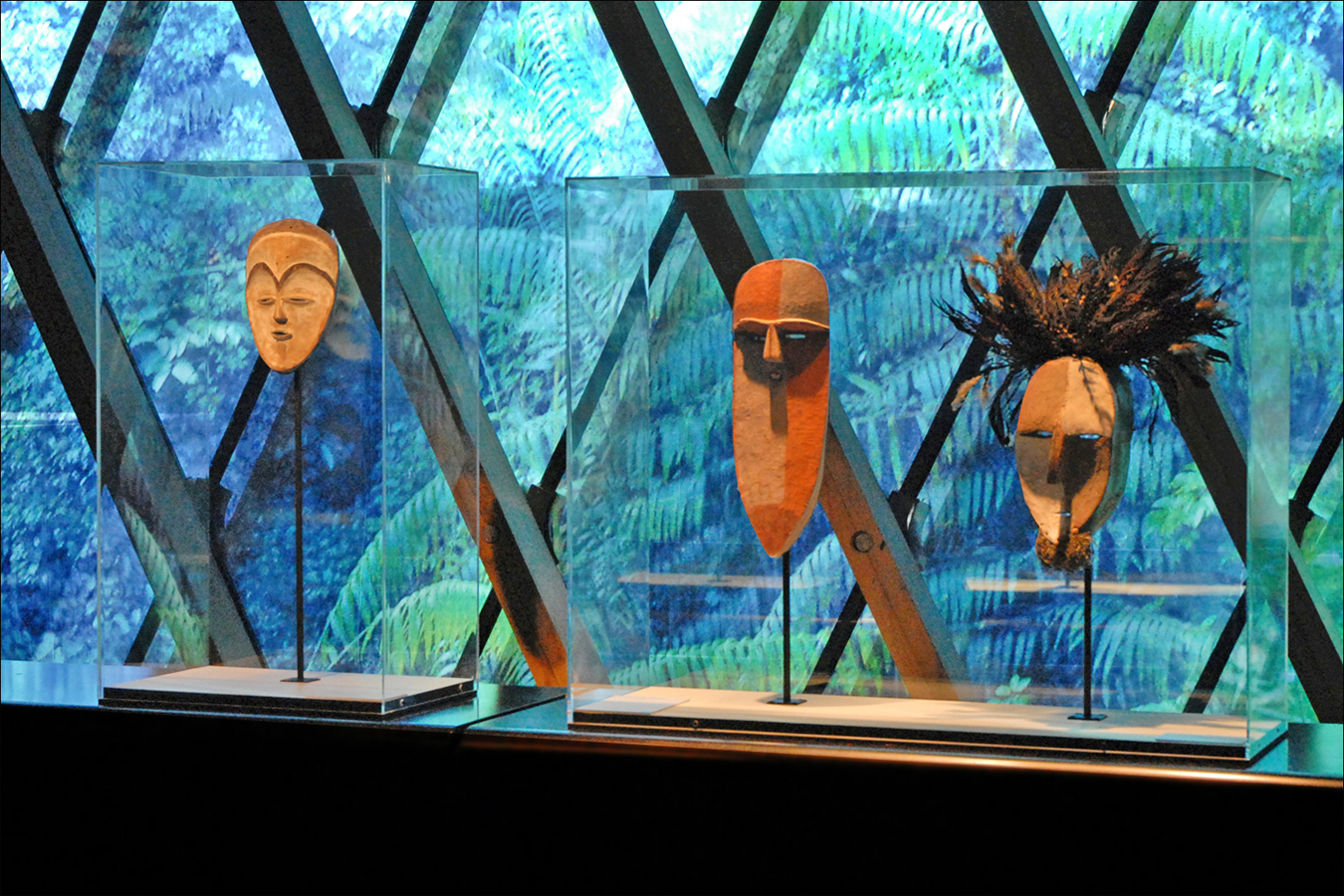
Salles d'exposition en mezzanines : Fleuve Congo (2010).

Le musée a été conçu pour accorder une large place aux expositions temporaires, qui bénéficient de 40 % de sa surface accessible et dont le nombre s'est élevé à 86 en dix ans (2007-2016). La vaste galerie modulable du rez-de-chaussée contraste par sa clarté et sa luminosité avec le plateau des collections permanentes et autorise un renouvellement innovant et de qualité de sa muséographie.

### 2025-2026 (prévu)
- Mission Dakar-Djibouti (1931-1933) : Contre-enquêtes
- Tarō Okamoto. Un Japon réinventé
- Au fil de l'or. L'art de se vêtir de l'Orient au Soleil-Levant
- Objets en question. Archéologie, ethnologie, avant-garde

### 2024-2025
- Wayang Kulit. Théâtre d'ombres de Java et Bali
- Zombis. La mort n'est pas une fin ?
- Les collections ont leur bande-son. Nouveau parcours sonore du musée
- Taïnos et Kalinagos des Antilles
- Mexica. Des dons et des dieux au Templo Mayor
- Myriam Mihindou. Ilimb, l'essence des pleurs
- Déborder l'anthropologie. Zora Neale Hurston, Eslanda Goode Robeson, Katherine Dunham

### 2023-2024
- Visions chamaniques. Arts de l'Ayahuasca en Amazonie péruvienne
- Kehinde Wiley. Dédale du pouvoir
- Fancy ! Pagnes commémoratifs en Afrique
- Bollywood Superstars. Histoire d'un cinéma indien
- Tapisserie d’Aubusson : Ashitaka soulage sa blessure démoniaque. D’après le film d'Hayao Miyazaki Princesse Mononoké (1997)
- Anne Eisner (1911-1967). Une artiste américaine au Congo
- Ouvrir l'album du monde. Photographies (1842-1911)
- Songlines. Chant des pistes du désert australien
- Senghor et les arts. Réinventer l'universel

### 2022-2023
- Kimono
- La Réserve des non-dits, dans le cadre de la Résidence sonore 2022
- Carnets kanak. Voyage en inventaire de Roger Boulay
- Black Indians de La Nouvelle-Orléans
- Pouvoir et prestige. Art des massues du Pacifique
- Micro mondes. Vivre avec les petits êtres
- Future Lullaby : la berceuse d'hier, d'aujourd'hui et de demain
- Sur la route des chefferies du Cameroun
- Dinh Q. Lê. Le fil de la mémoire et autres photographies
- Wampum. Perles de diplomatie en Nouvelle-France

### 2021-2022
- La part de l'ombre. Sculptures du sud-ouest du Congo
- Bénin, la restitution de 26 œuvres des trésors royaux d’Abomey
- Maro ʻura. Un trésor polynésien
- Ultime combat. Arts martiaux d’Asie
- Guḻarri. Paysages de l'eau au nord de l'Australie
- Désir d'humanité. Les univers de Barthélémy Toguo
- The African Shed Laboratory
- Ex Africa. Présences africaines dans l'art d'aujourd'hui

## Revue
Le musée publie depuis 2005 la revue d'anthropologie et de muséologie Gradhiva. Cette revue, fondée par Michel Leiris et Jean Jamin en 1986, est consacrée à la recherche contemporaine en ethnologie, à l'histoire de l'anthropologie, aux archives de grands ethnologues et aux esthétiques non-occidentales. De par sa destination, Gradhiva s'intéresse régulièrement aux collections du musée du Quai Branly.

## Controverses

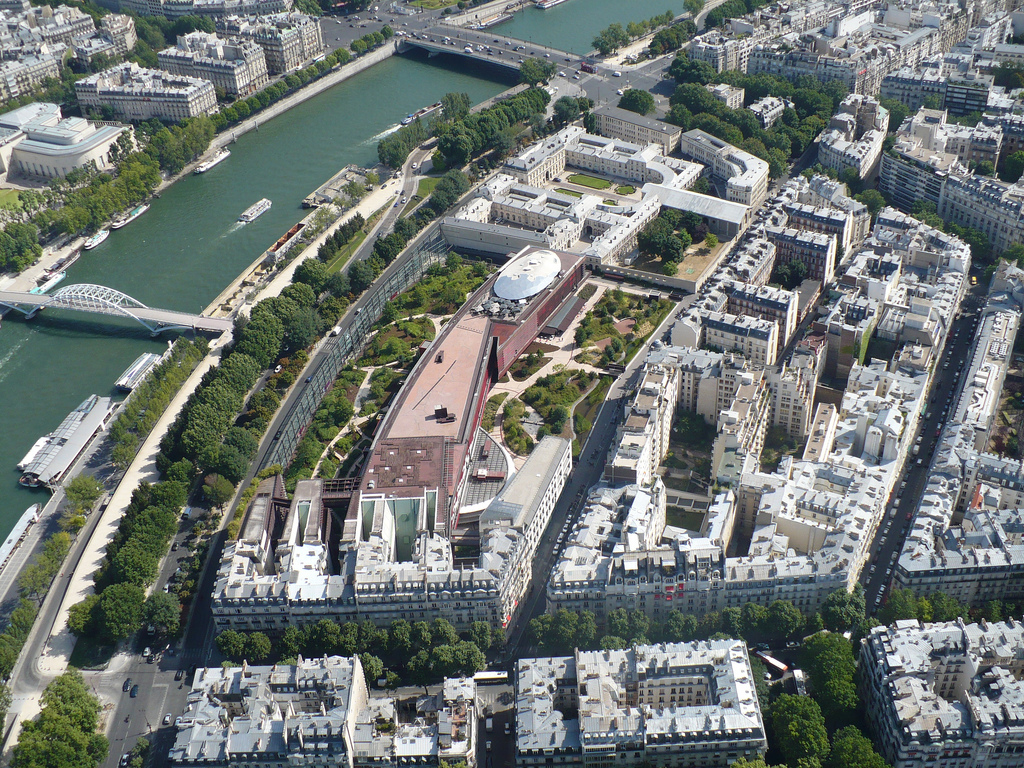
Vue aérienne du musée du quai Branly

### Après l'ouverture
Tandis que depuis 1992, le musée national de Nouvelle-Zélande Te Papa Tongarewa demande le retour de tous les restes de dépouilles māories dispersées de par le monde, Stéphane Martin, directeur du musée du Quai Branly à Paris, s'est opposé, pour des raisons scientifiques, à la destruction alors envisagée des têtes de guerriers Maoris conservées en France, dont 7 dans son musée. Selon le directeur, « les crânes sont conservés à l’abri dans une pièce très spéciale et ne seront pas exposés au public ». En effet, pour les partisans de la restitution, ces têtes étaient considérées comme des morceaux de corps humains devant être rendues au nom de la loi sur la bioéthique de 1994, position qui ne sera pas retenue par la jurisprudence, tandis que pour la ministre de la Culture de l'époque, Christine Albanel, en vertu de l'article 11 de la loi du 4 janvier 2002 sur les musées de France, il s'agissait, à raison, de pièces de collections publiques (en l'occurrence anthropologiques), qui à ce titre étaient inaliénables à défaut d'une procédure préalable de déclassement (ou d'une loi spéciale). En réponse à cette polémique initiée par la presse anglo-saxonne, la ministre chargea Stéphane Martin de l'organisation d'un « colloque international »(Archive.org • Wikiwix • Archive.is • Google • Que faire ?) sur la question, qui s'est tenu du 22 au 23 février 2008 et qui a abouti à la restitution des têtes le 23 janvier 2012, par la loi spéciale no 2010-501 du 18 mai 2010, après vérification génétique, la ministre ne s'étant en réalité jamais opposée au principe même de cette restitution, mais uniquement à la procédure illégale suivie par les autorités rouennaises, avec la complicité du gouvernement néo-zélandais, pour restituer l'une des 21 têtes conservées en France.
Un autre sujet de controverse est le coût du musée, parfois jugé élevé, tant en ce qui concerne le budget de construction qu'en ce qui concerne les coûts d'exploitation.
Enfin, en juin 2020, a lieu une tentative de vol d'un poteau funéraire d'origine tchadienne, qui est dégradé. Les cinq coupables sont condamnés en octobre à des amendes de 250 à 1 000 euros chacun.
Le 14 avril 2021, le Conseil de Paris vote le renommage de la majeure partie du quai Branly (de la portion située devant le musée jusqu'à la place des Martyrs-Juifs-du-Vélodrome-d’Hiver) « quai Jacques-Chirac », en hommage à l'ancien président de la République française, notamment pour son rôle dans la création du musée.
À la suite d'une intervention de la tibétologue Katia Buffetrille qui remarque que le nom « Tibet » a été remplacé au profit de l’appellation chinoise « région autonome du Xizang », le musée du Quai Branly décide, en 2024, de supprimer ce dernier terme de son catalogue public et de ses cartels : « Le Tibet ne sera plus entre parenthèses et l’appellation Xizang, utilisée depuis plusieurs années, et avant la loi de 2023, sera retirée prochainement ».

#### Articles
- Sally Price, « Dialogue des cultures au musée du Quai Branly », Le Débat, no 148,‎ janvier - février 2008, p. 179-192 (ISSN 1150-4048).
- Rita Di Lorenzo, « Notre musée d’autrui - Réflexions sur la beauté du musée du Quai Branly », MEI – Médiation et Information, Paris, Harmattan, vol. 24-25 (2006),‎ avril 2007.
- Giulia Bogliolo Bruna (dir.), « Thule, Rivista italiana di Studi Americanistici », Regards croisés sur l’objet ethnographique : autour des arts premiers, nos 16-17,‎ 2006.
- Odile Grandet, « Bibliothèque de musée, bibliothèque dans un musée ? », Bulletin des bibliothèques de France, vol. 52, no 4,‎ 2007, p. 5-12 (ISSN 0006-2006).
- (en) Odile Grandet, « The Médiathèque at the musée du Quai Branly in Paris: virtual, but more than that », Art Libraries Journal, vol. 32, no 4,‎ 2007, p. 35-39 (ISSN 0307-4722).
- Jean Guiart, « L'art premier » (317-329) dans Agir à contre-emploi (Chronique d'une vie en zigzags), Le Rocher à la Voile, Nouméa et Pape'ete 2013.
- D. Brault, J. Faure, A. Maufay, F. Millot et R. Cetin, « Le musée du Quai Branly à Paris », Revue Construction métallique, no 4,‎ 2005, p. 18-57

#### Monographies
- Stéphane Martin, Chefs-d'œuvre : Dans les collections du musée du Quai Branly, Paris, Musée du Quai Branly, 2006  (ISBN 978-2-915133-21-9), 113 p.
- Yves Le Fur (dir.), Musée du Quai Branly. La Collection, Paris, Skira Flammarion / Musée du Quai Branly, 2009  (ISBN 978-2081208766), 480 p. – prix International 2009 du Livre d'Art Tribal de Tribal Art Magazine.
- Benoît De L’Estoile, Le Goût des autres. De l’exposition coloniale aux arts premiers, Paris, Flammarion, 2007  (ISBN 978-2-08-210498-2).
- Régis F. Stauder (sous la direction d'Odile Grandet), De la bibliothèque du chercheur à la bibliothèque de recherche : Le Fonds Condominas à la médiathèque du musée du Quai Branly, enssib, 2008 (mémoire d'étude de conservateur des bibliothèques).
- Leonardo López Luján et Marie-France Fauvet-Berthelot, Aztèques. La Collection de sculptures du musée du Quai Branly,, Paris, Musée du Quai Branly, 2005,  (ISBN 9782915133097), 192 p.
- Germain Viatte, Yves Le Fur, Christine Hemmet et Hélène Joubert, Le Guide du musée du Quai Branly, Paris, Musée du Quai Branly, 2006  (ISBN 2-915133-18-2), 307 p.
- Bernard Dupaigne, Le Scandale des arts premiers. La Véritable Histoire du musée du Quai Branly, Paris, Mille et une nuits, 2006,  (ISBN 978-2-84205-962-0), 261 p.
- Sally Price, Au musée des illusions : le rendez-vous manqué du Quai Branly, Paris, Éditions Denoël, 2011 (Paris Primitive: Jacques Chirac's Museum on the Quai Branly, Chicago, University of Chicago Press, 2007).
- Jacques Kerchache (dir.) et al., Sculptures : Afrique, Asie, Océanie, Amériques, Paris, RMN, 23 août 2001, 477 p. (ISBN 2-7118-4234-7)

#### Colloques
- Cannibalismes disciplinaires. Quand l'histoire de l'art et l'anthropologie se rencontrent [Colloque du 21 au 23 juin 2007], sous la direction de Thierry Dufrêne et Anne-Christine Taylor, Paris, 2009  (ISBN 978-2-35744-022-7) (BNF 42185459) (en ligne).